# خوی

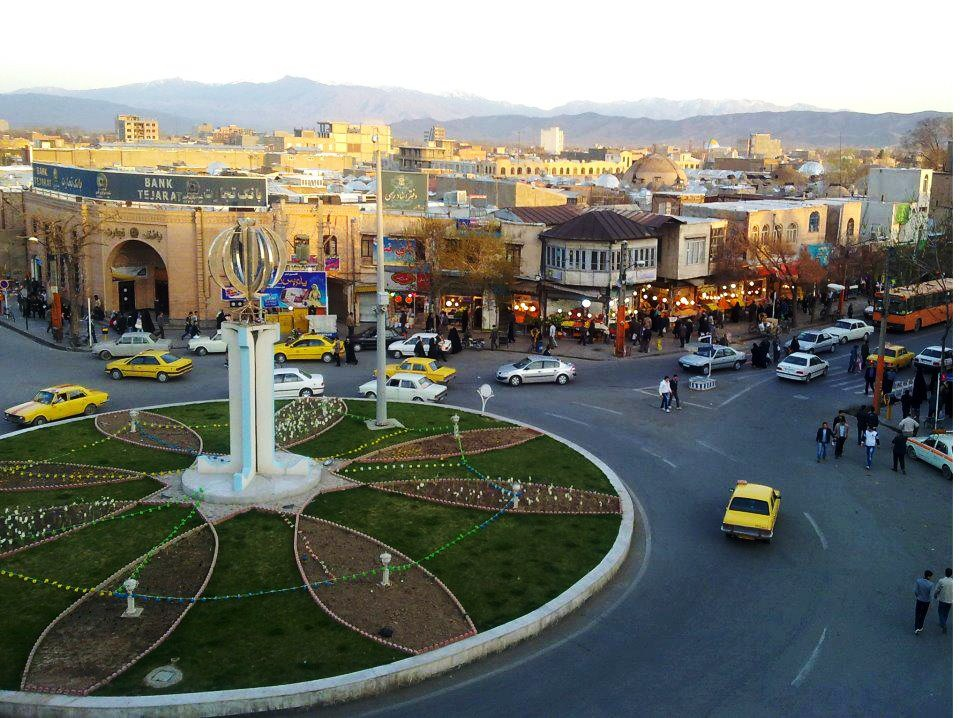
تصویری از مرکز شهر خوی قبل از نوسازی

خوی (تلفظ: خُیْ) دومین شهر پرجمعیت استان آذربایجان غربی و بزرگترین شهر استان از نظر مساحت است که به آن لقب عروس شهرهای ایران را داده‌اند. بیشتر مردم خوی به زبان ترکی آذربایجانی سخن می‌گویند. جمعیت شهر خوی بر پایه سرشماری سال ۱۳۹۵ برابر با ۱۹۸٬۸۴۵ نفر بود که با احتساب جمعیت حومه و شهرهای اقماری اطراف آن جمعیت خوی بالغ بر ۳۴۸٬۶۶۴ نفر می‌باشد و از سال ۱۳۸۹ شهرستان خوی به فرمانداری ویژه ارتقا یافته است. این شهر، به‌عنوان پایتخت عسل و تخمه آفتابگردان ایران نیز شهرت دارد.
خوی با ارتفاع ۱٬۱۸۰ متر، در دشتی در ۶۴۸ کیلومتری شمال غربی تهران و ۱۱۴ کیلومتری شمال ارومیه، سر راه ارومیه به سیه‌چشمه و ماکو و کنار راه تبریز به دهستان قطور، قرار دارد.
این شهر به لحاظ تمدن و جایگاه مذهبی یکی از شهرهای شاخص کشور محسوب می‌شود و یکی از کهن‌ترین مراکز تمدن در ایران است که کانون بسیاری از حوادث تاریخی بوده است. موزه تاریخی خوی در ۱۳۴۸ هجری شمسی تأسیس شد و آثار باستانی و تاریخی آن نشان از تاریخ و تمدن ۷ هزار ساله خوی می‌باشد.
خوی به‌دلیل واقع شدن در مسیر جاده ابریشم و جاده تجارتی شرق و غرب، مورد بازدید بسیاری از جهانگردان و ایرانشناسان واقع شده‌است. بعد از گسترش امپراتوری سلجوقیان به آناتولی و غرب، این شهر به دلیل موقعیت ویژه آن و قرار گرفتن در سر راه اصلی شرق به غرب، اهمیت و رونق علمی، فرهنگی، اقتصادی بسیار یافت. جادهٔ ابریشم در فاصلهٔ ۲۵ کیلومتری شمال غربی خوی در جادهٔ چالدران بالاتر از قوردیک قفه سی رد می‌شد که در زبان محلی به این جادهٔ ابریشم «دوه اوچان» (محل پرواز کردن شتر) می‌گفتند؛ چرا که به‌دلیل سرازیری شدید این جاده شتران با مال‌التجاره با سرعت زیاد حرکت نموده چنان‌که گویی پرواز می‌کردند. از منابع تاریخی و سفرنامه‌ها از جمله سفرنامهٔ ناصرخسرو مطالب قابل توجهی دربارهٔ خوی به‌دست می‌آید.

شهر خوی به گفتهٔ یاقوت و قزوینی بارویی سخت و محکم داشت و در میان مزارع حاصلخیز و آباد واقع و به داشتن دیبای خوب معروف بود. مستوفی در مورد شهر خوی می‌گوید:
هوایش به گرمی مایل است، رود و باغستان بسیار دارد، مردمش سفید چهره ختایی نژاد و خوب صورت‌اند و بدین سبب خوی را ترکستان ایران خوانند.
این شهر یکی از بزرگ‌ترین و مهم‌ترین شهرهای شمال غرب ایران به‌شمار می‌رود.

## نام‌شناسی

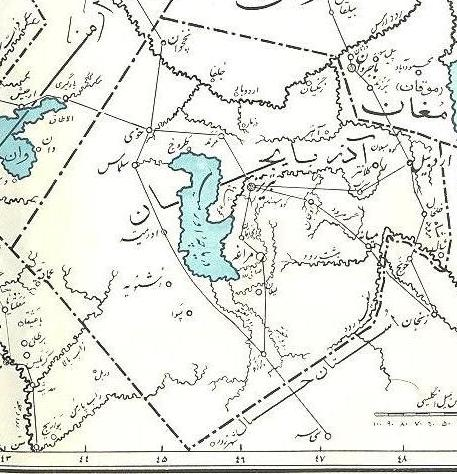
خوی در استان آذربایجان در دورهٔ خلفای عباسی

باوجود اینکه شهری در حدود ۳ هزار سال پیش در منطقه امروزی خوی وجود داشته و نام خوی نیز از ۱۴ قرن پیش تا امروز بر این شهر اطلاق می‌شده است ولی معنی ریشه نام خوی و تاریخچه این لفظ به‌درستی مشخص و روشن نیست، و نظرهای گوناگونی دربارهٔ وجه تسمیهٔ این شهر وجود دارد. به عقیدهٔ محمدامین ریاحی، این واژه با دو واژه مرتبط است: یکی نام شهر اولخو که در ۲۷۰۰ سال پیش در مکان خوی قرار داشته، و دیگری، نام ساردوی خورد، دژی که ساردوی، یکی از پادشاهان اورارتو، در کنار شهر اولخو ساخته بود.

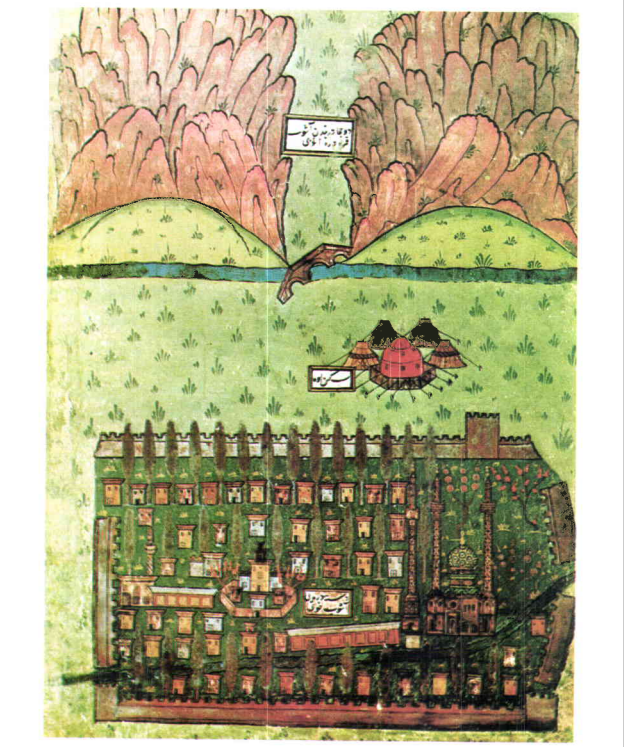
قلعه قدیم خوی در۹۴۰ قمری از کتاب بیان منازل سفر عراقین(نصوحی السلاحی مطراقچی)- درج شده در کتاب تاریخ خوی-اثر محمدامین ریاحی

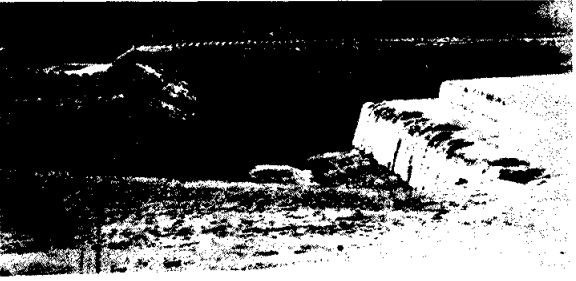
تصویر قلعه خوی- از آلبوم های کاخ گلستان

این احتمال که نام خوی از ریشهٔ زبان ارمنی به‌معنی «قوچ» گرفته باشد، صحیح نیست، چراکه در منابع ارمنی نام این شهر «هیر» ضبط شده‌است.ساسان‌پور و مسرور، وجه دیگر این نام را جلگه و زمین پست می‌دانند که از نظر آن‌ها با موقعیت جغرافیایی این شهر سازگارتر است.

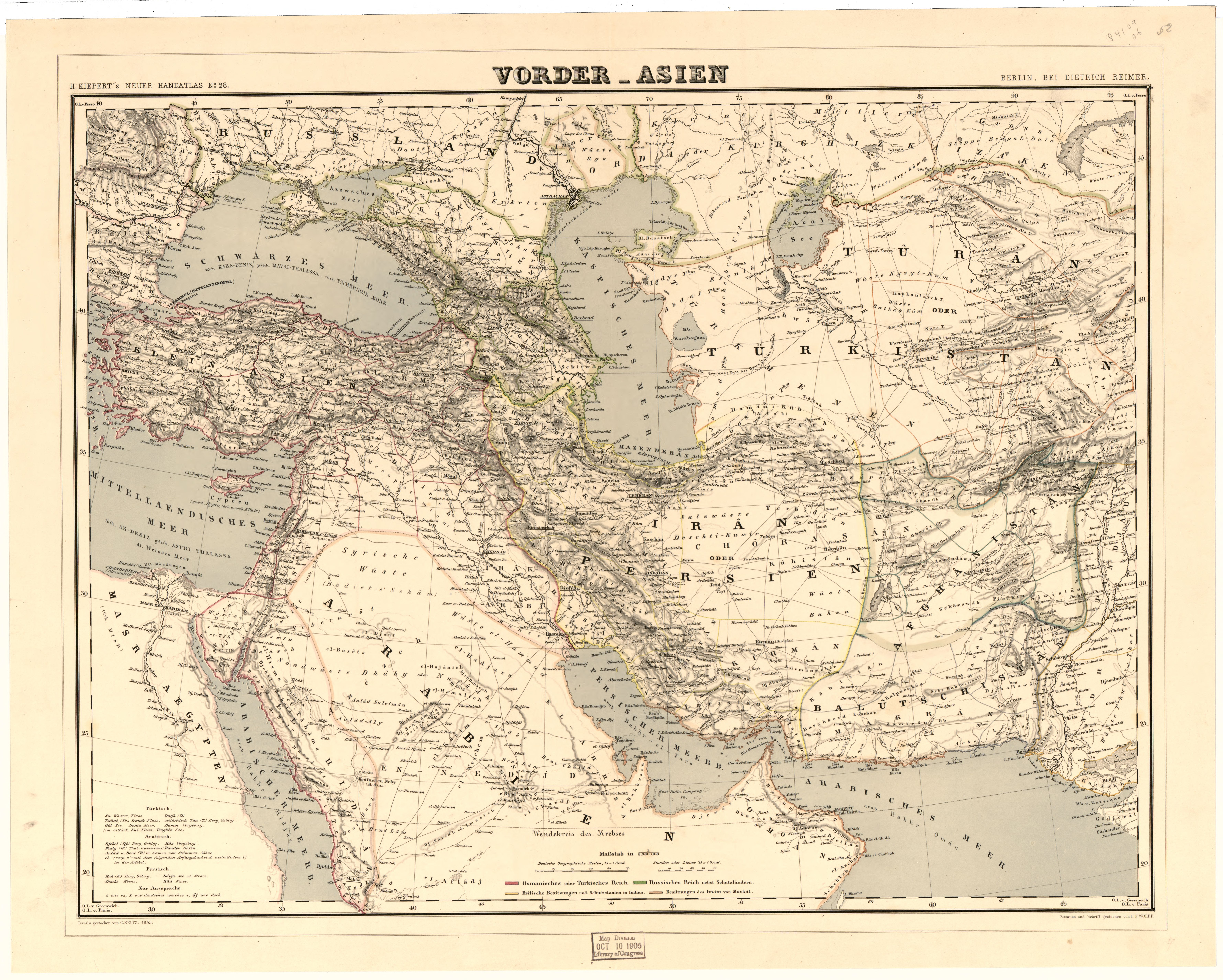
نقشه‌ای تاریخی از ایران که نام (خوی) در آن نمایان است.

## پیشینهٔ تاریخی
پیشینه این شهر، هفت هزار سال پیش برمی‌گردد. در دوران باستان، خوی همانند سایر شهرهای آتورپاتکان، از دوره مادها تا پایان ساسانیان، تحت حکومت پادشاهان ایرانی بود. پیش از مادها، شهر خوی جزئی از ناحیه باستانی سان‌گی‌بوتو و بخشی از سرزمین اورارتو بوده است. در دوران باستان، شهر خوی به واسطه حضورش در مسیر جاده ابریشم، اهمیت بالایی داشت.

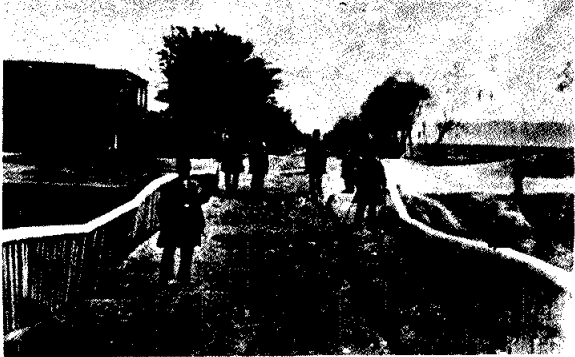
تصویر پل خندق از دروازه جنوبی قلعه خوی- از آلبومهای کاخ گلستان

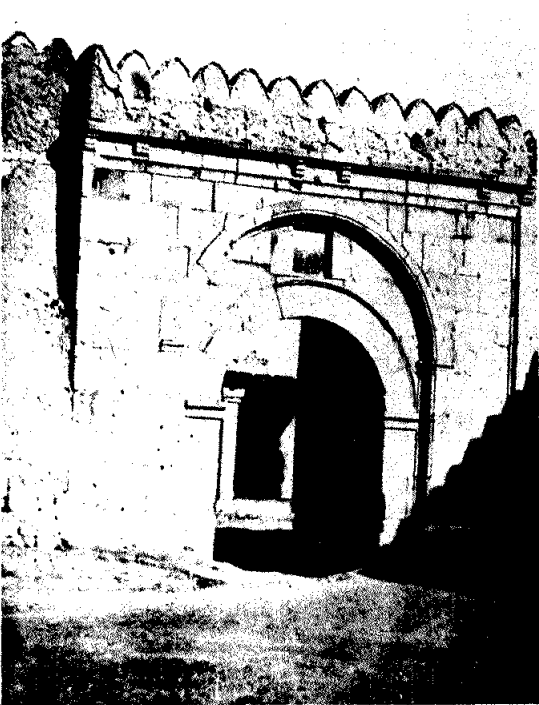
دروازه شهانق خوی در حکومت شجاع الدوله افشار (1292-1285)

### خوی در دوران صفوی
در دوران صفویه، شهر خوی به دلیل مجاورت با مرز امپراتوری عثمانی، از نظر استراتژی اهمیت بالایی داشت. در ۹۲۰ ه‍.ق/ ۱۵۱۴ م، شاه اسماعیل صفوی، از سلطان سلیم یکم، در جلگهٔ چالدران در حدود هفتاد مایلی این شهر، شکست سنگینی خورد.
در دوران صفوی، شهر خوی و منطقه آذربایجان بارها مورد حمله سپاه عثمانی قرار گرفت. یکی از این حمله‌ها چلبی زاده مورخ عثمانی جنگ را اینطور توضیح می‌دهد:
روز بیست و یکم محاصره خوی، نیروهای عثمانی با کندن راه‌های زیرزمینی بر قسمتی از شهر استیلا یافته قریب به ۴۰۰۰ نفر از قزلباشان جان باختند، ولی اهالی خوی در مذهب باطل خود ثابت قدم مانده به محاربه و مقاتله کمر بستند. بعد از این ماجرا، سردار محمدپاشا متصرف آماسیه و صنع‌الله پاشا متصرف ایچ ایل را به اتفاق فرمانده پادگان وان و سپاه یمین و یسار و ینی‌چریان آن دیار، با مهمات کامل به امداد محاصره‌کنندگان خوی فرستاد.

قوای بیحد و حصر آل عثمان شبانه‌روز با اجرای عملیات نظامی مختلف و متعدد، ضربات کوبنده وارد آورده، سرانجام پس از ۵۷ روز محاصره و محاربه شدید، روز ۱۸ شعبان ۱۱۳۶هـ. آن بلده متین مفتوح شد. شهبازخان و میرزا جلال با ۳۰۰۰ قزلباش قتل‌عام شدند و اموال و اهل و عیالشان اخذ و اسیر گردیدند. روز دیگر در شهر نماز برگزار شد و خطبه بنام سلطان خواندند. بعد از خوی چورس هم به آسانی به تصرف درآمد.

### خوی در جنگ جهانی اول
در دوران قاجاریه، این شهر به دلیل نزدیکی به مرز روس‌ها، از اهمیت استراتژی بالایی برخوردار بود. هنوز بقایای دیوارهای دفاعی شهر که به درخواست فتحعلی شاه، به دست ژنرال گاردن در قرن سیزدهم هجری قمری/ نوزدهم میلادی در اطراف این شهر ساخته شده، امروزه به چشم می‌خورد. بعدها شهر خوی شاهد درگیری شدید بین ملی‌گرایان و سلطنت‌طلبان پیشین در جریان جنگ جهانی اول بود.
احمد کسروی در کتاب تاریخ هیجده ساله آذربایجان اینچنین روایت می‌کند:
پنج یا شش هزار تن ارمنی از ایروان و وان و نخجوان نیز به سلاحداران مسیحی، پیوستند، این اندازه انبوهی ایشان است و همه با هم یکی شده و برای آرزوهایی می‌کوشیدند، از اینان بیست هزار تن سپاهیان ورزیده بودند و هشتصد تن سرکردگان روسی به روسستان نرفته و با اینان مانده و به همدستی ۷۲ تن سرکردگان فرانسه‌ای آنان راه می‌بردند، افزارهایشان ۲۵ توپ و یکصدشصت تیر بود، نیکتین کنسول روس و شت کنسول آمریکا و گوژل رئیس بیمارستان فرانسه‌ای رشته سیاست و راهنمایی را در دست داشتند، از آسوریان پس از کشته شدن مارشمعون آقا پطروس سر رشته دار کارهای لشکری می‌بود، ملک خوشابه هم از سر رشته داران به‌شمار می‌رفت، در برابر چنین نیروئی با آن کوشش‌ها چه کار توانستی بود
.
در روز اول تیر ۱۲۹۷ شمسی و ۱۳ رمضان ۱۳۳۶ خبر عبور آندرانیک اوزانیان از ارس طی تلگرافی به شهبندری در خوی می‌رسد. یکی نیروی ۵۰۰ نفری مرکب از عسکرهای عثمانی و سواران ایرانی برای دفاع همان شب به ائو اوغلی عزیمت کردند در ظلمت شب عسکرهای عثمانی در به در به دنبال ارمنیها در جستجو بودند آن‌ها را هر جا می‌یافتند از خانه‌ها بیرون می‌کشیدند و می‌بردند و در خارج شهر می‌کشتند. که در گردنه ارسی به نیروی آندرانیک برخورده و جنگ درگرفت که نتیجه آن پیروزی آندرانیک بود.
سپیده دم روز دوشنبه سوم تیرماه ۱۲۹۷ صف‌های مهاجمان در کنار شهر پدیدار شد و با استتار در مزارع کنار شهر نیمی از شهر را محاصره کردند.
محاصره خوی هم‌زمان با لشکرکشی عثمانی به سمت ارومیه بود که با اطلاع از محاصره مسیر خود را به سمت خوی عوض کردند. در این بین مردم شهر با کمک معدود سلاح داران، تا رسیدن عثمانی‌ها مقاومت کردند. در این زمینه کسروی در تاریخ ۱۸ ساله آذربایجان می‌نویسد: خوئیان با همه بدی افزار و نداشتن مترالیوز می‌جنگیدند. آن چند تن زخمیان عثمانی نیز به یاری پرداخته و هریکی به سنگ دیگری درآمده و می‌کوشیدند. زنان هم به مردان آمیخته و یاری دریغ نمی‌کردند و برای جنگیان آب و شربت و خوردنی می‌آوردند و این به دلیری آنان می‌افزود، نیز چند تن سواره آواچیق به یاری آمدند و این نیز مایه پشتگرمی گردید.
لشکر عثمانی بعد از تغییر مسیر به سمت خوی محتملاً در بعد از ظهر یکی از روزهای پنجم یا ششم تیر به خوی می‌رسد. بنا به نوشته امین ریاحی توپخانه عثمانی نیروی ارمنی را زیر آتش گرفت و به اندک مدتی همه را در هم شکست و آن‌ها را وادار به فرار کرد. کوه غضنفر به دست عثمانی‌ها افتاد و در پشت شهر نبرد ادامه یافت تا اینکه نزدیک غروب سپاه عثمانی به تازه کند رسیده و شلیک توپ‌ها را به سمت سعید آباد ادامه دادند و تا جلفا به تعقیب ارامنه پرداختند و در نهایت با گذر ارامنه از ارس و آتش زدن دهانه پل جلفا تعقیب و گریز فروکش کرد. به نوشته مهدی آقاسی، علی احسان پاشا بعد از شکست آندرانیک عمده قوای خود را به سمت ارومی سوق داد و باعث پیروزی مسلمانان علیه مسیحیانی که توسط نیروهای انگلیسی و فرانسوی حمایت می‌شدند، شد.

## آداب و رسوم
در شهر خوی هم شبیه به سایر شهرهای ایران برخی آداب و رسوم با مناسک خاصی برگزار می‌شود. یکی از این روزهای خاص در خوی، شب چله است. شب یلدا یا شب چیلله گئجه‌سی به‌عنوان طولانی‌ترین شب سال، آخرین شب پاییز و نخستین شب زمستان در شهر خوی گرامی داشته می‌شود.
در این شب مردم خوی دورهم جمع می‌شوند و این شب را تا صبح بیدار می‌ماند. رسم بر این است که در این شب به بازدید از بزرگان فامیل می‌روند و اگر نوعروسی به‌تازگی ازدواج کرده باشد، به دیدن او می‌روند. در این شب داماد هدایای خود را در سینی مسی می‌گذارد که به این سینی «خونچا» می‌گویند و روی آن دستمالی گلدوزی شده قرار می‌دهند و به نوعروس هدیه می‌دهند.
در این شب افراد دور کرسی جمع می‌شوند و شهریارخوانی و کوراغلوخوانی می‌کنند. یکی از شعرهای مهمی شهریار که در این شب خوانده می‌شود، به شرح زیر است:
چیله چیخار بایراما بیر آی قالار
پینتی آرواد قوورمانی قورتارار
گئدر باخار گودول ده یارماسینا
باخ فلکین گردش و غوغاسینا

## آثار تاریخی و مذهبی

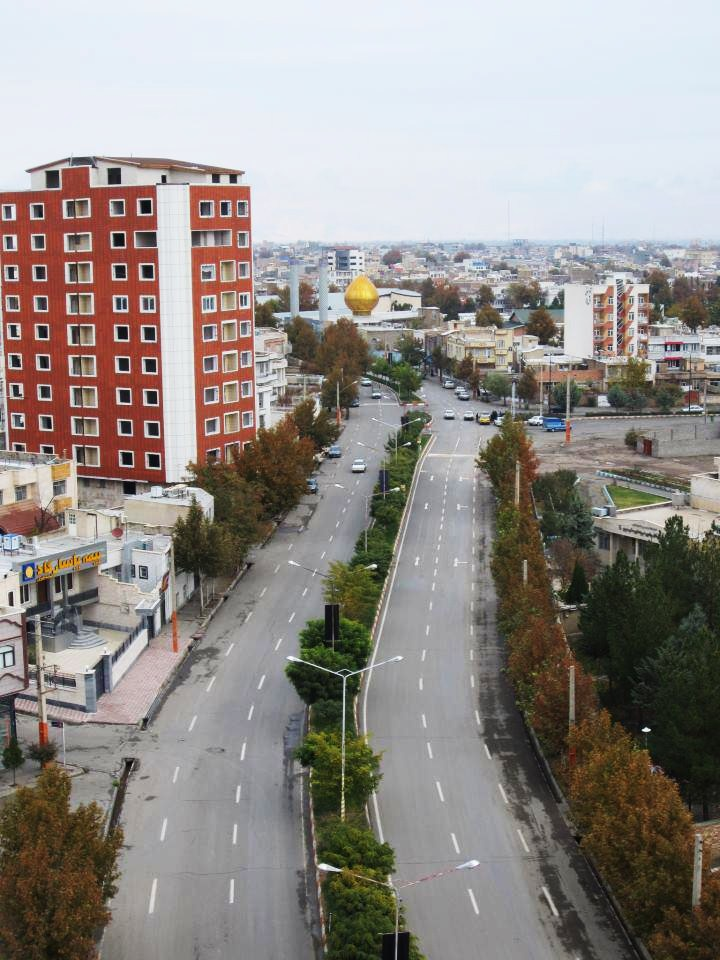
شیخ نوائی خوی

قسمتی از نقشه ایران در دوره افشاریه. نام خوی در شمال دریاچه ارومیه (در نقشه: دریاچه شاهی)، به انگلیسی: koy نوشته شده است.

آثار تاریخی زیادی در منطقه خوی قرار دارد از جمله: مزار شمس تبریزی و برج شمس تبریز، دروازه سنگی، بقعه شیخ نوایی، مسجد مطلب خان، پل خاتون (خوی)، بازار خوی، کارونسراهای خوی ،باغ تاریخی دلگشا، پل قطور، ساختمان شهرداری خوی پیشین، کلیسای سورپ سرکیس، مسجد «سید الشهداء» خوی، مسجد ملاحسن ،آرامگاه پوریای ولی، علمدار خوی، امام زاده سید بهلول، زیارتگاه میر فتاح، آبشار بدلان ،غار علی شیخ، تکیه گاه حضرت ابوالفضل و انصار الحسین خوی (بالا امام زاده) را نام برد.

## کنگره بین‌المللی شمس در خوی
یکی از نمادهای خوی آرمگاه شمس تبریزی است - خوی شهر عشق مرید مولانا شمس تبریزی است.
اولین کنگره بین‌المللی شمس تبریزی در خوی در سال ۱۳۸۹ با حضور بیش از ۴۰ بازیگر معروف از خانه سینمای ایران چون (علی نصیریان پرویز پرستویی ،هانیه توسلی، حمید جبلی و غیره) و آواز خانی‌های شوالیه ایران همچون: شهرام ناظری، مختاباد، سراج سالار عقیلی و چهره بین‌المللی با نام عالیم قاسیم اوف کلید خورد، که هرساله و در سال ۱۳۹۴ کنگره شمس برای چندمین بار به صورت بین‌المللی به روی صحنه می‌رود؛ که مصادف است با ۷ مهر ماه که هرساله مهمانان و گردشگرانی از کشورهای: آلمان بلغارستان - ترکیه - آذربایجان - پاکستان و… به‌مدت یک هفته برگزار می‌شود که از جمله برنامه‌های فرهنگی شاد و نمایشگاه و کنسرت‌ها از جمله برنامه‌های یاد شده در بزرگداشت روز شمس تبریزی مابین شهرهای خوی - تبریز - شیراز - نیشابور می‌باشد.

## شکارگاه‌های تاریخی
خوی به خاطر دارا بودن شکارگاه‌های زیاد مورد توجه شاه اسماعیل صفوی بود. شاه اسماعیل به خاطر آب و هوای خوش خوی زیاد به این شهر سفر می‌کرد و نقل است که شاخ قوچ‌هایی که در عمارت برج شمس تبریزی مشاهده می‌شود توسط شاه اسماعیل شکار شده‌اند. شاه اسماعیل با الهام از طبیعت زیبای خوی شعر می‌سرود.

### منطقه شکار ممنوع زُرآباد
منطقه شکار ممنوع زرآباد، یک منطقه کوهستانی و از جاهای سرسبز خوی است.. این نقطه سال‌ها است که به دلیل وجود حیات وحش به عنوان منطقه شکار ممنوع شناخته می‌شود.
زرآباد آب و هوایی معتدل و پوشش گیاهی مناسبی دارد، همین مسئله باعث شده که این منطقه به محل مناسبی برای زندگی جانوران مختلف تبدیل شود. منطقه شکار ممنوع زرآباد، یک منطقه کوهستانی و از جاهای سرسبز خوی است.
در کنار نقش مهمی که زرآباد در بقای حیات وحش و طبیعت خوی دارد، این منطقه یکی از زیباترین جاهای دیدنی در شهر خوی نیز به حساب می‌آید. زرآباد در مرتفع‌ترین نقطه کوه سولوز و پیرعنبر قرار گرفته و رودخانه زیبای آق چای از آن می‌گذرد. سواحل بی نظیر این رود و طبیعت سرسبز اطراف آن، چشم‌اندازی فوق‌العاده به وجود آورده و این منطقه را به یکی از بی نظیرترین دیدنی‌های خوی تبدیل کرده است.

### منطقهٔ حفاظت شده مَراکان
منطقهٔ حفاظت‌شدهٔ مراکان در نزدیکی شهر خوی قرار دارد و یکی از مناطق چهارگانهٔ حفاظت‌شدهٔ حیات وحش ایران است. این منطقه به‌دلیل داشتن زیستگاه‌های مختلف، میزبان گونه‌های مختلف جانوری است. البته چون منطقهٔ مراکان ارتفاعات، صخره‌ها، دشت‌ها و تپه ماهورهای متعددی دارد، دارای پوشش گیاهی متنوعی است. قوچ و میش ارمنی، کل و بز از گونه‌های علفخوار بزرگ جثهٔ این منطقه است. البته گونه‌های دیگری مانند گرگ، خرگوش و سیاه‌گوش نیز در آن زندگی می‌کنند.
گیاهان و درختانی مثل پوا، آگروپیرون، گون، چوبک، کلاه میرحسن، میخک، انواع لگومینوز و درختچه‌هایی مانند تنگرس، شیرخشت و گلابی وحشی پوشش گیاهی منطقهٔ مراکان را تشکیل می‌دهد.

## طبیعت
خوی در میان کوه‌های بلند واقع شده است به همین دلیل آب و هوای آن در تابستان گرم و در زمستان بسیار سرد است. آب و هوای این شهرستان در فصل بهار بسیار دلچسب است. کوه چله‌خانه در مجاورت این شهرستان قرار دارد و نیز کوه اورین که برای مردم این شهر کوهی با ارزش و تاریخی است.
منطقه بکر جهنم دره خوی یا به قولی دره قیریس که یک دره کاملاً بکر با کوه‌ها و صخره‌هایی است که از وسط شان راه عبوری دارند و ارتفاع آن‌ها گاهی به ارتفاع یک برج ده طبقه می‌رسد که در بالا به همدیگر چسبیده‌اند. در این دره سرسبز جانورانی مانند خرس قهوه‌ای، آهو، و گوزن وجود دارند.
شهر سرسبز و توریستی فیرورق، روستای علی شیخ، روستای وار و پسک و منطقه قطور با آبگرم درمانی آن یکی از مراکز گردشگری این شهرستان به حساب می‌آید.

## زلزله‌های خوی

### ۱. زلزله سال ۱۲۹۹ هجری قمری (۱۸۸۲ میلادی)[۳۸]
- شدت: بسیار شدید و ویرانگر
- خسارات: ویرانی گسترده در شهر خوی

### ۲. زلزله سال ۱۳۰۹ هجری قمری (۱۸۹۱ میلادی)
- شدت: بسیار شدید و ویرانگر
- خسارات: بیش از ۷۰ روستا ویران شدند، صدها نفر کشته و زخمی
- موقعیت: اطراف خوی و سلماس
- ویژگی: یکی از مخرب‌ترین زمین‌لرزه‌های ثبت‌شده در قرن ۱۴ شمسی در این منطقه
- منبع: محمدعلی کریم‌زاده تبریزی درکتاب یادوارهٔ شهر خوی اشاره می‌کند که این زلزله موجب فروریختن خانه‌های گلی و خشتی شد و موجب مهاجرت بسیاری از ساکنان گردید.[۳۹]

### ۳. زلزله ۱۳۷۴ خورشیدی (۱۹۹۵)
- شدت: ۵٫۵ ریشتر
- موقعیت: جنوب‌غربی خوی
- ویژگی: این زلزله خسارات عمده‌ای نداشت اما یادآور لرزه‌خیز بودن منطقه بود و منجر به تقویت زیرساخت‌های مقاوم‌سازی شد.

### ۴. زلزله‌های پی‌درپی سال ۱۴۰۱ (۲۰۲۳ میلادی)[۴۰]
این مجموعه زلزله‌ها باعث توجه ملی و بین‌المللی به لرزه‌خیزی شدید خوی شد:

#### زمین‌لرزه ۱۳ مهر ۱۴۰۱
براساس اعلام موسسه ژئوفیزیک دانشگاه تهران، زمین‌لرزه‌ای به بزرگی ۵/۴ M در ساعت ۳:۵۱ دقیقه بامداد چهارشنبه، ۱۳ مهرماه ۱۴۰۱، در عمق ۱۰ کیلومتری زمین در خوی رخ داد. کانون این زمین‌لرزه در فاصله ۷ کیلومتری خوی بوده است.

#### زمین‌لرزه ۲۸ دی ۱۴۰۱
این زمین‌لرزه با ۵٫۷ M در ۲۸ دی ۱۴۰۱ در استان آذربایجان غربی ایران، در فاصله حدود ۸ کیلومتری شرق-جنوب‌شرقی شهر خوی رخ داد. این زلزله چندین پیش لرزه داشت.

#### زمین لرزه ۲۵ اسفند ۱۴۰۱
در ۲۵ اسفند ۱۴۰۱ بار دیگر زمین لرزه ای با قدرت ۵ ریشتر خوی را لرزاند که تا کنون ۲۰ نفر مصدوم شده‌اند. بزرگ‌ترین پس لرزه این زلزله ۳/۸ ریشتر بود.

#### زمین لرزه ۴ فروردین ۱۴۰۲
زلزله ای به بزرگی ۵/۶ ریشتر مجدد خوی و سلماس را لرزاند که بیش از صد نفر مصدوم شدند. این زلزله پس لرزه‌هایی داشته که بزرگ‌ترین آنها ۳/۶ ریشتر بوده است

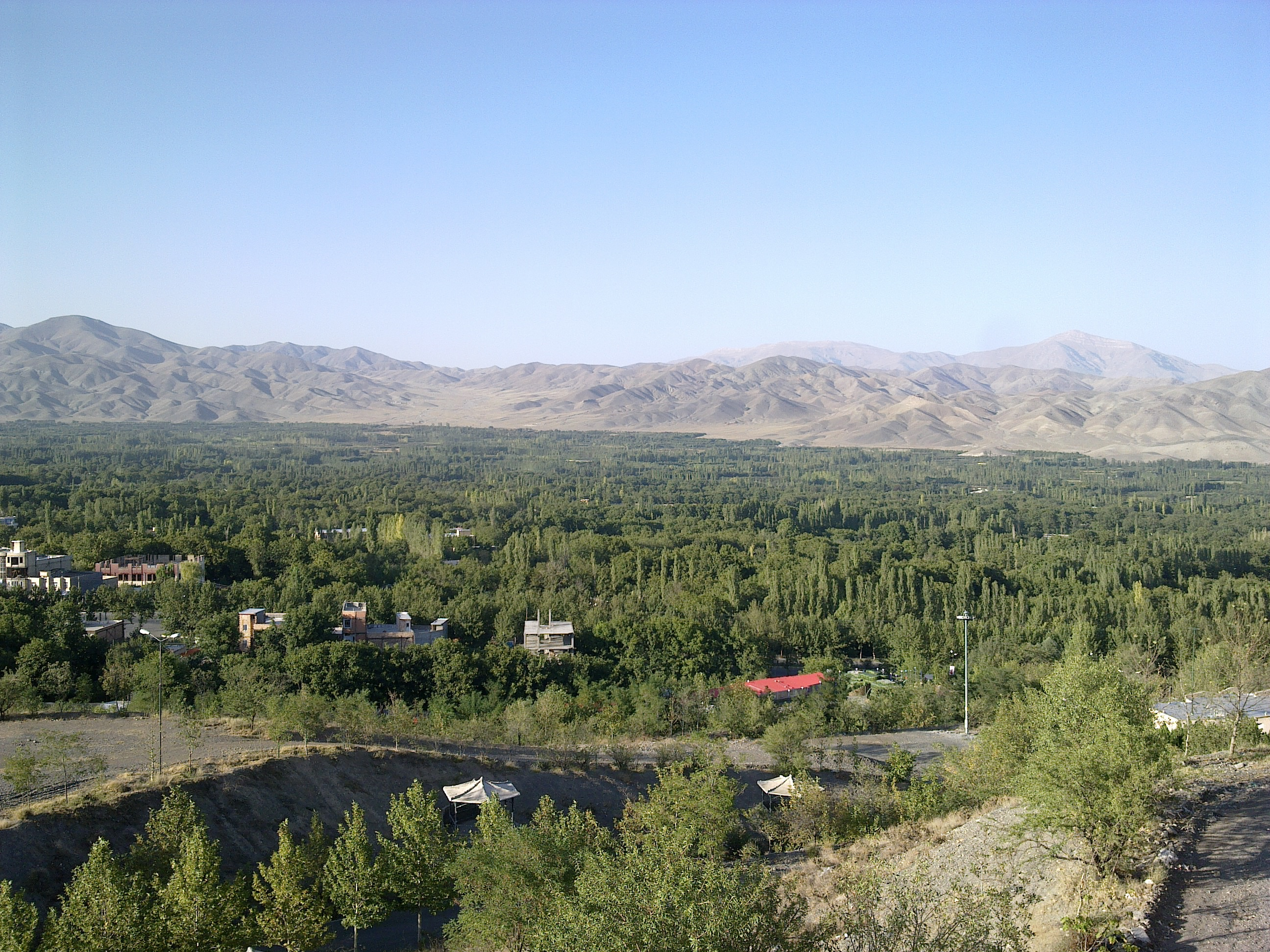
طبیعت اطراف خوی

## جشنواره‌های تابستانی در خوی
جشنواره‌های تابستانی در خوی هم‌زمان با مسافرت‌های تابستانی گردشگران به شهرستان خوی و برداشت محصولاتی همچون آفتابگردان، گل محمدی، آلبالو و فرش انجام می‌شود که گردشگران ضمن بازدید از اماکن تاریخی و اقامت در خوی و دیدن زیبایی‌های طبیعی و طبیعت بکر می‌توانند در جشنواره‌های تابستانی خوی هم شرکت کنند که مهم‌ترین آن‌ها می‌توان به جشنواره آفتابگردان که نماد خوی هست اشاره کرد که به‌مدت یک هفته در پارک بزرگ ملت خوی با کنسرت‌هایی مانند گروه رستاک و… رقص‌های محلی هر شب برگزار می‌شود اشاره کرد. 

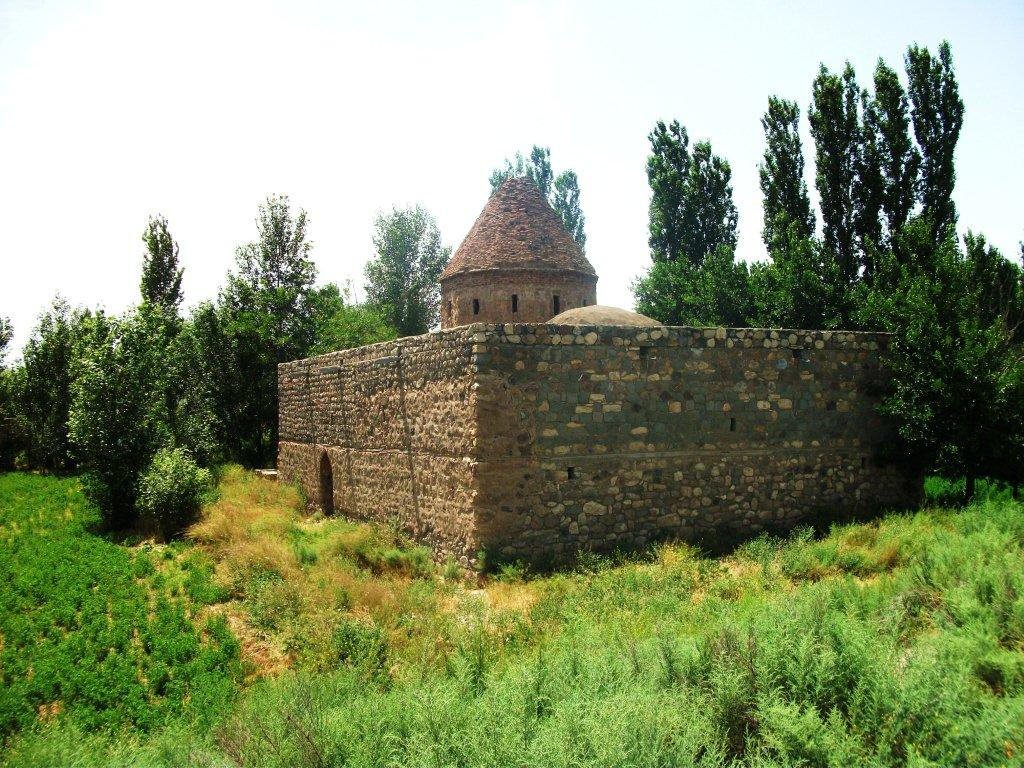
کلیسای قدیمی روستای مهلذان شهر خوی

## محصولات
سال‌ها پیش به دلیل نوع خاک مزارع خوی پنبه در آن کاشته و بهره‌برداری می‌شد؛ و این مزارع سبب به وجود آمدن نساجی در خوی شد؛ ولی کم‌کم مزارع پنبه جای خود را به آفتابگردان (گونه باخان) داد.
تخمه آفتابگردان از محصولات اصلی این شهرستان است که در کشور معروف است که از آن به عنوان پایتخت تخمه آفتابگردان و عسل ایران یاد می‌شود. همچنین عسل مرغوب این شهرستان از دیگر محصولات غذایی می‌باشد. فرش‌های نفیس دستباف از دیگر تولیدات این شهر می‌باشد. یکی از نقش‌های ماندگار فرش ایرانی «نقش ماهی» است که در این باره براساس معاهده لیسبون و طی فرایند کارشناسی و مطابق با قوانین بین‌المللی، فرش ماهی خوی در سازمان جهانی مالکیت معنوی (WIPO) مستقر در ژنو، ثبت جهانی شد.
صنایع دستی منطقه فرش بافی، گلیم بافی، جاجیم بافی، جل بافی، مفرش بافی، زیلوبافی، حصیربافی، سبدبافی، چاقوسازی، ریسندگی الیاف، سفالگری و دست بافته‌های پشمی است.

## معادن
شهرستان خوی دارای منابع معدنی متعددی است که از آن جمله می‌توان به نمک، زغال‌سنگ، مس، طلا و اورانیوم اشاره کرد.
در حال حاضر، معدن نمک خوی از جمله معادنی است که به‌صورت فعال بهره‌برداری می‌شود و محصول آن با نام نمک خوی در سطح شهرستان‌های همجوار به‌صورت تجارتی عرضه می‌گردد.
از دیگر منابع قابل توجه این منطقه، می‌توان به منطقه معدنی جنگسر در شمال شهرستان خوی اشاره کرد که یکی از مهم‌ترین پروژه‌های استراتژیک کشور در حوزه تأمین سوخت هسته‌ای محسوب می‌شود. این منطقه شامل ذخایر غنی اورانیوم و عناصر نادر خاکی است و به‌عنوان یکی از قطب‌های تأمین مواد اولیه صنایع هسته‌ای ایران شناخته می‌شود.

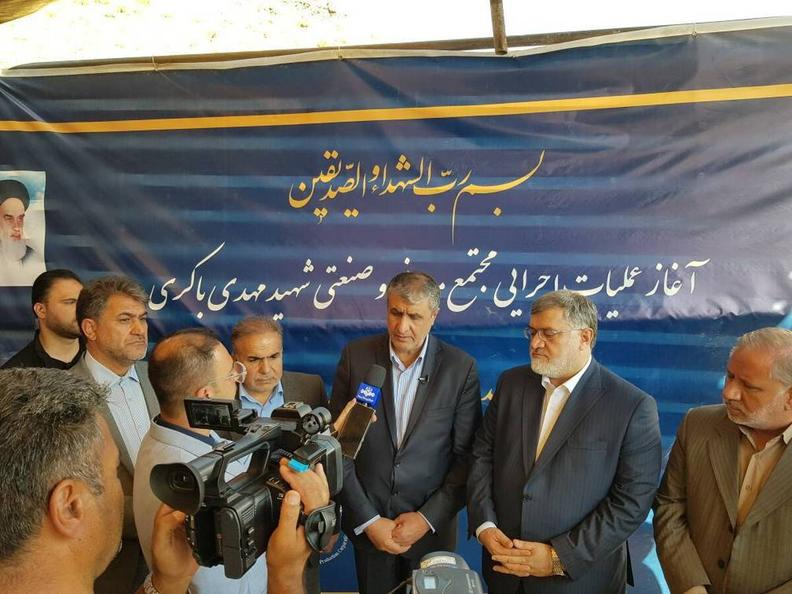
حضور محمد اسلامی (رئیس سازمان انرژی هسته‌ای) و محمد صادق معتمدیان (استاندار وقت آذربایجان غربی) و ذبیح‌الله کاظمی (فرماندار وقت خوی) و عادل نجف زاده (نماینده مردم خوی و چالدران در مجلس) در مراسم افتتاحیه مجتمع معدنی و صنعتی (شهید) مهدی باکری خوی

عملیات اجرایی معدن جنگسر در مردادماه سال ۱۴۰۲ با حضور رئیس سازمان انرژی اتمی ایران آغاز شد. طبق برآوردهای رسمی، این پروژه با سرمایه‌گذاری بیش از ۱۰ هزار میلیارد ریال در حال توسعه است و در فاز نخست، زمینه اشتغال مستقیم برای ۵۰۰ نفر و اشتغال غیرمستقیم برای بیش از ۱۵۰۰ نفر را فراهم خواهد کرد.
با وجود اهمیت اقتصادی و صنعتی معدن جنگسر، برخی نگرانی‌های زیست‌محیطی نیز از سوی فعالان محلی مطرح شده است؛ از جمله دربارهٔ شفاف نبودن مجوزهای زیست‌محیطی، نحوه دفع پسماندها و آسیب‌های احتمالی به پوشش گیاهی منطقه. این مسائل همچنان نیازمند شفاف‌سازی و پاسخگویی از سوی مراجع مسئول است.

## پایانه مرز رازی خوی
شهرستان خوی با وجود داشتن گذرگاه مرزی رازی و قرار گرفتن در مسیر جاده ابریشم تنها راه مرزی نزدیک به کشور ترکیه
است. خوی تنها شهریست که مسافت آن با شهر وان در کشور ترکیه از طریق بازارچه رازی ۱۲۰ کیلومتراست. 

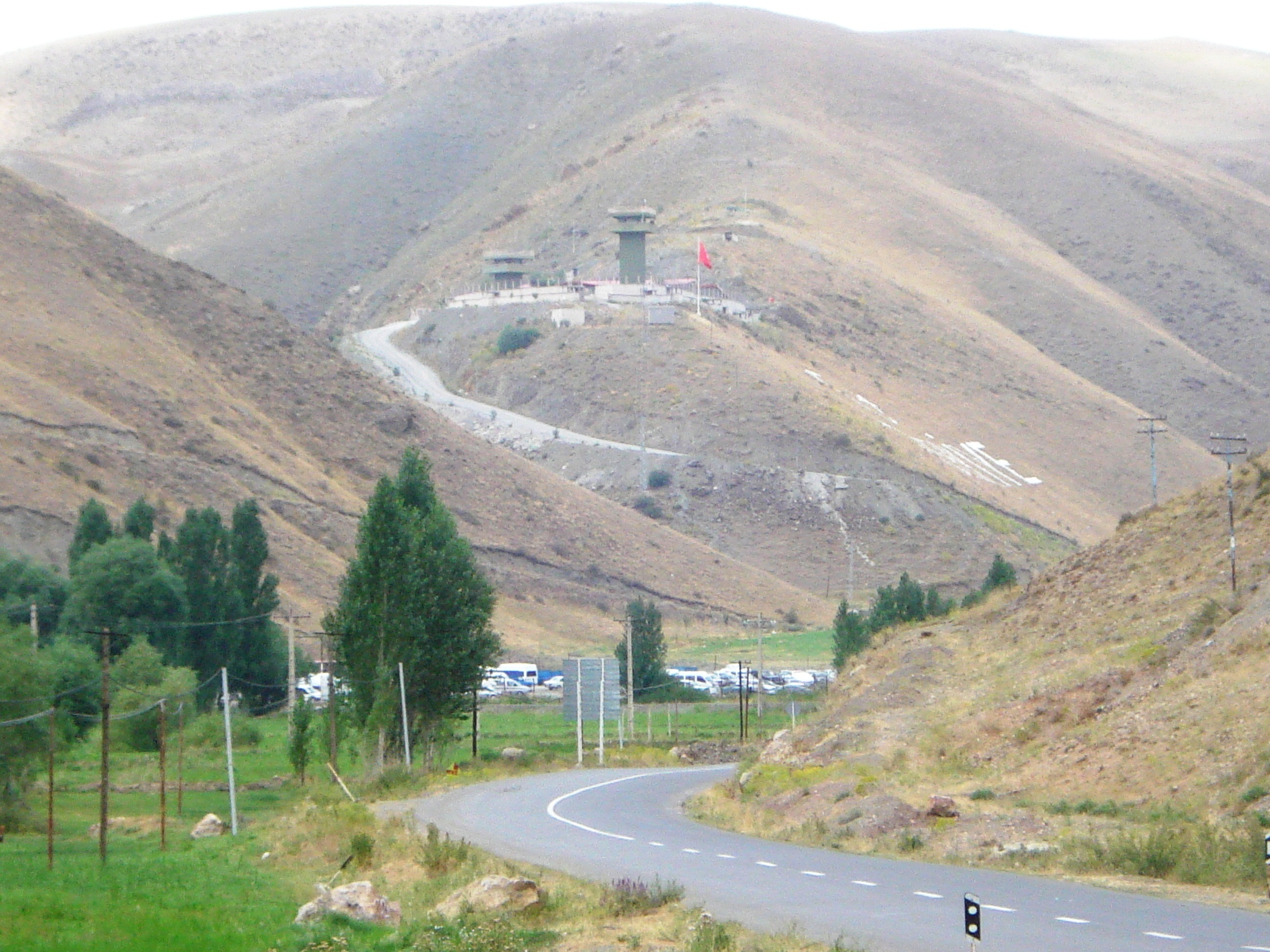
جاده منتهی به مرز رازی خوی

در سال ۲۰۰۶ هیتی از طرف کشور ترکیه برای بررسی وضعیت بین راهی دو کشور جلسه‌ای با حضور معاون وزیر و سایر افراد متولی صادرات و واردات استان آذربایجان غربی و افراد منتخب از این شهرستان برگزار نمودند.
در تاریخ ۲۶/۰۱/۱۳۹۰ مرز رازی با حضور وزرای خارجی ایران و ترکیه و مقامات محلی به‌طور رسمی گشایش یافت

## حمل و نقل شهرستان خوی

### پایانه مسافربری خوی
پایانه مسافربری سردار شهید حاج محمد حنیفه درستی در دو طبقه به عنوان بزرگ‌ترین پایانه مسافربری شمال غرب و غرب کشور ۱۳۸۷ به بهره‌برداری رسید.
ظرفیت روزانه این ترمینال مسافربری برای جابجایی مسافر ۴هزار و ۵۰۰ نفر است.

### فرودگاه خوی
فرودگاه خوی (یاتا: KHY، ایکائو: OITK) به عنوان دومین فرودگاه استان آذربایجان غربی در مهر سال۱۳۸۳ به بهره‌برداری رسیده، هم‌اکنون فرودگاه خوی با توجه به هم‌مرز بودن با کشور ترکیه شهر وان و داشتن گذرگاه مرزی رازی به عنوان مهم‌ترین دروازه توسعه شمال استان در جابجایی هوایی مسافر، توریست، بازرگانان، استادان دانشگاهی و دانشجویان، مهندسان و صنعتگران و … به عنوان یکی از زیباترین فرودگاه‌های کشور ایفای نقش می‌نماید.
برنامه‌های هوایی فرودگاه خوی روزهای شنبه و یکشنبه از تهران به خوی ساعت ۰۶:۱۰ و از خوی به تهران ۰۸:۱۰ صبح و چهارشنبه‌ها عصر ساعت ۱۶:۱۰ از تهران به خوی و ۱۸:۱۰ از خوی به تهران می‌باشد.
برنامه‌های آینده خوی شامل راه‌اندازی پرواز خوی-مشهد، خوی-نجف و برعکس و همچنین پروازهای تور گردشگری می‌شود.

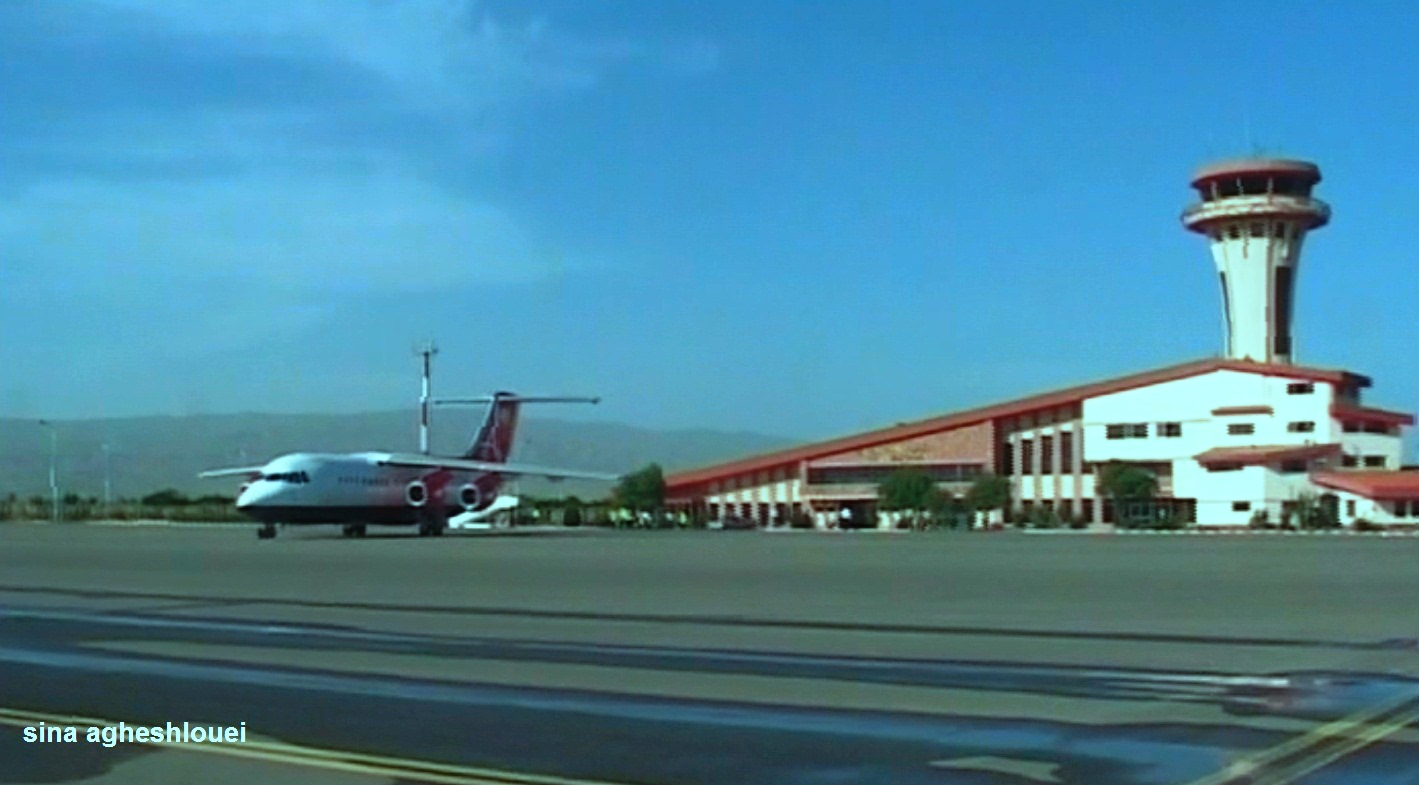
فرودگاه خوی

### ایستگاه راه‌آهن رازی خوی
از نواحی چهارده‌گانهٔ راه‌آهن ایران است. در مسیر تهران ایستگاه رازی خوی پل قطور که بزرگ‌ترین پل راه‌آهن خاورمیانه است در مسیر راه‌آهن ایران و ترکیه در نزدیکی خوی ساخته شده است.
شرکت راه‌آهن جمهوری اسلامی ایران در راستای توسعه حمل و نقل ریلی، قطار تهران-آنکارا را با همکاری راه‌آهن ترکیه در سال ۱۳۸۰ راه‌اندازی کرد. این قطار دوشنبه شب از تبریز عازم و صبح روز سه شنبه وارد شهر وان در ترکیه می‌شود. این قطار روز ۴ شنبه ساعت ۲۲:۱۵ تهران را به مقصد آنکارا ترک کرده و پس از عبور از ایستگاه زنجان، تبریز، سلماس وارد ایستگاه مرزی رازی خوی ساعت ۱۴:۴۵ می‌شود در ایستگاه رازی تشریفات گمرکی و کنترل گذرنامه‌ها انجام می‌شود سپس قطار در ادامه مسیر پس از طی ۳ کیلومتر در ساعت ۱۷:۴۰، در ایستگاه مرزی کاپیکوی در ترکیه برای بررسی گذرنامه‌ها و گمرک توسط مأموران این کشور متوقف می‌شود. قطار پس از طی ۱۰۷ کیلومتر وارد ایستگاه وان می‌شود و در اسکله وان مسافران سوار کشتی دو طبقه (فری بوت) شده و پس از ۵ ساعت مسافرت با کشتی بر روی دریاچه وان به ایستگاه تات وان رسیده و پس از طی ۱۳۳۰ کیلومتر سفر خود را با قطار ترکیه تا آنکارا ادامه می‌دهند و در ساعت ۱۰ شنبه به آنکارا می‌رسند.

## شهرداری خوی

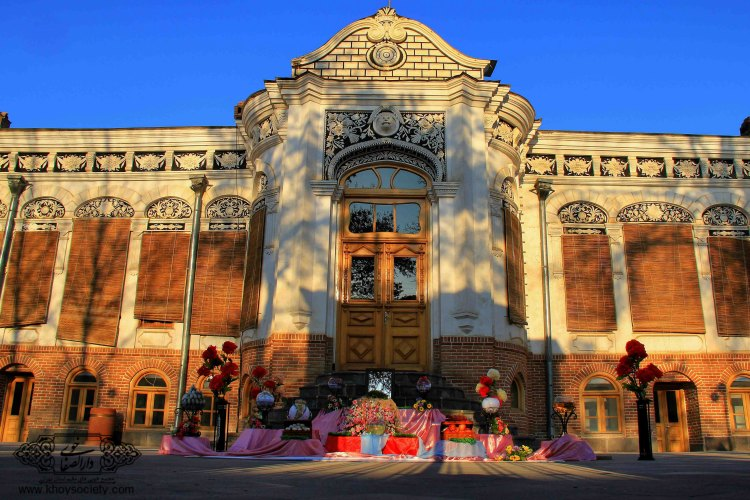
ارگ قدیم حکومتی و شهرداری خوی

ساختمان شهرداری خوی یا بلدیه سابق مربوط به دوره پهلوی اول است و در خوی، مرکز شهر واقع شده است. بنای شهرداری خوی در سال ۱۳۱۲ هجری شمسی به دست استاد علی‌اکبر توانا (معمار مشهور خویی) در محل ساختمان قدیم شهرداری واقع در خیابان شهید صمدزاده (فعلی) ساخته شد. درفضای شهرداری قدیم صدها درخت اصله تبریزی تنومند وجود داشت. در گذشته به شهردار قدیم رئیس بلدیه شهر می‌گفتند و در زمان تأسیس ۵ الی ۶ نفر کارگر روز مزد داشت. کوچه‌های شهر اکثراً خاکی بودند. در سال ۱۳۱۲ خیابان‌های اصلی شهر احداث شد (خیابان طالقانی و خیابان شریعتی) و در سال ۱۳۱۶ تنها در چند محل از شهر آسفالت وجود داشت از ۱۳۳۰ سرآغاز آسفالت خیابان‌های شهر بوده است. وظایف شهرداری در بدو تشکیل بیشتر نظافت و رفت و روب شهر بوده است و در سال ۱۳۳۰، ۳۵ نفر کارمند و ۲۰ نفر کارگر داشته است.
شهرداری خوی در گذشته زیر نظر انجمن شهر فعالیت می‌کرد و بیشترین منابع تأمین درآمدی شهرداری، از محل دریافت عوارض بوده و به مسایل و امور آب، برق، نان، گوشت، بهداشت شهر با نظافت، رفت و روب (خدمات شهری) نیز نظارت داشته است. در سال ۱۳۰۷ شهر خوی دارای پنج دروازه ورودی بوده و در هر کدام از این دروازه‌ها عوارض ورود و خروج به شهر و کالاهای وارداتی، اجناس فروشی در میدان‌ها گندم، نمک، دواب عوارض دریافت می‌گردید. بعدها وظایف شهرداری توسعه یافته و اخذ عوارض از پروانه‌های ساختمانی و مغازه‌ها و سایر مجوزها از مردم نیز به منابع درآمدی شهرداری اضافه شد.
کاشتن درختان چنار از سال ۱۳۳۸ در شهر خوی آغاز شد و بیشتر آرامستان‌ها مسیر گشایی شده و ورود حیوانات به شهر ممنوع شد. هم‌اکنون شهرداری خوی با داشتن درجه ۱۰ به عنوان یکی از شهرداری‌های فعال شمال غرب کشور به‌شمار رفته و دارای ۴ ناحیه و ۵ سازمان آتش‌نشانی، اتوبوسرانی، تاکسیرانی، سازمان پایانه‌ها و سازمان آرامستان‌ها می‌باشد.

## سازمان تاکسیرانی خوی

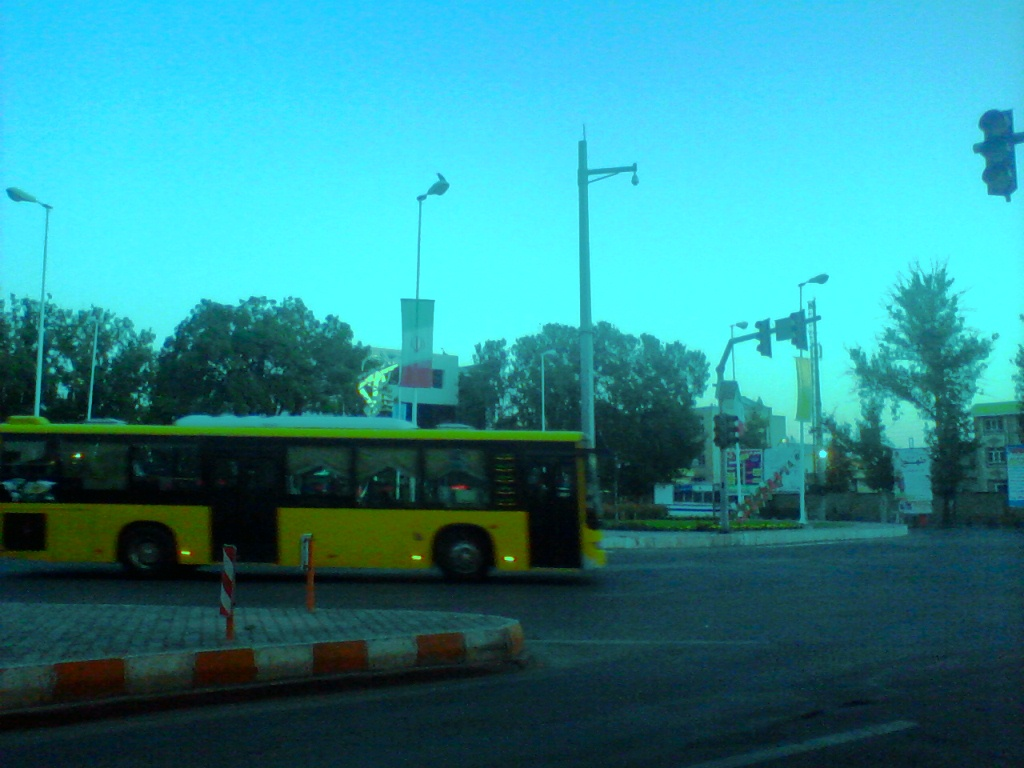
اتوبوس شهری خوی

اتحادیه تاکسی و تاکسی بار در شهر خوی از سال ۱۳۵۱ فعالیت خود را آغاز کرد که در سال در سال ۱۳۷۷ با تشکیل امور تاکسیرانی در شهرداری خوی به مجموعه‌های تحت نظر شهرداری خوی پیوست. امور تاکسیرانی شهرداری خوی تا سال ۸۲توسط شهرداری اداره می‌شد که با تأسیس سازمان به عنوان یکی از سازمان‌های شهرداری کار خود را از لحاظ اداری و مالی به صورت مستقل آغاز نمود.
سازمان مدیریت و نظارت بر تاکسیرانی خوی در سال ۸۲ در اجرای قانون الحاق یک تبصره به ماده واحده قانون راجع به تمرکز امور تاکسیرانی به عنوان یکی از سازمان‌های زیر مجموعه شهرداری خوی تأسیس گردید.
این سازمان بر اساس ماده ۸۴ قانون شهرداری‌ها وبند ۱۵ماده ۷۱ قانون تشکیلات، وظایف و انتخابات شوراهای اسلامی کشور و انتخاب شهرداران مصوبه ۰۱/۳/۷۵ تأسیس گردیده است و دارای موضوع و اهداف و وظایف تصدی و مدیریت بر کلیه امور مربوط به تاکسیرانی و حمل و نقل عمومی مسافر درون‌شهری شهر خوی می‌باشد.

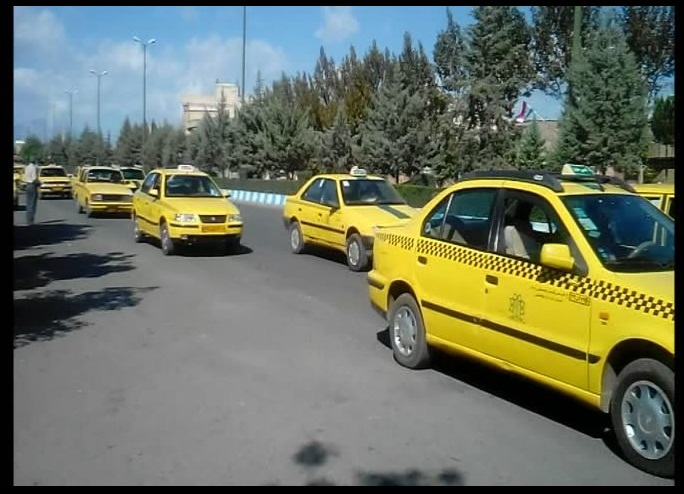
تاکسی شهری خوی

## گردشگری

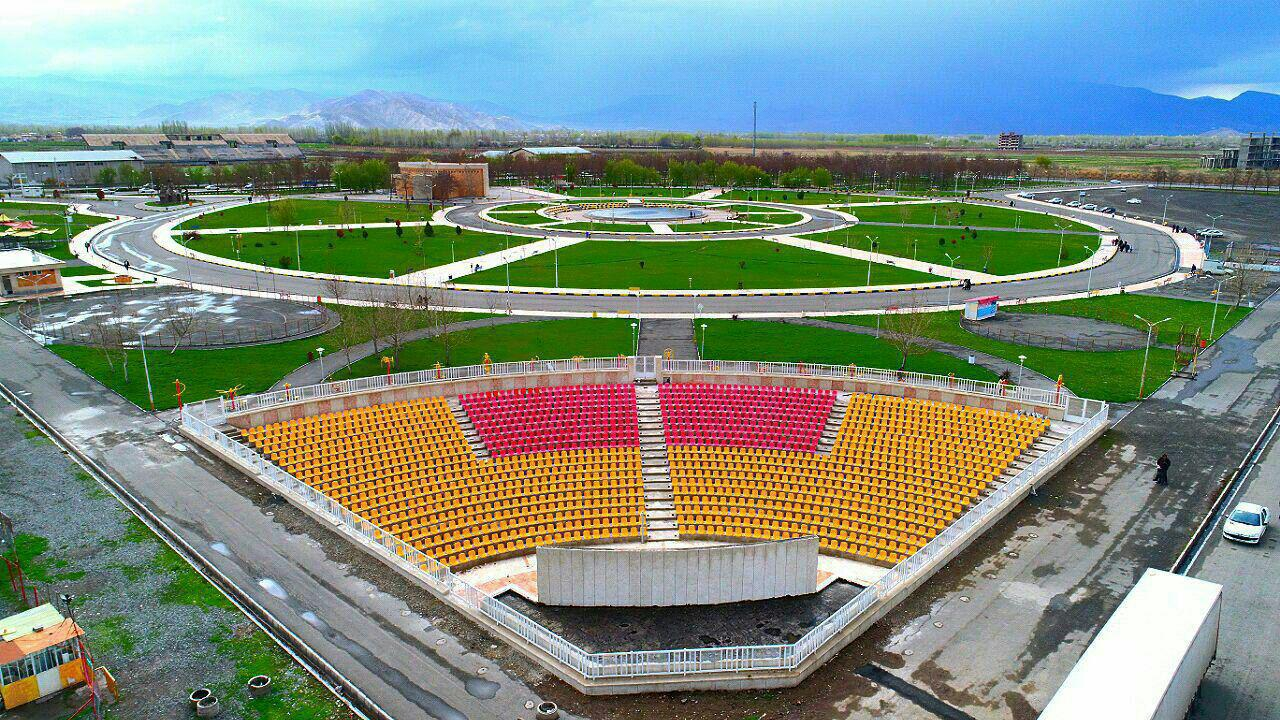
پارک ملت خوی

### جاهای دیدنی

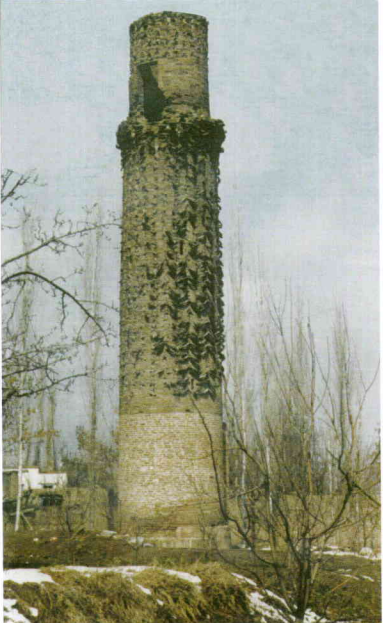
تصویری تاریخی از منار شمس تبریزی

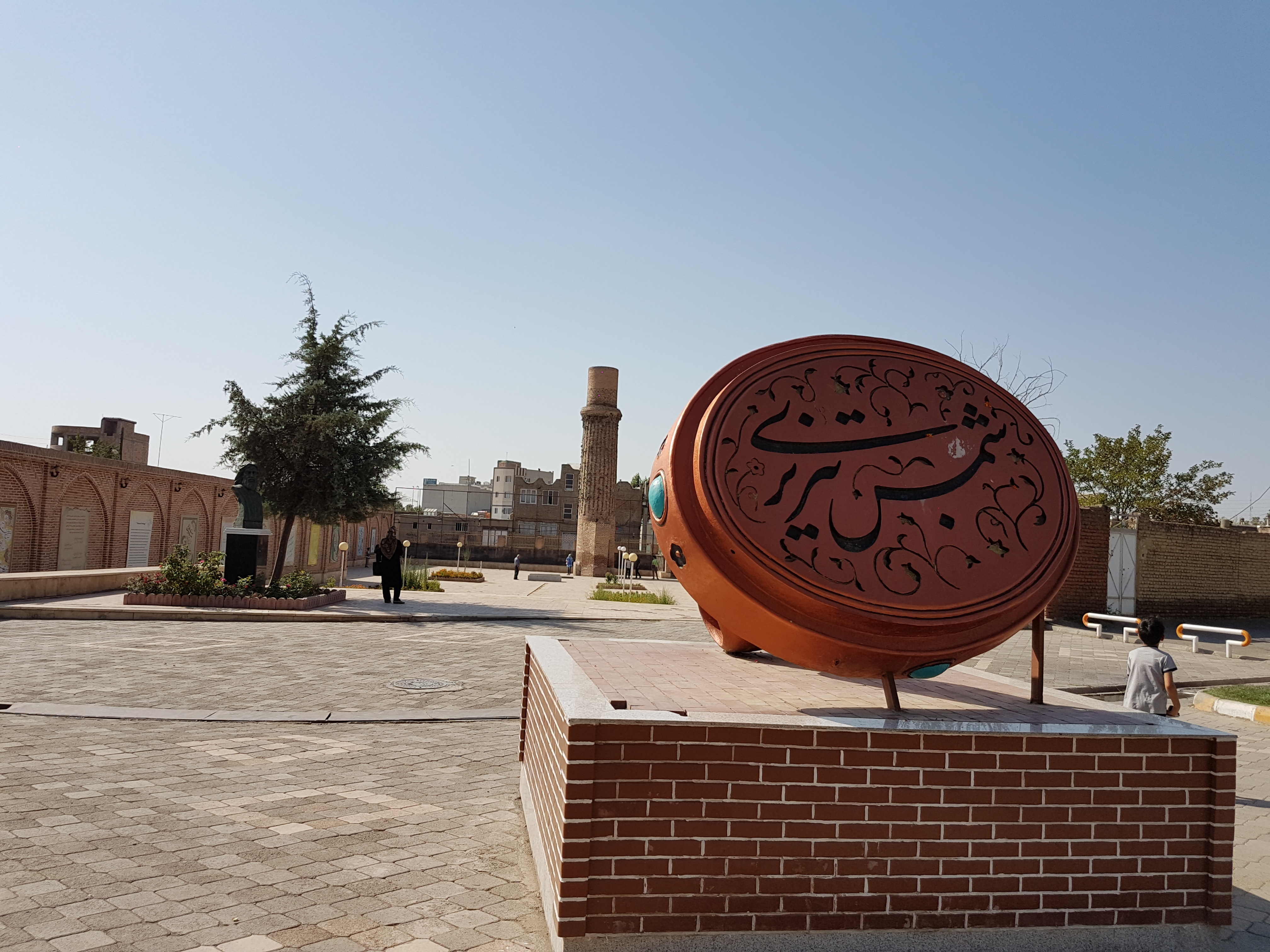
آرامگاه شمس تبریزی خوی

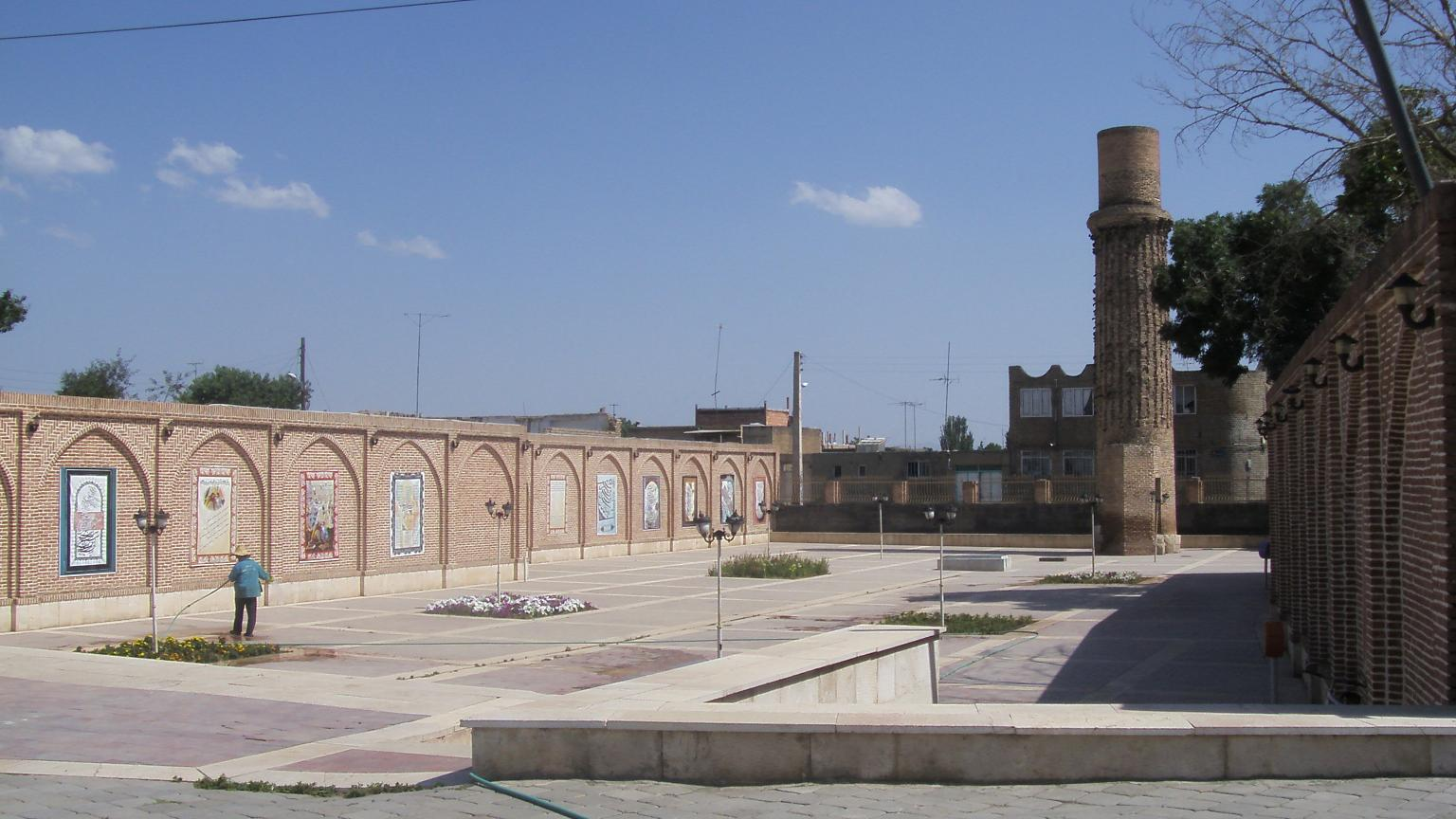
آرامگاه شمس تبریزی

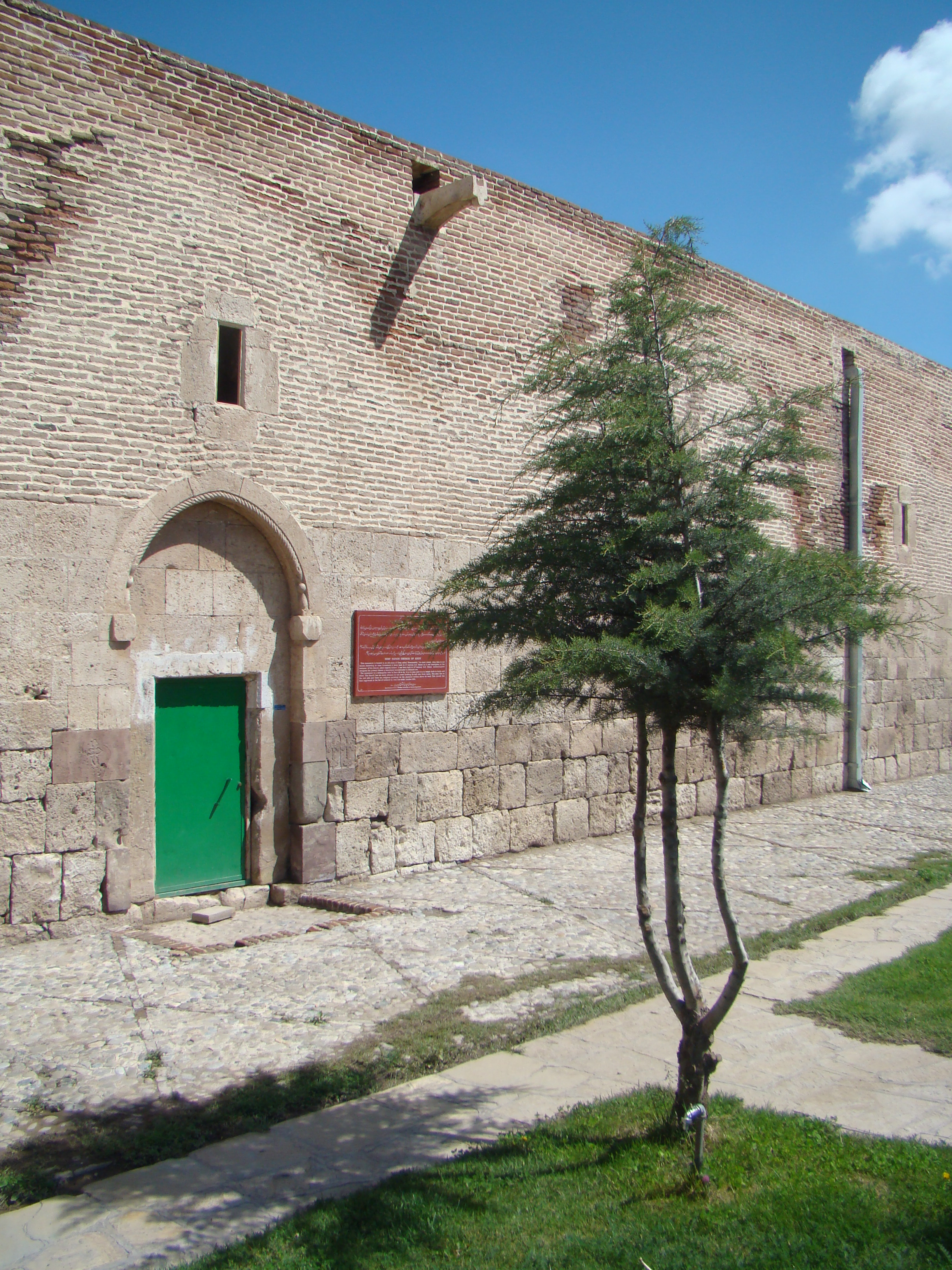
ورودی کلیسای سورپ سرکیس

- بازار خوی
- دروازه سنگی
- آرامگاه شمس تبریزی
- کاروانسرای خان
- مناره شمس تبریزی

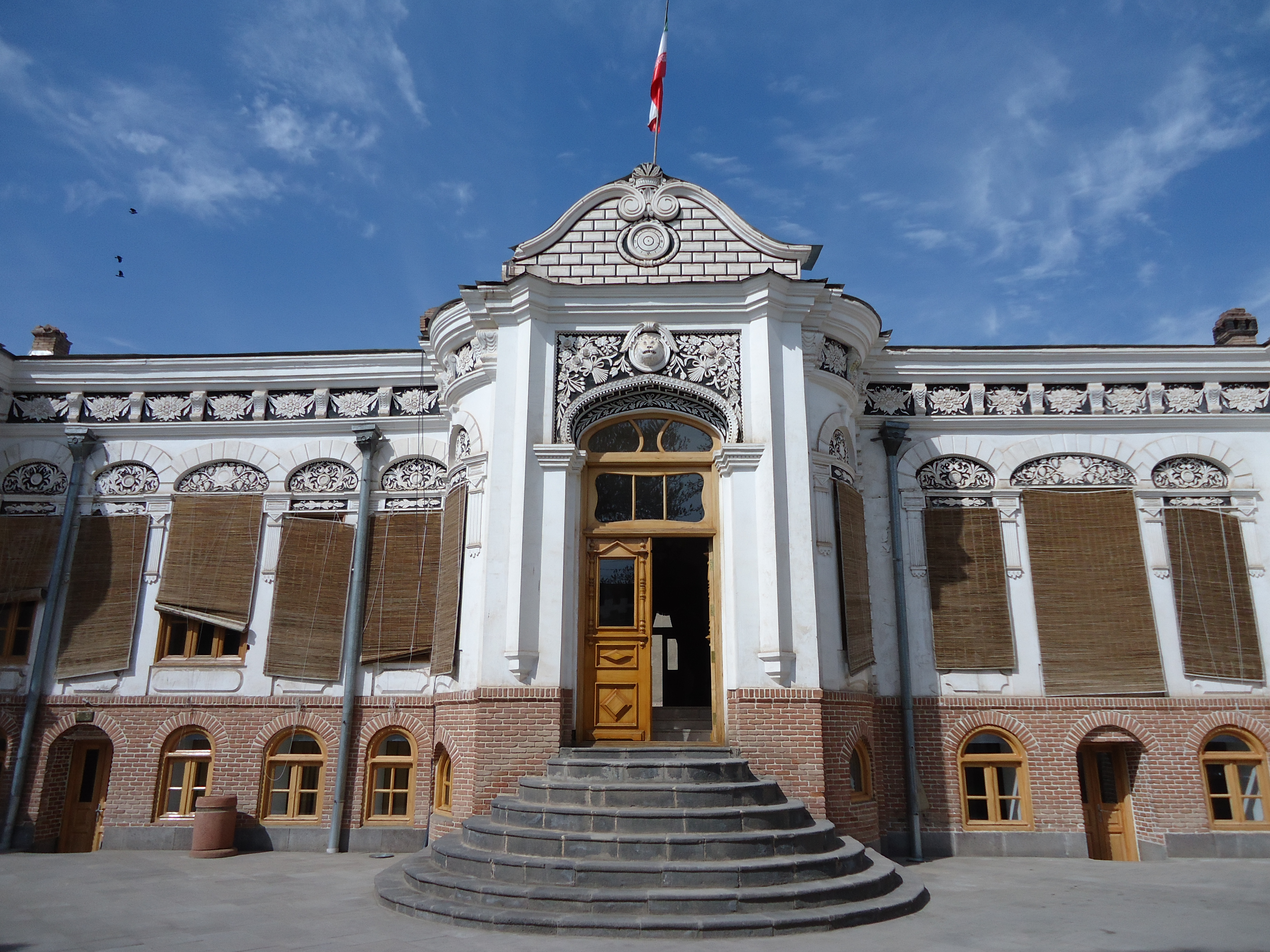
ساختمان شهرداری خوی
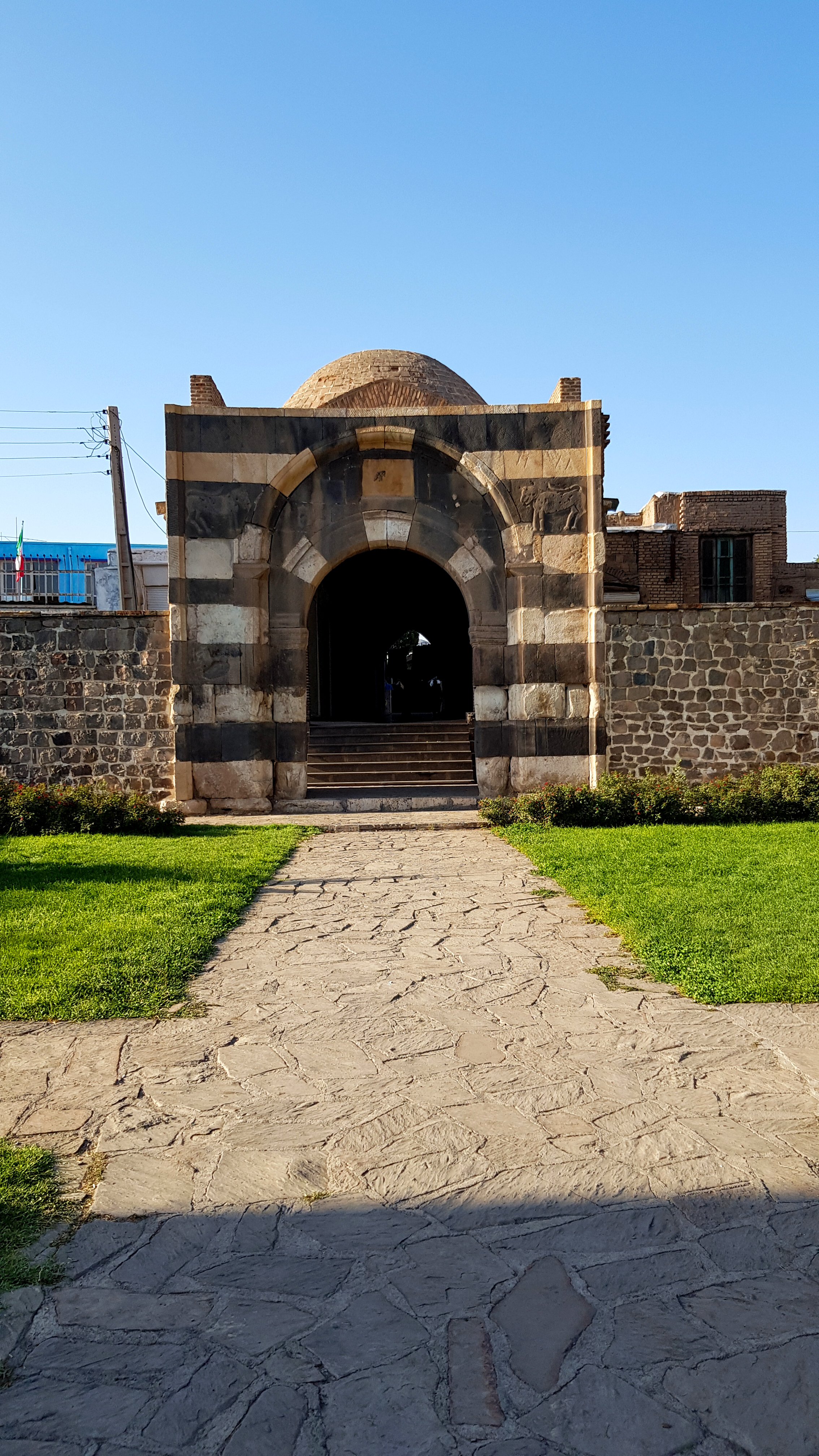
دروازه سنگی

- جهنم دره خوی
- قلعه بزرگ چورس
- آرامگاه آل یعقوب
- خانه کبیری
- مقبره صخره‌ای چیر
- دبیرستان حکیمه
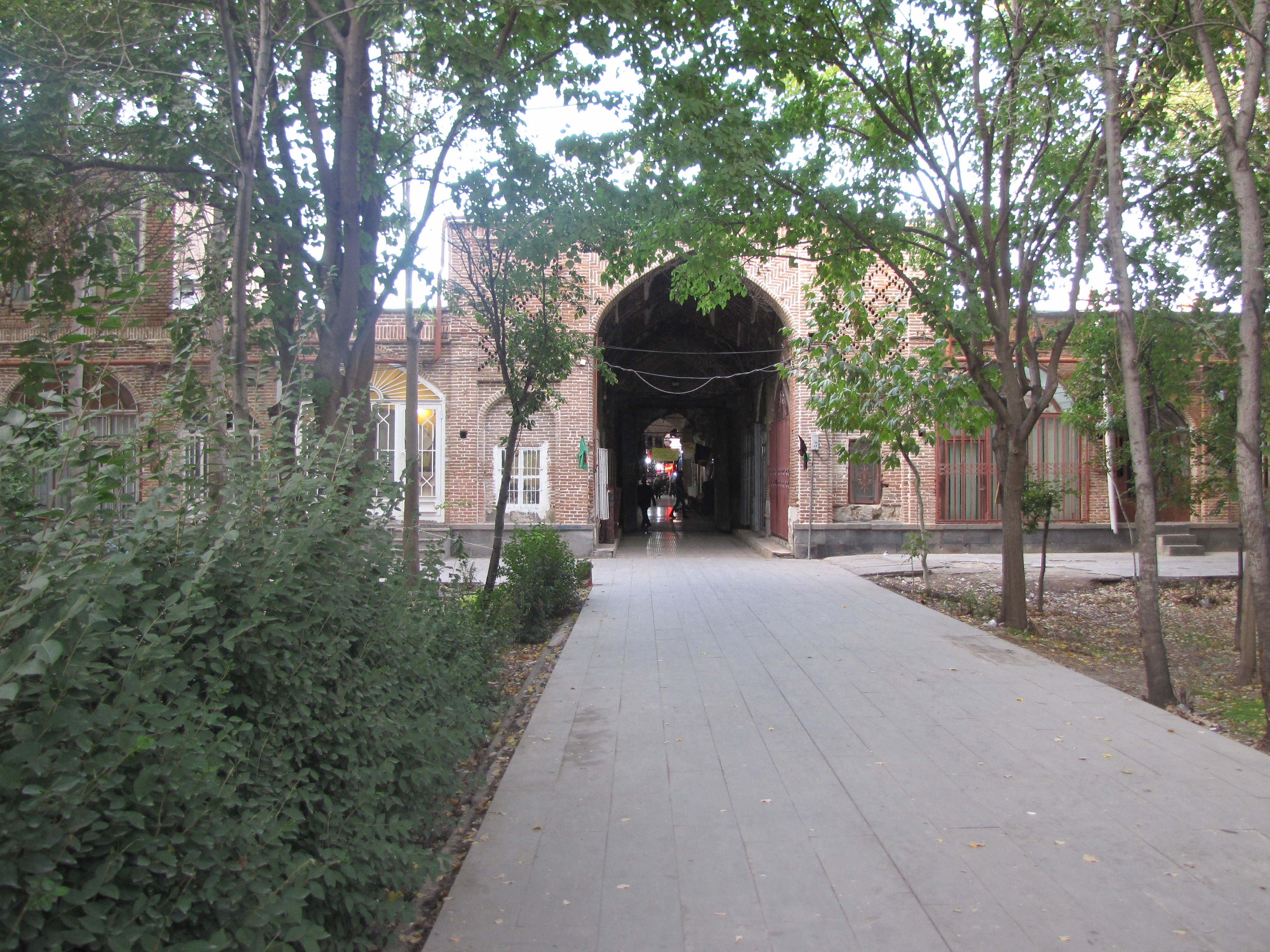
مسجد مطلب خان
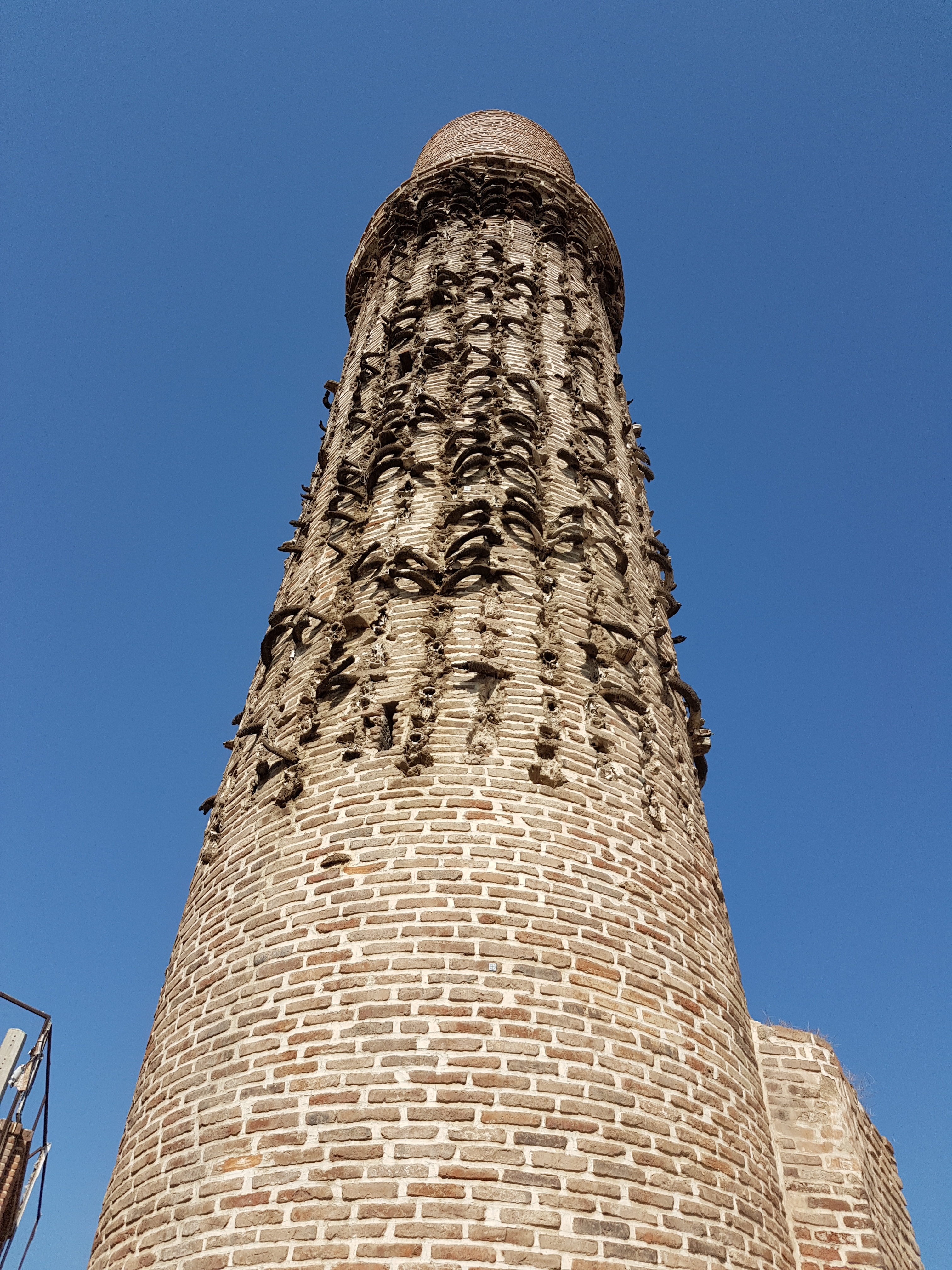
مناره شمس تبریزی
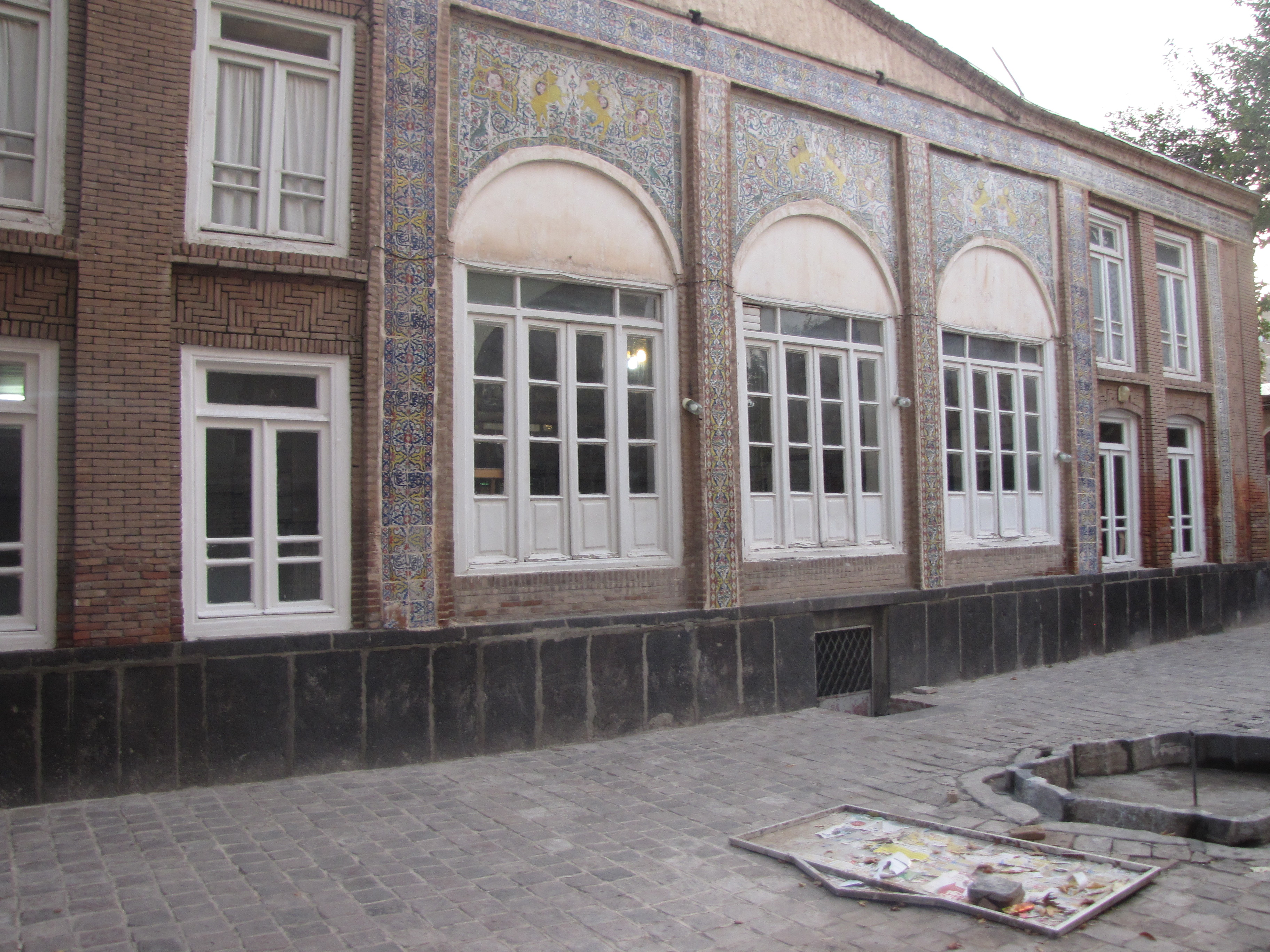
آرامگاه آل یعقوب

- مسجد داش آغلیان
- مسجد سیدالشهداء
- مسجد ملا حسن
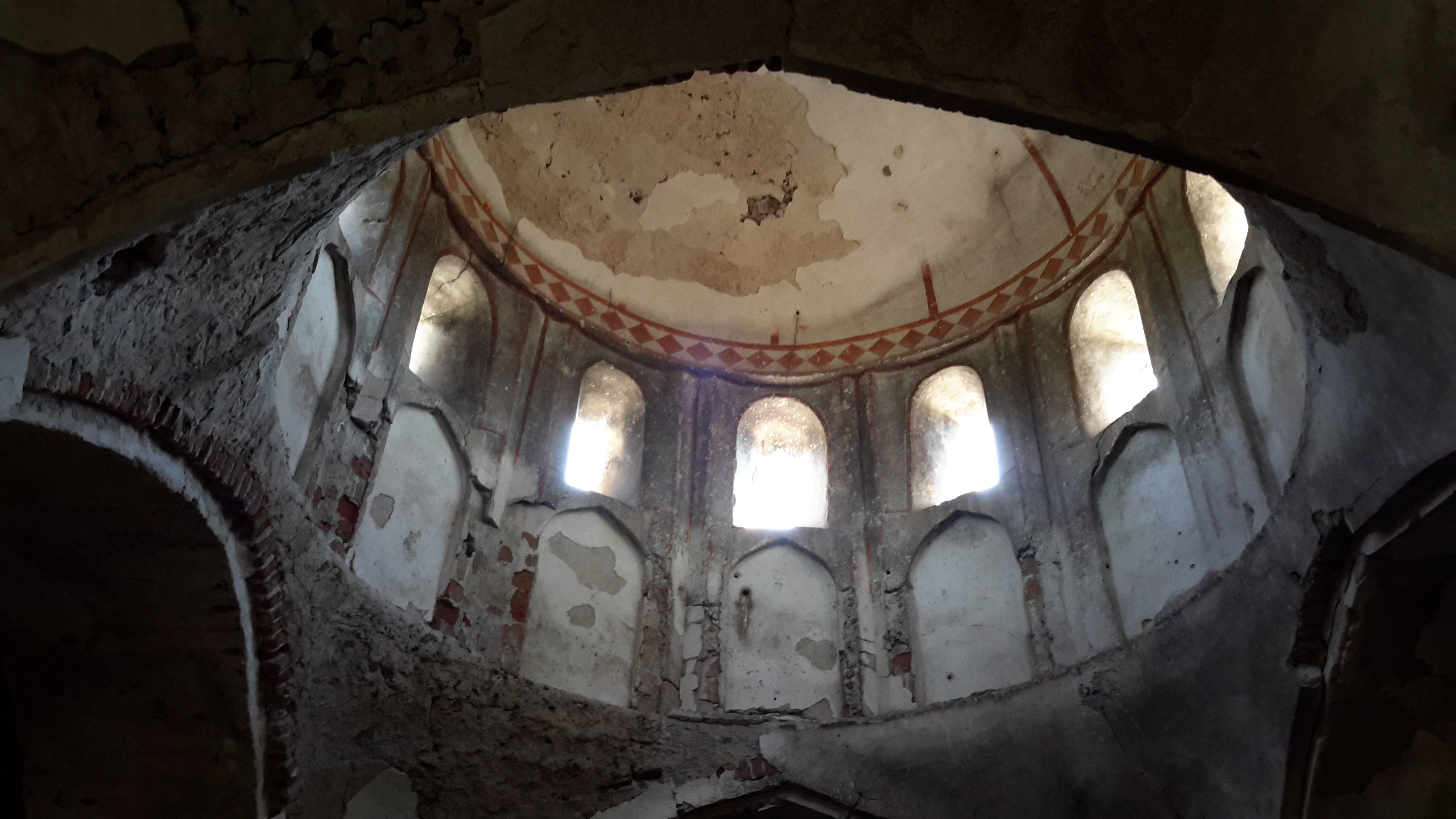
کلیسای ملهذان
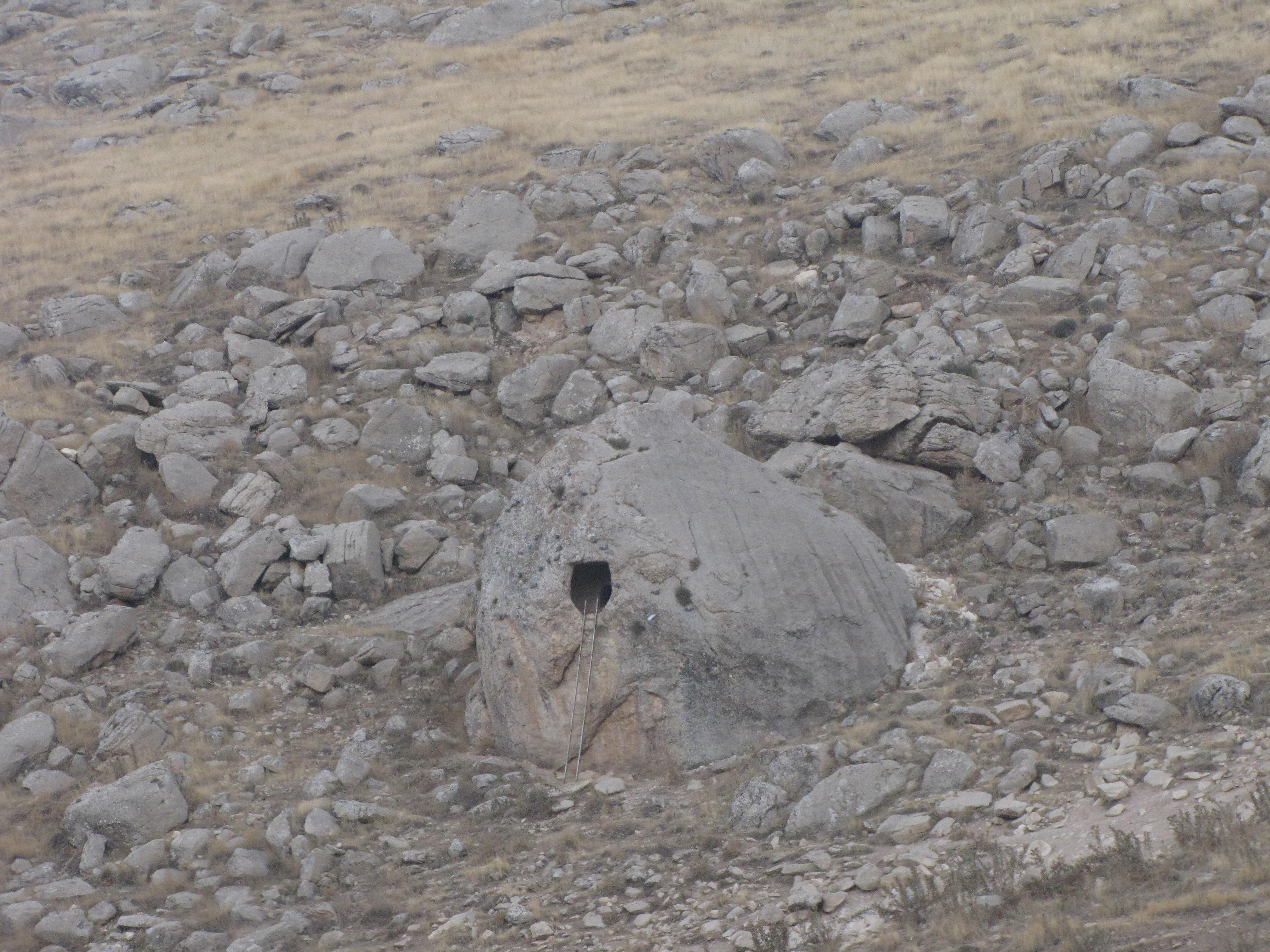
مقبره صخره‌ای چیر
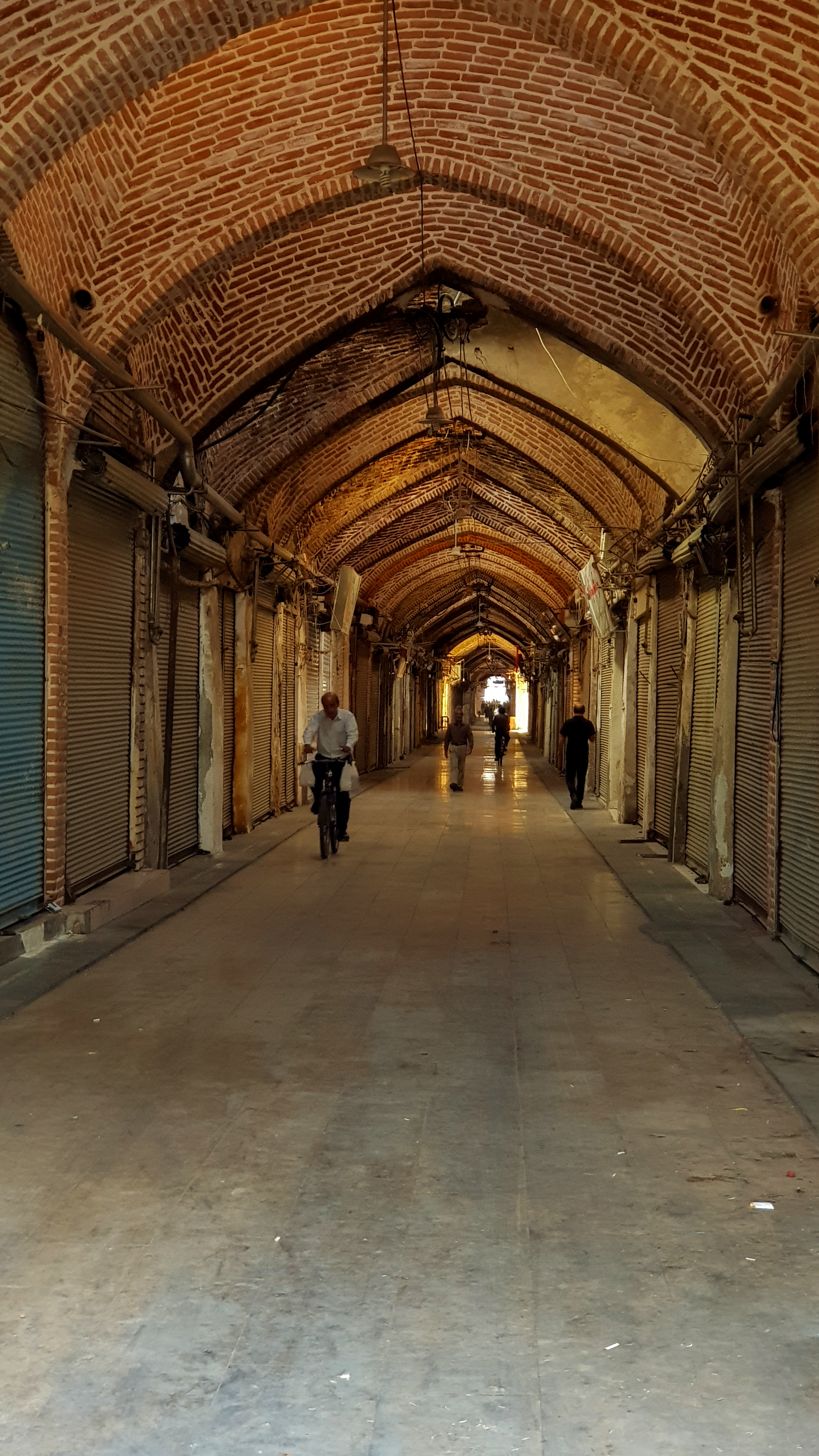
کلیسای خوی (سورپ سوکیس)
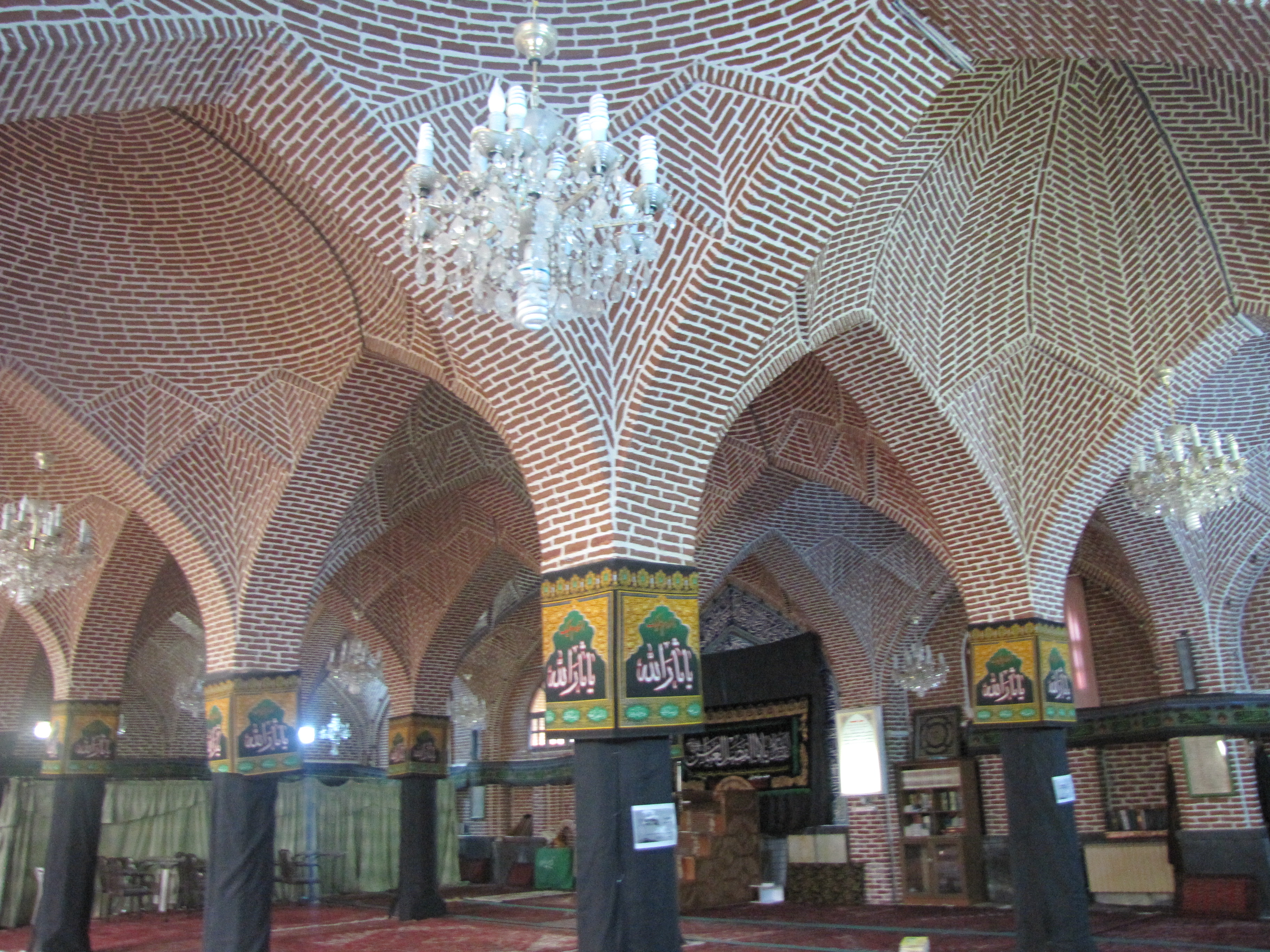
مسجد سیدالشهداء
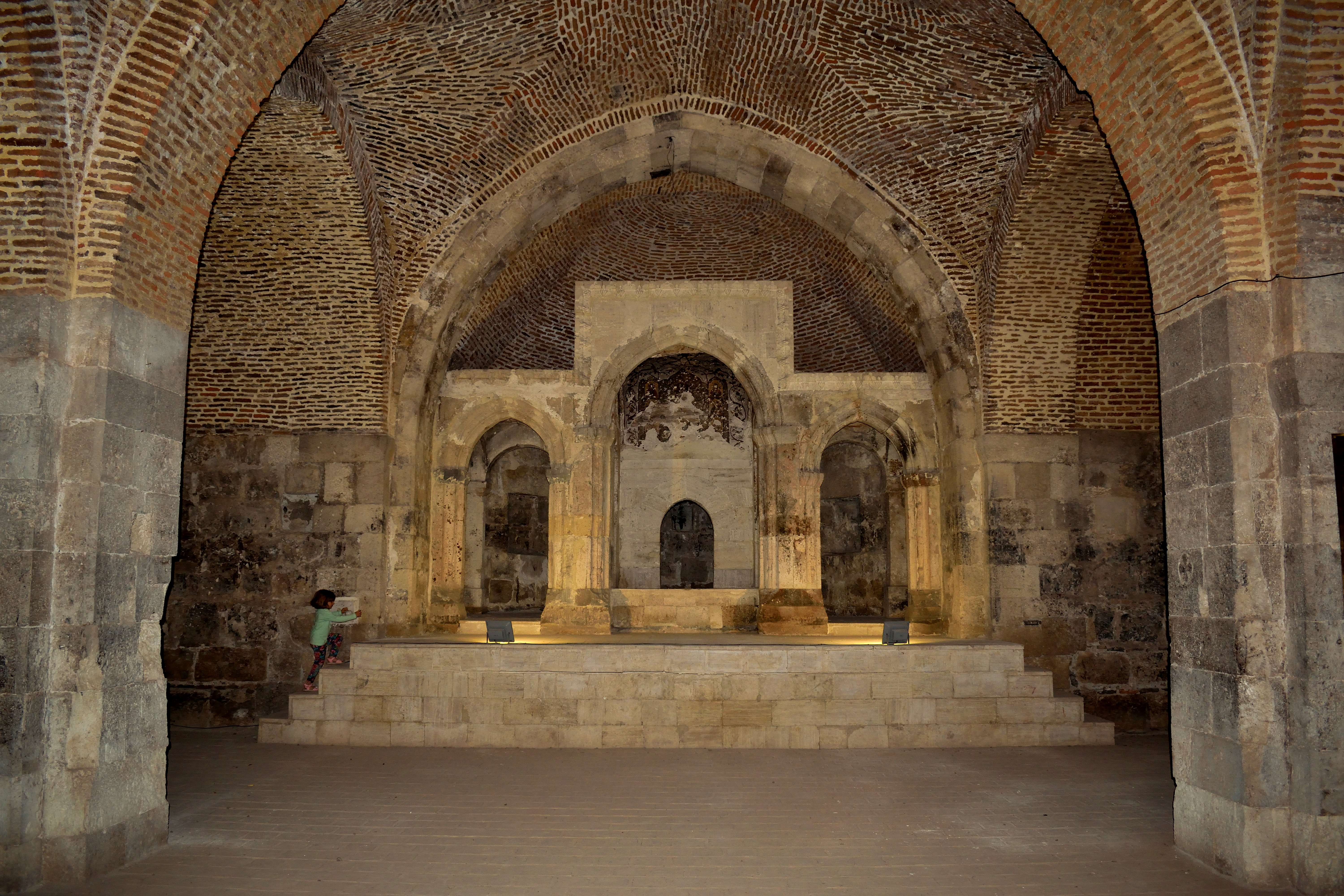
کلیسای خوی (سورپ سوکیس)
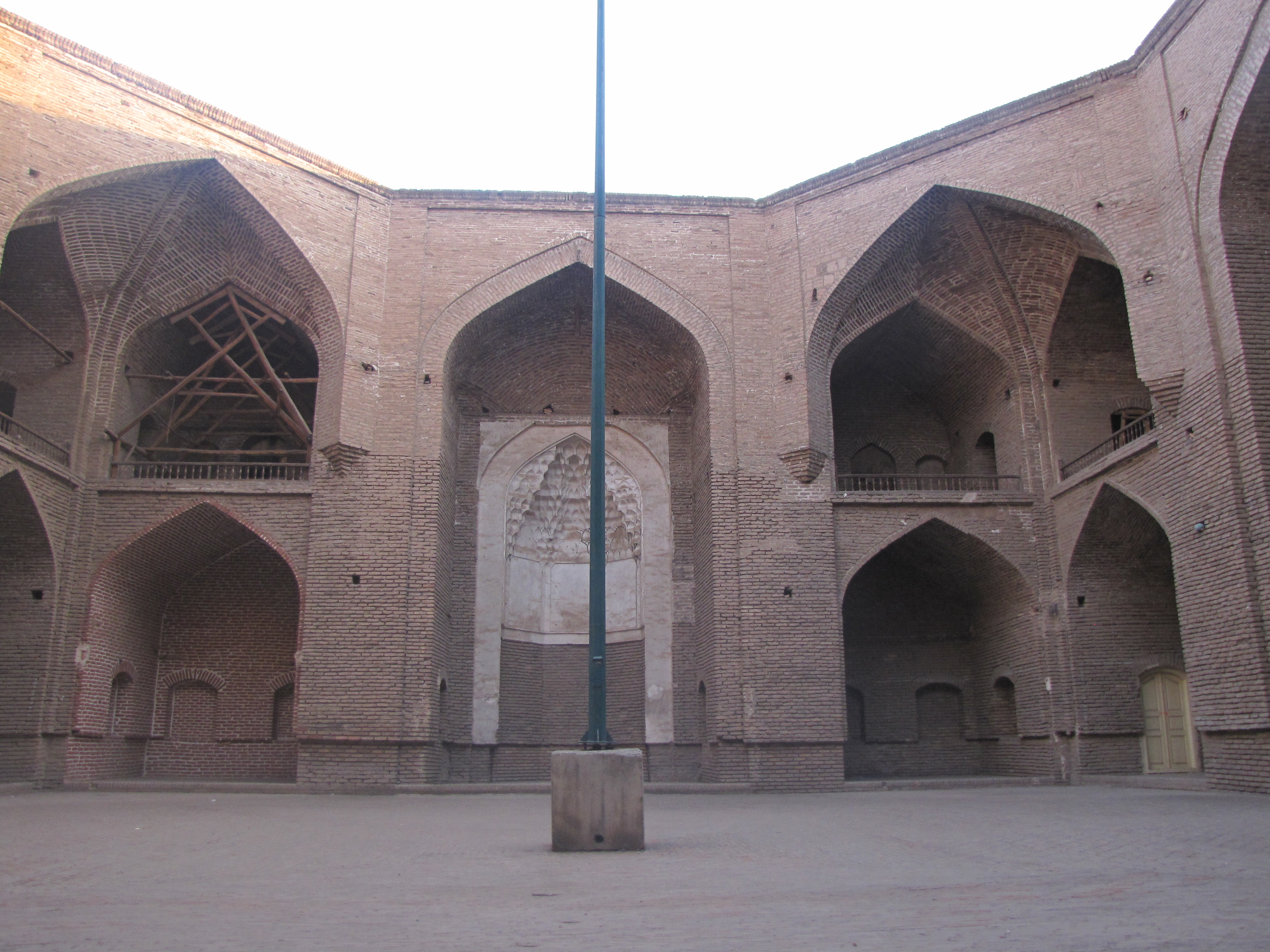
مسجد مطلب خان
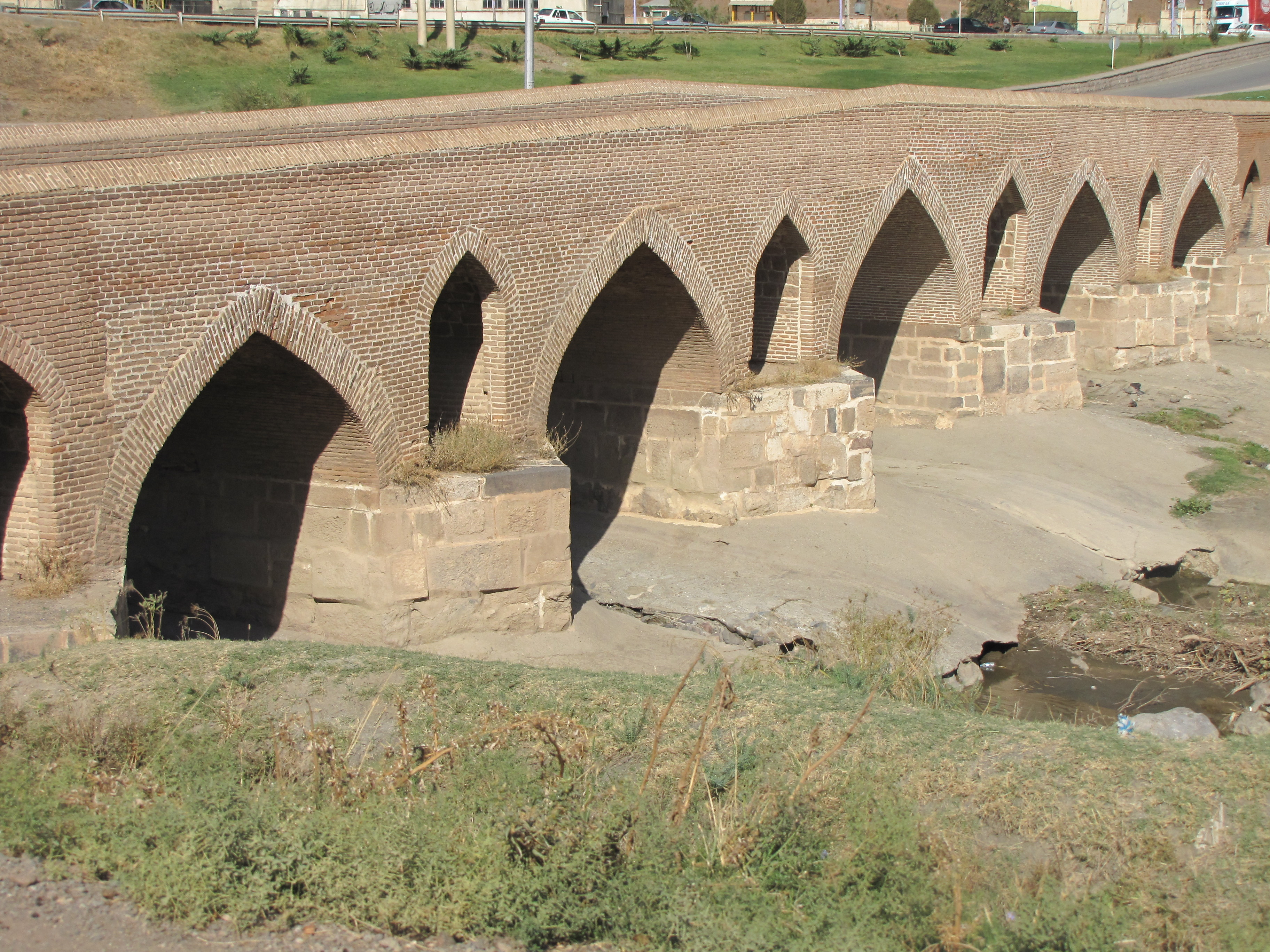
پل خاتون
- تپه علمدار بدل‌آباد

- ساختمان شهرداری خوی
- دروازه سنگی
- کاروانسرای خان
- مناره شمس تبریزی
- آرامگاه آل یعقوب
- گنبد کلیسای ملهذان
- مقبره صخره‌ای چیر
- بازار خوی
- مسجد سیدالشهداء
- کلیسای خوی (سورپ سوکیس)
- مسجد مطلب خان
- پل خاتون

## هتل‌های خوی
خوی با داشتن ۴ هتل شامل: هتل ۵ ستاره بین‌المللی امام رضا، هتل ۳ ستاره ثمین، هتل ۲ ستاره زمرد، و هتل ۱ ستاره جهانگردی، و مسافرخانه‌های درجه یک آماده پذیرایی از مهمانان گرامی است.

## کباب خوی

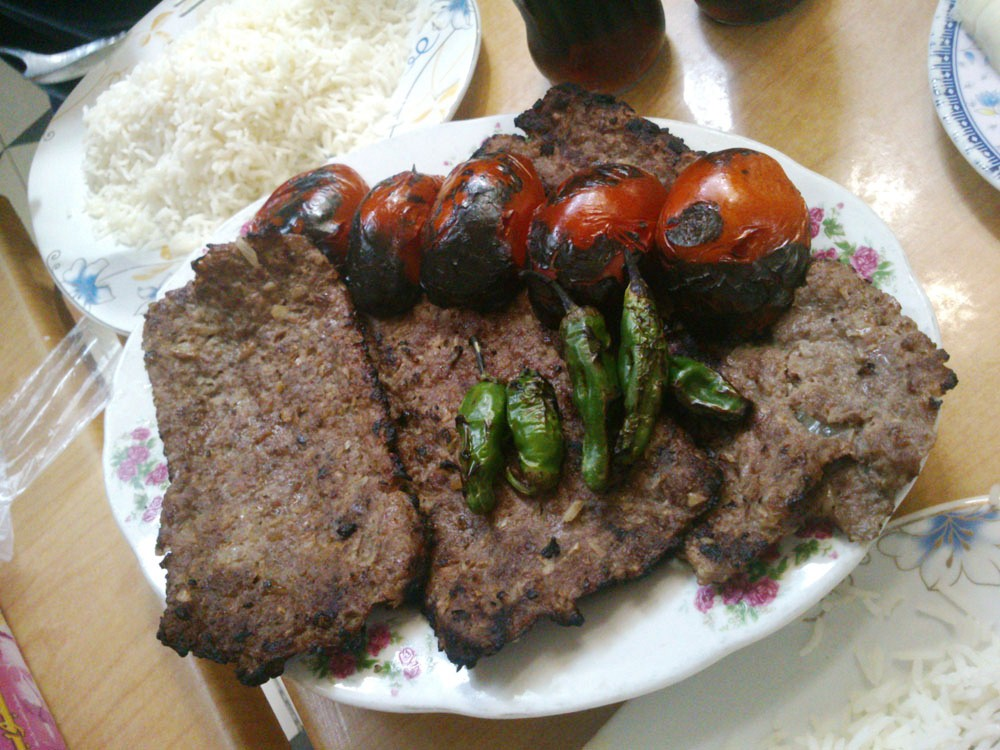
کباب خوی

اصلی‌ترین غذای شهر خوی از دیرباز کباب خوی است که برای چشیدن طعم اصل کباب خوی باید خود را به بازار قدیمی خوی رسانده و در چلوکبابی حاج حسین و حاج علی خود را مهمان کرد تا طعم واقعی کباب اصل خوی را تجربه کرد. این دو رستوران قدمتی نزدیک به ۱۵۰ سال دارند.اما کباب خوی قدمتی ۲۵۰ ساله دارد.

### تاریخچه و قدمت چلوکبابی حاج‌حسین
تاریخچه این چلوکبابی به سال ۱۲۷۵ برمی‌گردد زمانی که پدر مرحوم «حاج‌حسین» یعنی «کربلا ابراهیم» درسال ۱۲۷۴ در بازار خوی در محل کنونی انبار چلوکبابی مشغول به دیزی‌فروشی بود، «کربلا ابراهیم» دو پسر به‌نام‌های «حسین» و «حسن» داشت که «حسن» آن زمان به قُشون «میزا کوچک‌خان جنگلی» می‌پیوندد و خبری از آن پیدا نمی‌شود و «حسین» فرزند بزرگ «کربلا ابراهیم» به دنبال برادر گم‌شده سر از قفقاز درمی‌آورد و سرانجام پس از ناامیدی از پیدا شدن برادرش در قفقاز، پخت چلوکباب را در آنجا یادمی‌گیرد و بعد از برگشت از قفقاز در دیزی‌فروشی پدرش مشغول به‌کار می‌شود.
وی بعد از اجاره کردن مغازه فعلی، آن را به چلوکبابی تبدیل می‌کند و از سال ۱۲۷۵ شمسی در این مکان چلوکبابی را دایر می‌کند و در نهایت در سال ۱۳۴۲ مغازه را از مالکش خریداری کرده و در سال ۱۳۴۵ اقدام به بازسازی آن مغازه می‌کند و به پخت و فروش کباب در آن مکان ادامه می‌دهند تا اینکه مرحوم حاج‌حسین درسال ۱۳۵۴ فوت می‌کند و بعد از او دو پسرش حاج علی‌اصغر و حاج علی‌اکبر اداره چلوکبابی را به‌عهده می‌گیرند؛ دومین بازسازی چلوکبابی «حاج‌حسین» نیز در سال ۱۳۹۳ توسط پسران حاج علی‌اکبر انجام گرفته و به‌حالت ساخت و نمای کنونی درمی‌آید و در حال حاضر پسران مرحوم حاج علی‌اکبر که نوادگان حاج حسین هستند چلوکبابی را اداره می‌کنند.

### تاریخچه و قدمت چلوکبابی حاج‌علی
چلوکبابی حاج علی از سال ۱۲۹۲ شمسی توسط مرحوم حاج علی آغاز به کار کرد.

## بازار قدیمی خوی
بازار قدیمی خوی، یکی از اولین بازارهای سرپوشیده ایران است. در برخی منابع، این بازار به عنوان سومین بازار سرپوشیده ایران شناخته می‌شود. مجموعهٔ بازار خوی در ۲۴ خرداد سال ۱۳۶۶ با شمارهٔ ۱۷۲۸ در فهرست آثار ملی ایران به ثبت رسیده است.
بازار خوی در ضلع شرقی شهر خوی قرار دارد و بازمانده بازار گسترده است. تاریخ احداث بازار فعلی دوره صفویه به بعد است دارای ۴ کاروانسرای بزرگ میرزا هاشم، کاروانسرای خان و غیره می‌باشد. بیشتر قسمت‌های آن به دستور عباس میرزای قاجار و توسط امیر احمدخان دنبلی، در اوایل دوره قاجاریه ساخته شده است.
از قسمت‌های قابل توجه این مجموعه این است که، هر کدام از راسته‌ها، مربوط به شغل معینی بوده و به نام همان شغل، مانند: مسگر بازار، بورکچی بازار، زرگر بازار، خرازی بازار، فرشچی بازار و… یا به نام اشخاص خیر که در عمران و آبادی بازار، نقش مؤثر داشته‌اند، مانند: امیر، جواد، حاجی بابا و… و معروف بوده است که هم‌اکنون نیز نام‌های قدیمی را دارند.
در بازار خوی، مراکزی نیز جهت رفع نیازها و احتیاجات مردم و بازاریان موجود است، مانند: کاروانسراها؛ مثل کاروانسرای خان، میرزا هاشم، قوشا کاروانسرا و … حمام‌هایی نیز در این مجموعه قرار گرفته است، مانند: ائل حامامی در قسمت شرق و چسبیده به میدان قپان (خشکبار) و محمد بیگ، در اول بازار، از طرف خیابان انقلاب و در جوار مسجد ملا حسن، که از حمام‌های زیبا و سنتی خوی هست، با تزئینات و گچ بری‌های زیبایی که همانندش را می‌توان در شیراز، مانند گرمابه وکیل دانست. و از اصول معماری قابل توجّه و مورد مطالعه این مجموعه، یکی هم اگوی بازار (فاضلاب بازار) می‌باشد، که با اصول فنی و مهندسی صحیح و پیشرفته انجام گرفته است.

بازار خوی مانند بازارهای اصفهان، کرمان و… تزئینات گچبری و کاشیکاری آجری، کتیبه و… ندارد اما در بعضی از قسمت‌ها، مخصوصاً در چهارسوهای آن تزئینات کَشه چینی آجر وجود دارد.

## مسجد مطلب خان
یکی از بزرگ‌ترین و شاخص‌ترین مساجد روباز ایران و جهان اسلام
مسجد مطلب‌خان خوی یکی از آثار تاریخی و معماری برجستهٔ شمال‌غرب ایران به‌شمار می‌رود که به‌واسطهٔ ساختار منحصربه‌فرد و فاقد سقف خود، جایگاه ویژه‌ای در میان مساجد اسلامی دارد. این مسجد نه‌تنها بزرگ‌ترین مسجد روباز ایران است، بلکه از نظر معماری و قدمت، یکی از شاخص‌ترین مساجد روباز در جهان اسلام محسوب می‌شود.
این بنا در قرن سیزدهم هجری قمری، توسط حاج مطلب‌خان، از رجال نامدار دوره قاجار و زرگر مخصوص نایب‌السلطنه عباس میرزا، بر ویرانه‌های مسجدی قدیمی‌تر از دورهٔ ایلخانی ساخته شد. ویژگی برجستهٔ این مسجد، شبستانی کاملاً روباز است که برخلاف اغلب مساجد اسلامی فاقد گنبد یا سقف‌های سنگین است. فضای شبستان مربع‌شکل و حدود ۱۶ متر طول و عرض دارد و دورتادور آن را حجره‌هایی در دو طبقه فرا گرفته‌اند.
ایوان مرکزی مسجد با ارتفاعی بیش از ۲۵ متر، یکی از مرتفع‌ترین ایوان‌های مساجد تاریخی ایران است. همچنین، محراب مسجد که حدود ۱۲٫۵ متر ارتفاع دارد، از بلندترین محراب‌های ثبت‌شده در معماری اسلامی ایران به‌شمار می‌آید. تزئینات مسجد ساده و بیشتر آجری است، اما مقرنس‌کاری‌های گچی شاه‌نشین‌ها، جلوه‌ای هنری به فضای داخلی داده‌اند.
در سال‌های اخیر، مرمت‌هایی برای حفظ این اثر تاریخی صورت گرفته است، از جمله نصب سازهٔ موقتی برای جلوگیری از آسیب‌های محیطی. این مسجد در فهرست آثار ملی ایران با شماره ثبت ۴۸۴۶ به ثبت رسیده است.

## باغ تاریخی دلگشای خوی

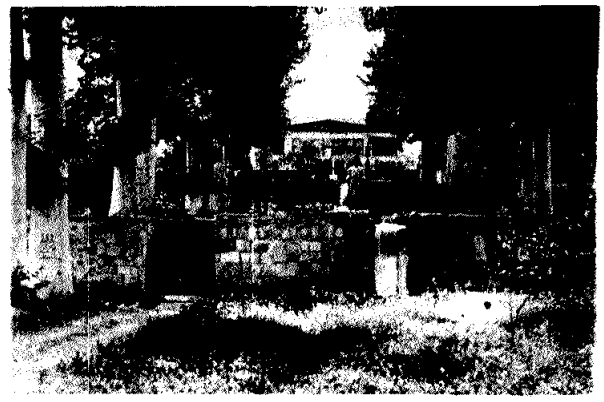
تصویری تاریخی از باغ دلگشای خوی

نماد شکوه شهری، هنر معماری و مهندسی آب در دوره زندیه
باغ دلگشا که در منابع محلی با نام «داغ باغی» نیز شناخته می‌شود، یکی از شاخص‌ترین بناهای تاریخی و گردشگری شهرستان خوی است. این باغ در جنوب شهر، در دامنهٔ کوه «قلابی» و مشرف به دشت خوی واقع شده و از آثار ارزشمند دوره زندیه محسوب می‌شود.

### پیشینهٔ ساخت و اهمیت تاریخی
باغ دلگشا در سال ۱۱۹۱ هجری قمری (برابر با ۱۷۷۷ میلادی) به دستور احمدخان دنبلی، از حاکمان خاندان دنبلی، ساخته شد. هدف از ساخت این مجموعه، ایجاد فضایی ییلاقی، حکومتی و تشریفاتی برای دیدارهای سیاسی و جشن‌های درباری بود. این باغ از نخستین نمونه‌های طراحی مهندسی‌شده باغ‌های طبقاتی در شمال‌غرب ایران است.

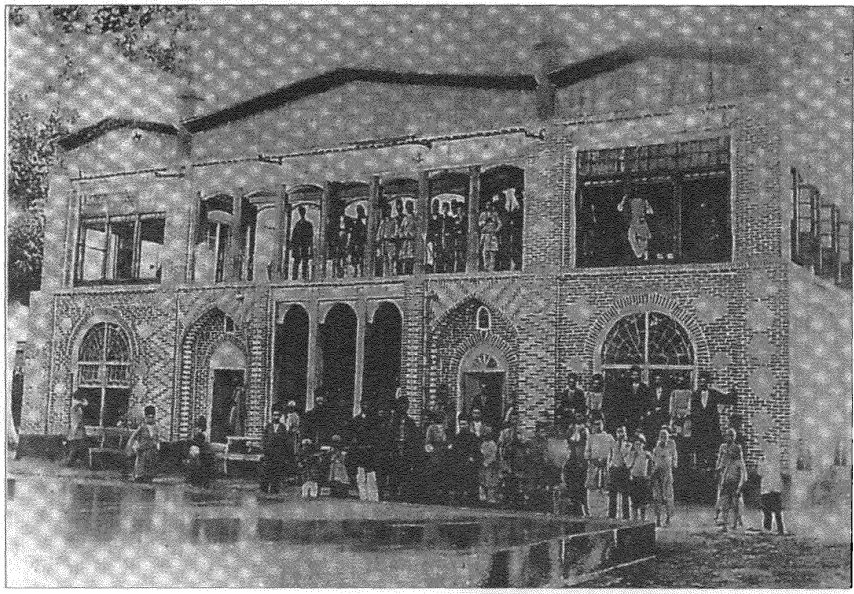
تصویری باارزش از عمارت باغ دلگشای خوی و لطفعلی خان سرتیپ از کتاب ایران امروز (اوژن اوبن)- درج شده در کتاب تاریخ خوی

### معماری و طراحی مهندسی‌شده
باغ دلگشا به‌صورت چهار طبقهٔ پلکانی طراحی شده بود. هر طبقه با دیوارهایی از سنگ تراشیده از طبقه دیگر جدا شده بود و از طریق دو پلکان ۹ پله‌ای به طبقات بالا یا پایین می‌رسید. در هر طبقه مسیرهای سنگ‌فرش‌شده، حوض‌ها و آبشارهایی برای هدایت جریان آب تعبیه شده بود.
این شیوهٔ طراحی نه‌تنها زیبایی بصری داشت بلکه به تهویه طبیعی و ایجاد رطوبت مطبوع کمک می‌کرد.

### سیستم آبرسانی پیشرفته
یکی از مهم‌ترین ویژگی‌های باغ، سیستم آبرسانی زیرزمینی آن بود که از چشمه‌های بالادست کوه قلابی به وسیله لوله‌های سفالی (تنبوشه) آب را به فواره‌ها و حوضچه‌های مرکزی می‌رساند. سپس آب به‌صورت آبشار از طبقات بالا به پایین می‌ریخت. این سیستم برای قرن ۱۲ هجری، یک شاهکار مهندسی آب محسوب می‌شود.

### عمارت شاه‌نشین
در مرتفع‌ترین نقطهٔ باغ، عمارتی دوطبقه با ایوانی مرتفع، تالار آیینه‌کاری‌شده، استخر و حمامی بزرگ از سنگ مرمر قرار داشت. این بنا محل اقامت و پذیرایی از شخصیت‌های برجسته، از جمله فتحعلی‌شاه قاجار بود. برگزاری جشن مشروطیت در این عمارت نیز نشان‌دهندهٔ جایگاه مهم آن در رویدادهای سیاسی منطقه است.

### مرمت و احیای معاصر
پس از گذشت سال‌ها از تخریب و بی‌توجهی، پروژهٔ احیای باغ دلگشا توسط شهرداری خوی آغاز شد. در طرح جدید:
- سه طبقهٔ اصلی بازسازی شد.
- ۹ آب‌نما، مسیر پیاده‌روی، فضای سبز و آلاچیق‌های مدرن اجرا گردید.
- پوشش گیاهی متنوع شامل رز، نسترن، شمشاد، یاس هندی و گیاهان بومی منطقه کاشته شد.
- آبشارهای مصنوعی و نورپردازی شبانه نیز به جذابیت گردشگری باغ افزوده شدند

## مراکز آموزشی شهرستان خوی
خوییان از پیشگامان نهضت مشروطیت در آذربایجان و ایران بوده‌اند و این نیز برخاسته از پیشینه و ساختار فرهنگی شهر بوده است. تاریخ ایجاد اولین مدرسه به شکل امروزین در خوی به سال ۱۸۸۰ میلادی و به‌وسیله مسیونرهای آمریکایی می‌رسد؛ که مدرسه خسروی یکی از آثار تاریخی خوی که بازمانده از دوران قدیم است که می‌توان به آن اشاره کرد.
از مراکز آموزشی خوی می‌توان به:
دانشگاه آزاد اسلامی با حدود ۵۴۰۰ دانشجو، دانشگاه پیام نور با حدود ۴۵۰۰ دانشجو، دانشکده علوم پزشکی خوی با حدود ۷۰۰ دانشجو، دانشکده فنی و مهندسی، دانشکده علوم قرآنی، حوزه علمیه نمازی، مرکز تربیت معلم و دانشگاه‌های غیردولتی علامه خویی، زرینه و شمس از مراکز علمی - آموزشی شهر به‌شمار می‌آیند و دانشگاه دولتی خوی نیز در دست ساخت می‌باشد که امید می‌رود با ساخت و تکمیل آن تحولی شگرف در سطح منطقه به وجود آید. همچنین دبیرستان علامه حلی خوی از ممتازترین مدارس در استان می‌باشد و همه ساله بسیاری از دانش آموزان این مرکز در المپیادهای علمی و کنکور سراسری می‌درخشند که در سطح استان مشهود است.
مدرسه تاریخی ماندگار خسروی در محدوده پیاده راه هسته مرکزی شهر خوی واقع شده است. طبق کتیبه سر در مدرسه، این بنا در سال ۱۳۱۵ ساخته شده است. شخصیت‌های مهم و تأثیرگذاری همچون زنده یادان دکتر عباس زریاب خویی، محمد امین ریاحی (ادیب و پژوهشگر) و غلامعلی اخروی از این دبیرستان فارغ‌التحصیل شده‌اند.

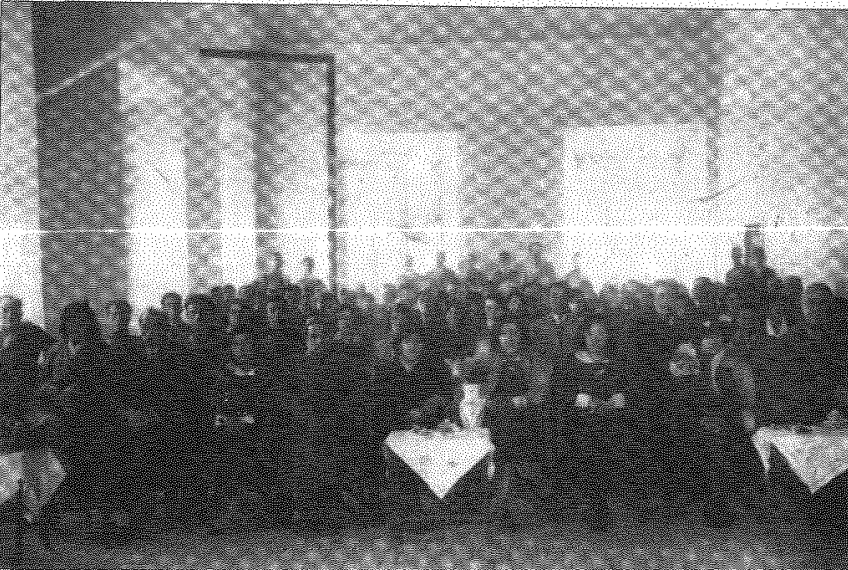
سالن نمایش دبیرستان ماندگار خسروی- احتمالاً سال ۱۳۱۴

## صنعت در شهرستان خوی
از عمده کارخانه‌های معروف در شهرستان خوی می‌توان به کارخانه‌های: نیروگاه سیکل ترکیبی خوی - سیمان آذرآبادگان خوی - کارخانه در حال احداث ذوب آهن خوی - کارخانجات بزرگ نساجی خوی - آبمیوه و کنسانتره‌سازی گلشن خوی - کارخانه تصفیه نمک آذر سپید خوی - کارخانه‌های مبلمان (بارش- ایپک یولی - هدف -ترک - استانبول و…) اشاره کرد.
همچنین شهرک صنعتی خوی در سال ۱۳۷۹ به تصویب رسیده و با مساحت بالغ بر ۲۲۲ هکتار در جنوب شهرستان خوی در جاده خوی سلماس واقع شده است.
اضافه می‌کنم شهرک‌های صنعتی کانی فلزی و غیر فلزی شهرک مبل در خوی کلنگ زنی و در حال احداث می‌باشد.

## مشاهیر خوی

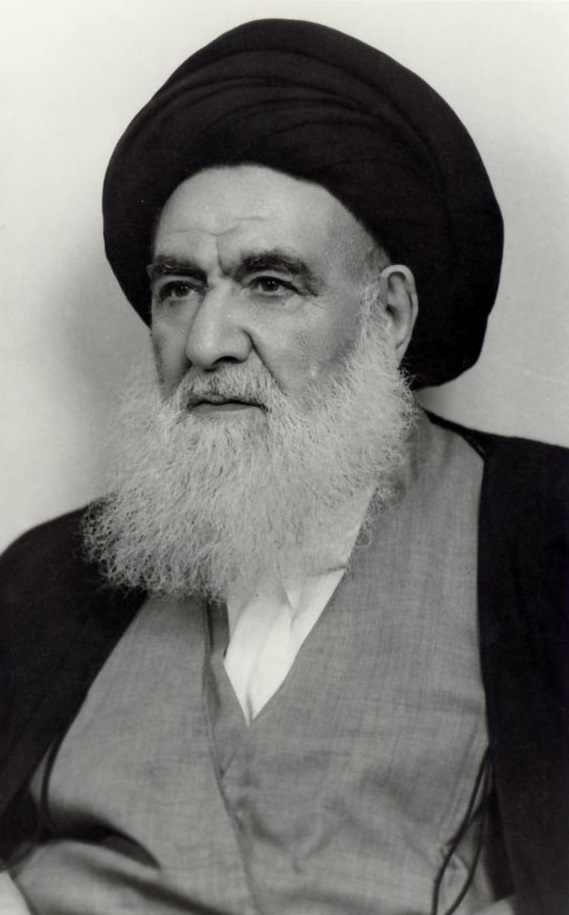
سید ابوالقاسم خویی- از مراجع تقلید برجسته شیعه در قرن بیستم
- محرم زینال‌زاده-کارگردان و بازیگر
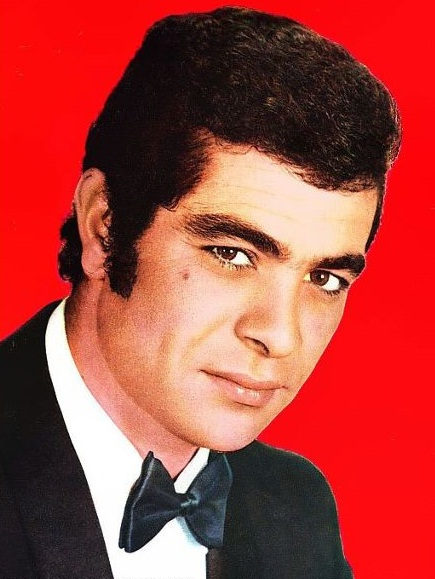
بهروز وثوقی - بازیگر
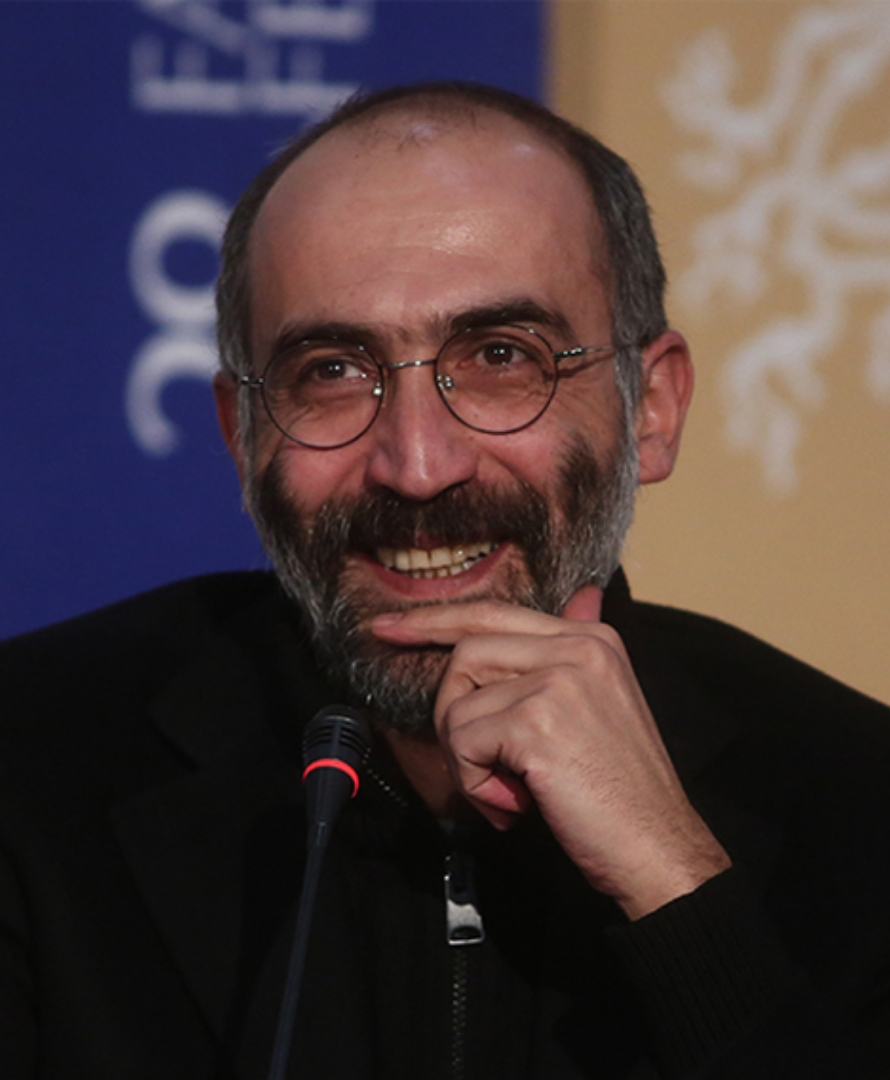
هادی حجازی‌فر - بازیگر
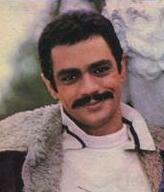
چنگیز وثوقی - بازیگر
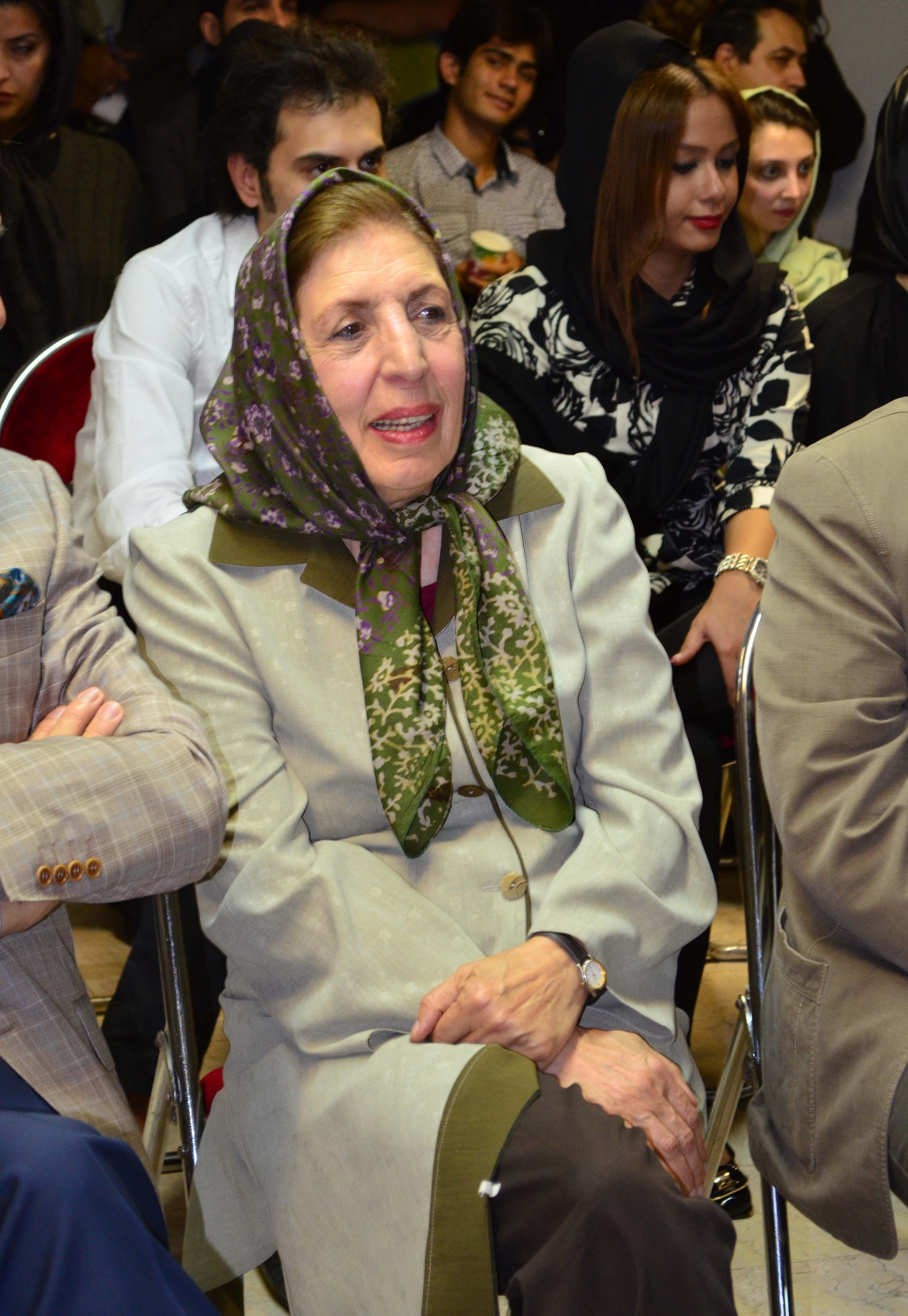
ژاله آموزگار - پژوهشگر فرهنگ و زبان‌های باستانی
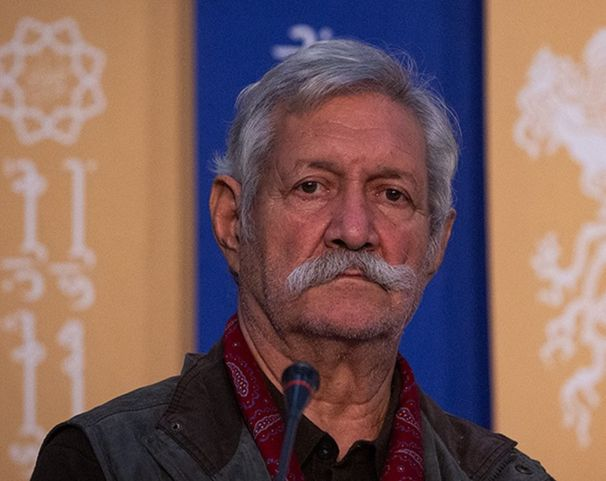
آتش تقی‌پور - بازیگر
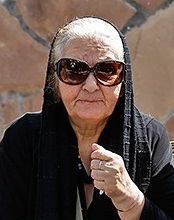
مینا جعفرزاده - بازیگر
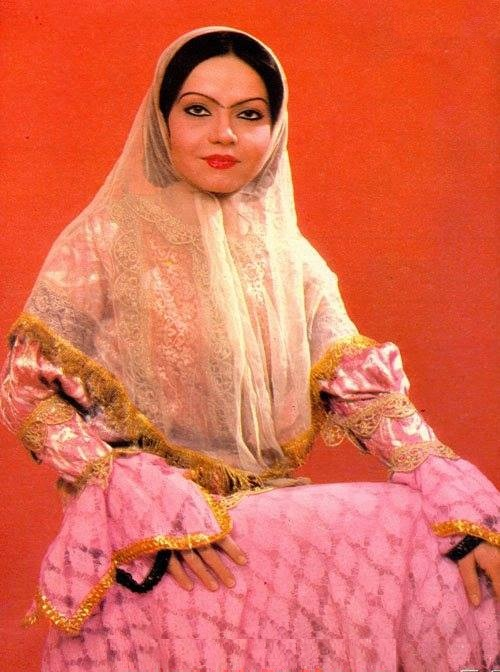
ثریا حکمت - بازیگر
- غلامرضا آقازاده-وزیر نفت جمهوری اسلامی ایران از سال ۱۳۶۴ تا ۱۳۷۶ و رئیس سابق سازمان انرژی اتمی
- کریم ورهرام - فرمانده نظامی ارتش شاهنشاهی ایران
- قاسم افتخاری- استاد ممتاز دانشگاه تهران و بنیان‌گذار درس استراتژی در دانشگاه‌های ایران
- آذر پژوهش- گوینده رادیو
- جواد سعدالدوله: سیاستمدار دوره قاجار و نخست‌وزیر
- اصغر پارسا-سخنگوی فراکسیون جبهه ملی و از هم‌فکران دکتر محمد مصدق
- جعفر نجیبی: مجسمه‌ساز برجسته و استاد دانشگاه
- حسن حسین‌نژاد- خوشنویس مبرز ایران و آذربایجان
- اسماعیل خویی-شاعر معاصر نوپرداز
- مؤمن محمد خویی - نقاش چیره‌دست قرن هفتم هجری
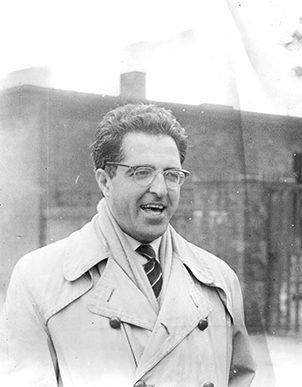
عباس زریاب خویی - مورخ، ادیب، نسخه‌شناس، نویسنده و مترجم
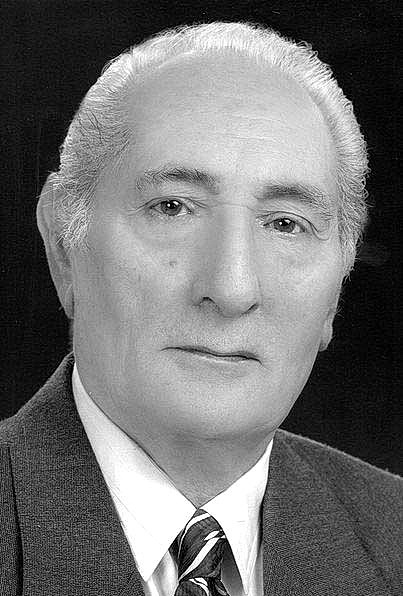
محمدامین ریاحی - ادیب، تاریخ‌نگار و سیاستمدار
- احمد ساعی - نویسنده، پژوهشگر و مترجم
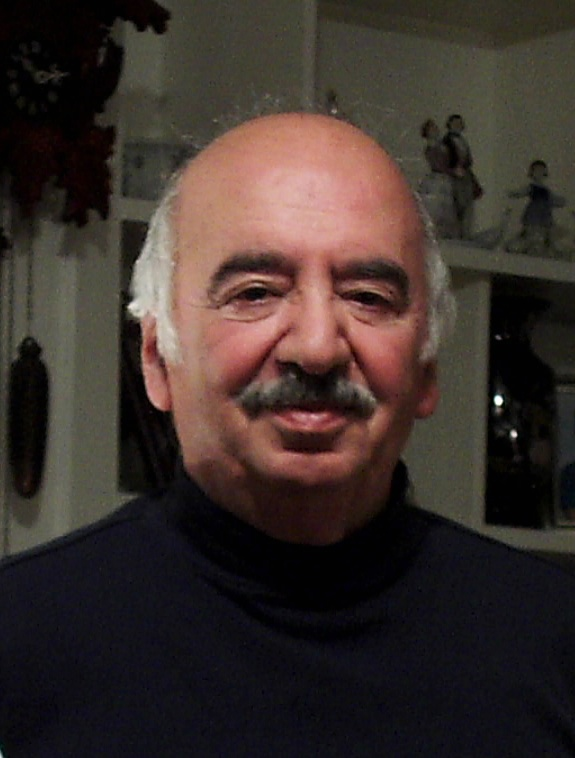
علی‌اصغر سعیدی - مترجم
- شاهرخ اکبری دیلمقانی - مجسمه‌ساز
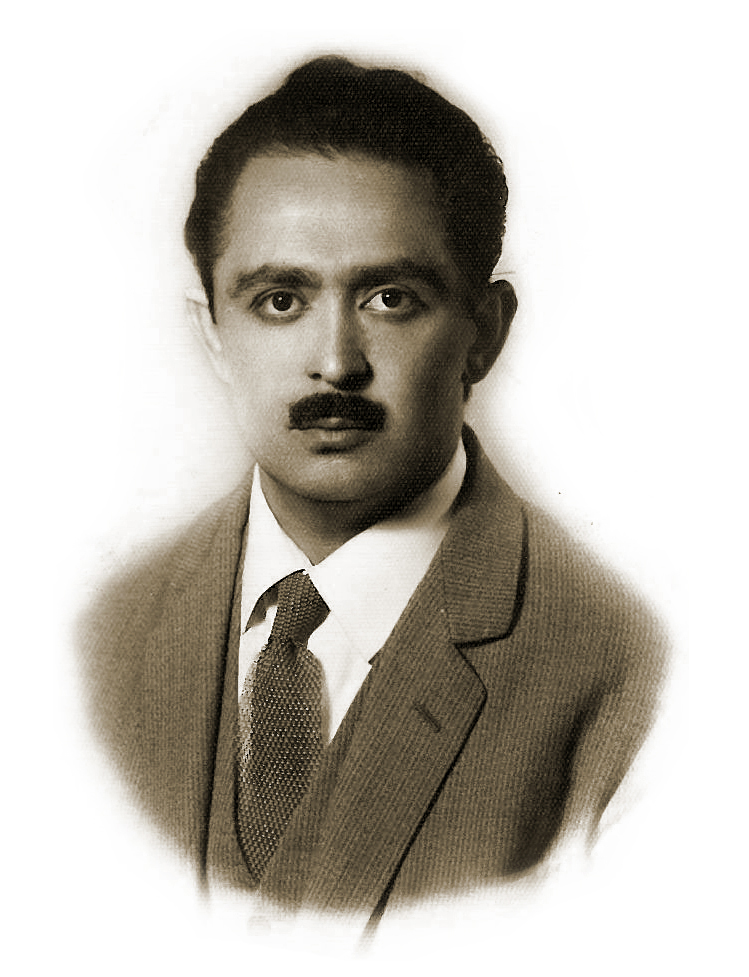
مرتضی شمس - پزشک و بنیان‌گذار دانشکده پرستاری و بهداشت خوی
کریم ورهرام
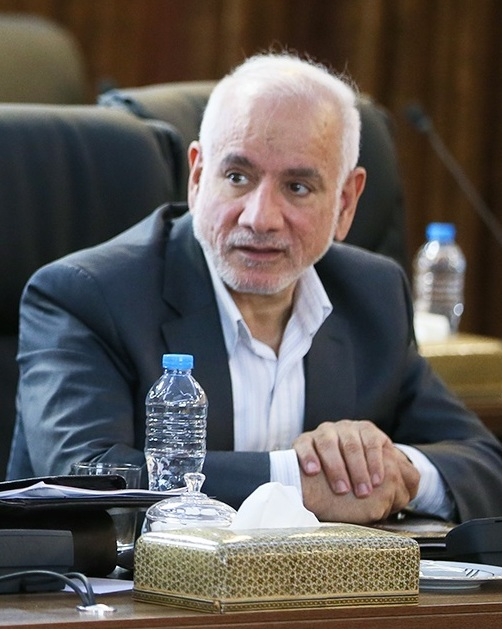
غلامرضا آقازاده
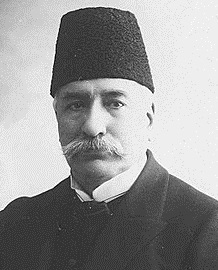
جواد سعدالدوله
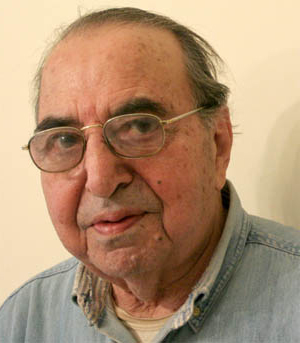
اصغر پارسا

- محمدعلی علاءالسلطنه - سیاستمدار و پدر حسین علاء
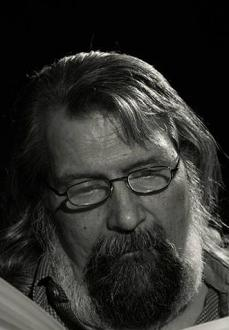
محمدرحیم صراف - باستان‌شناس   - سید ابولقاسم خویی
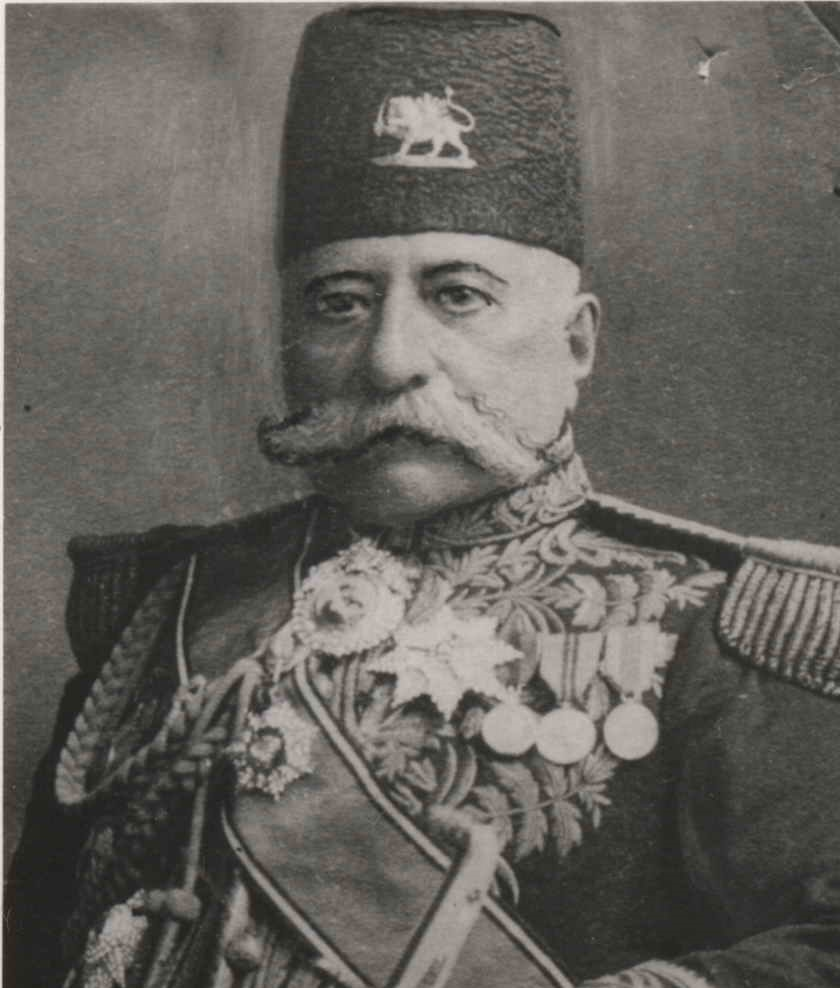
محمدعلی علاءالسلطنه
  - بهروز وثوقی
  - هادی حجازی‌فر
  - چنگیز وثوقی
  - ژاله آموزگار
  - آتش تقی‌پور
  - مینا جعفرزاده
  - ثریا حکمت
  - عباس زریاب خویی
  - محمدامین ریاحی
  - علی اصغر سعیدی
  - مرتضی شمس
  - کریم ورهرام
  - غلامرضا آقازاده
  - جواد سعدالدوله
  - اصغر پارسا
  - اسماعیل خویی
  - محمدعلی علاءالسلطنه

## منطقه ویژه اقتصادی خوی
منطقه ویژه اقتصادی شهرستان خوی در جنوب شهرستان خوی در جاده خوی به سلماس و ارومیه به مساحت یکهزار و چهل هکتار در زمین‌های روبروی شهرک صنعتی جاده فرودگاه این شهر تعیین شده با امکانات:فرودگاه خوی - نیروگاه سیکل ترکیبی خوی - شهرک صنعتی خوی و…، هم‌اکنون در حال انجام کارهای مقدماتی خود در هیئت دولت می‌باشد.

## منطقه آزاد شهرستان خوی

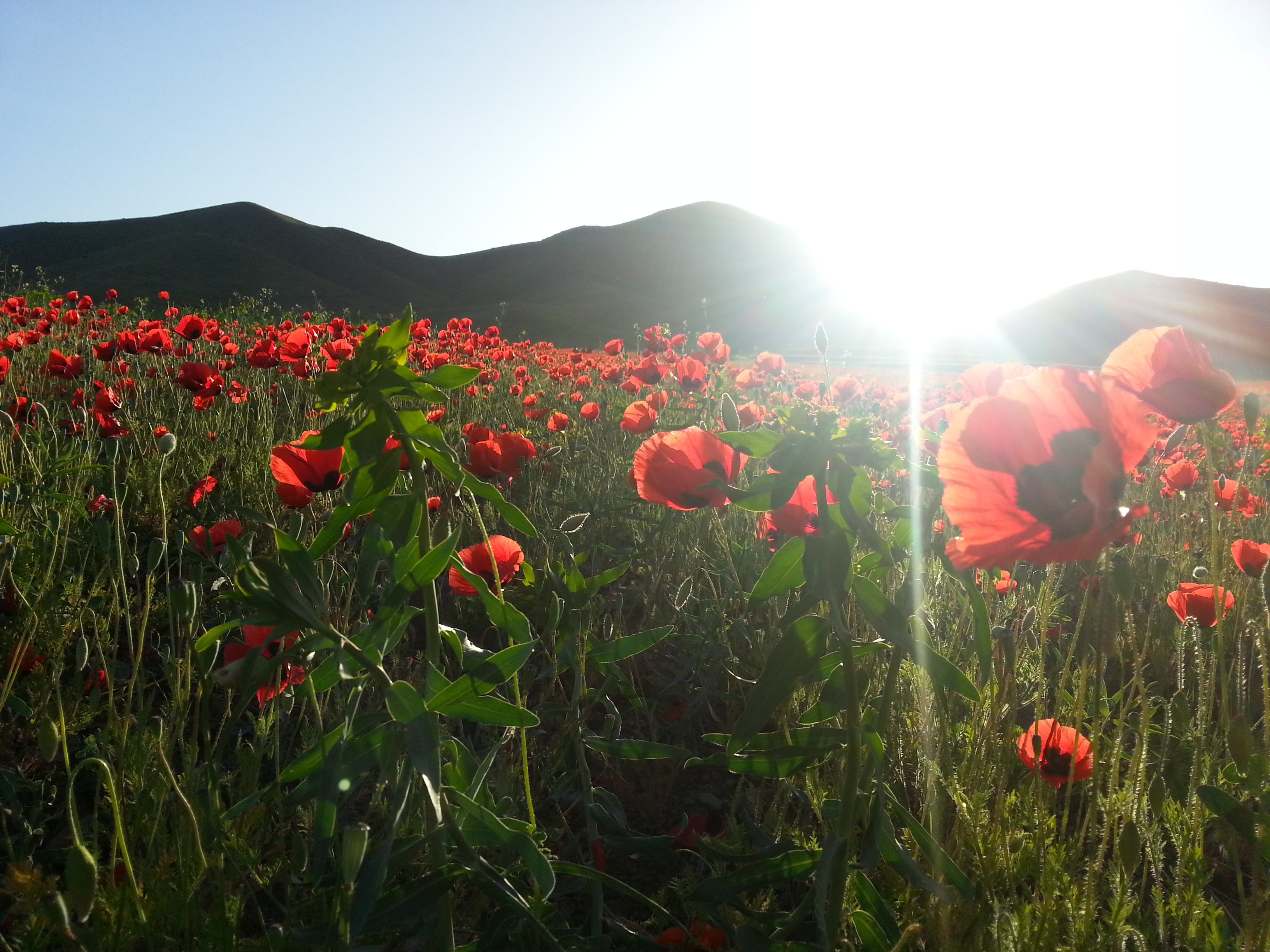
طبیعت بهاری

پیشنهاد ایجاد منطقه آزاد خوی اساساً توسط شخص استاندار آذربایجان غربی مطرح شده است.
گفته می‌شود در این طرح پیشنهادی قرار است خوی به منطقه آزاد ارس متصل شود و شهرستان خوی نیز با فاصله ای در حدود ۲۵ الی ۳۰ کیلومتری از این منطقه آزاد بهره‌مند گردد و این موضوع بسیار جدی است و هم‌اکنون مراحل اصلی و پایانی خود را طی می‌کند.

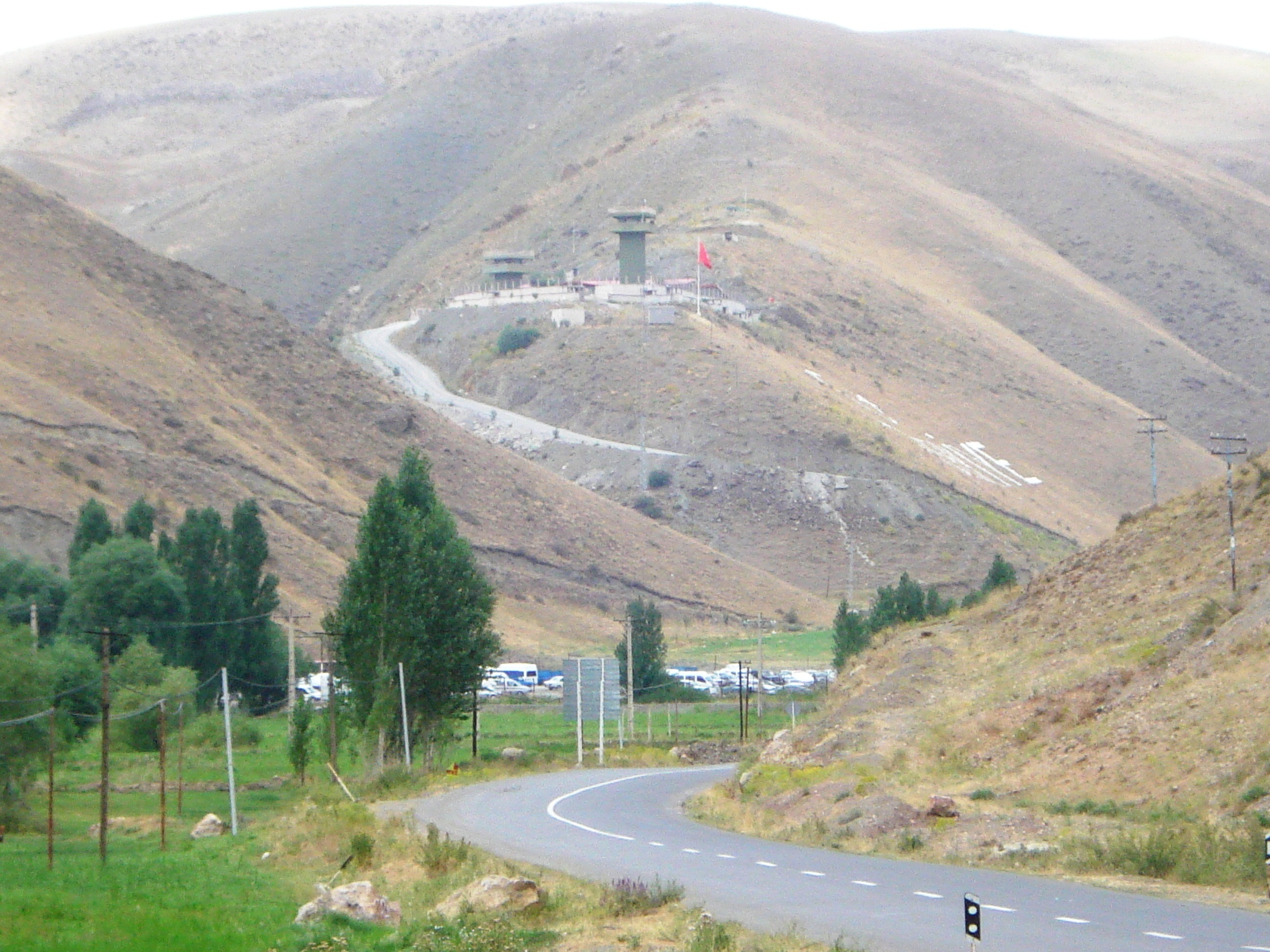
جاده منطقه آزاد خوی
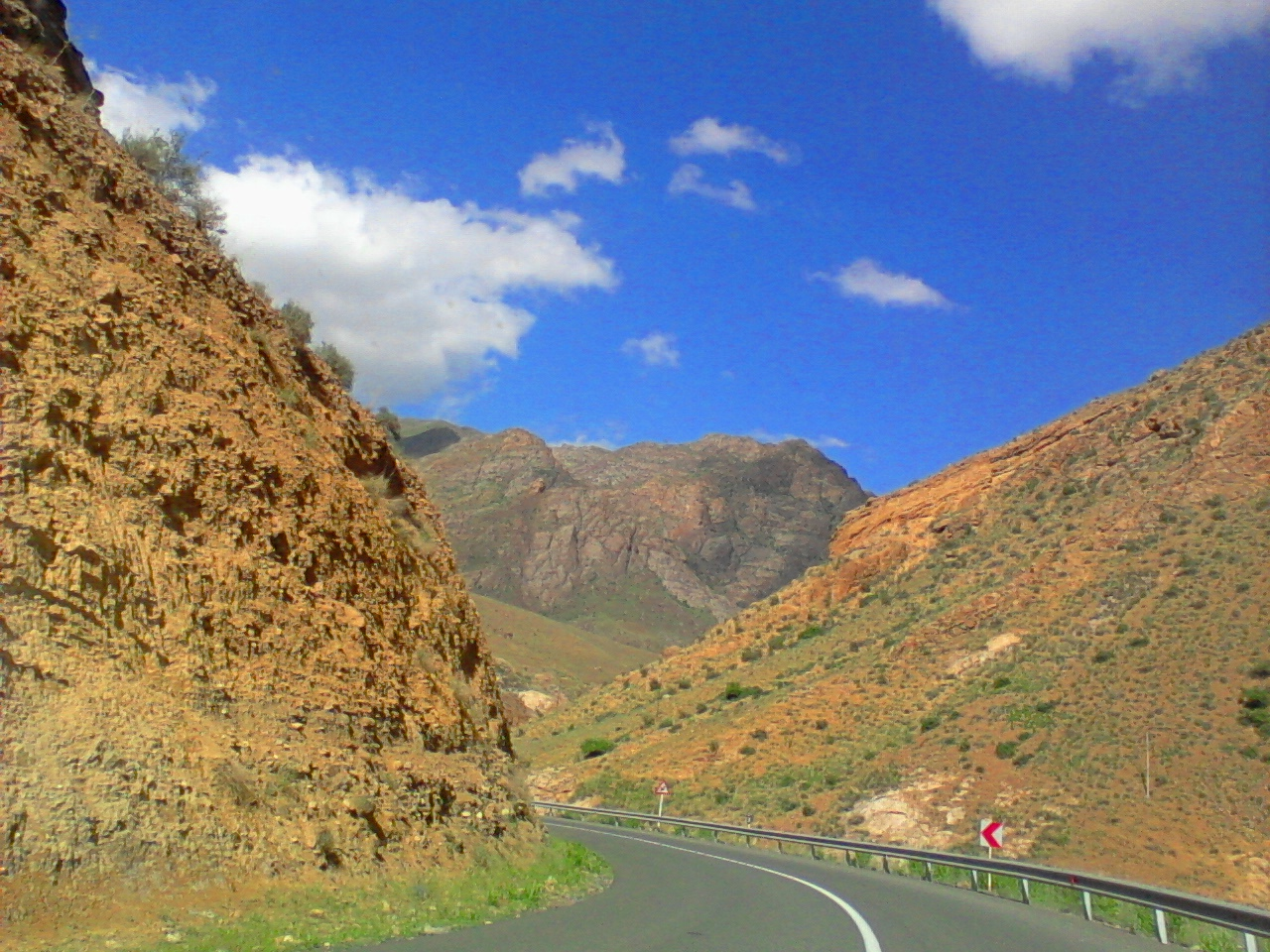
منطقه آزاد خوی

## نگارخانه خوی

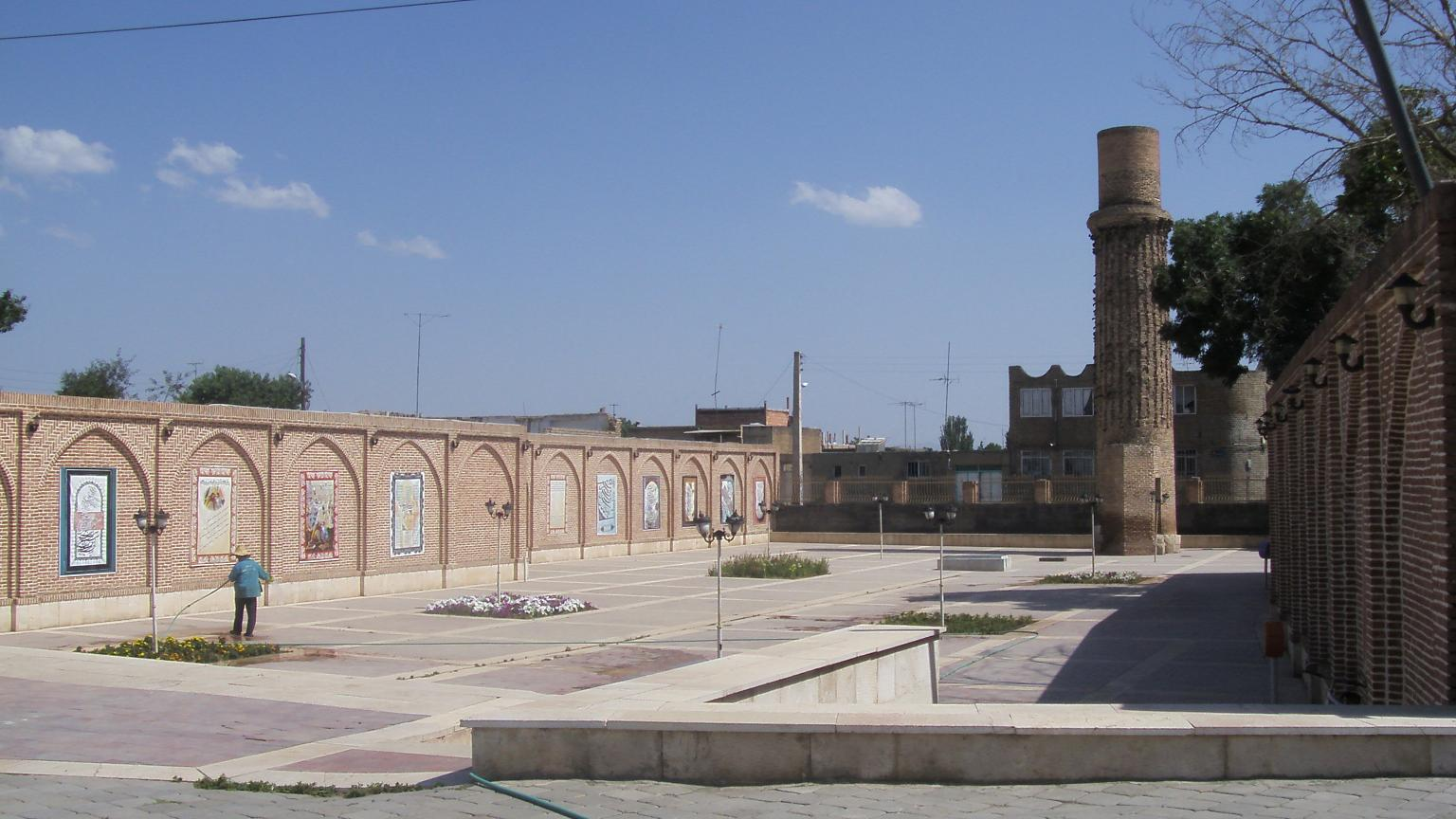
آرامگاه شمس تبریزی
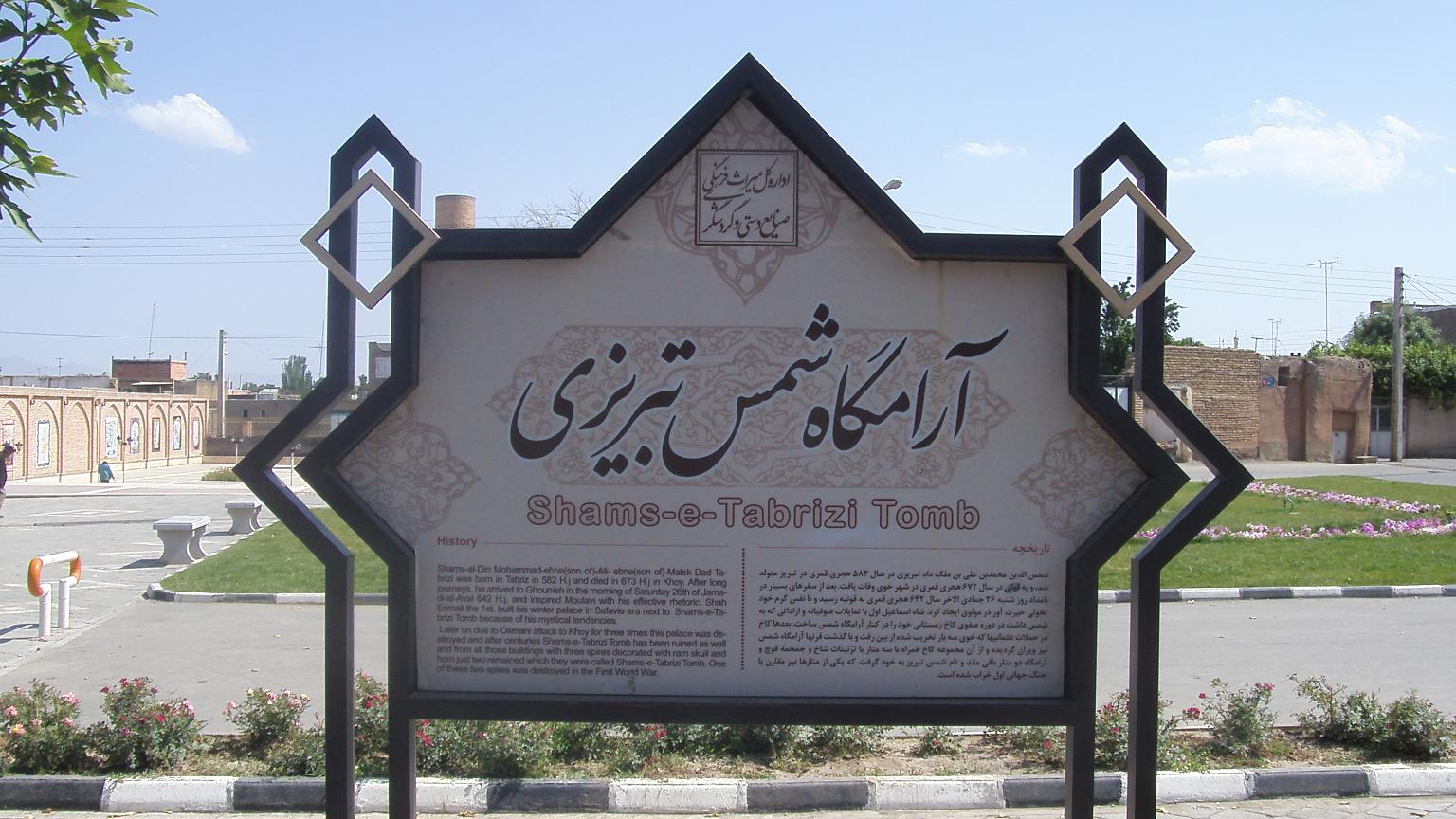
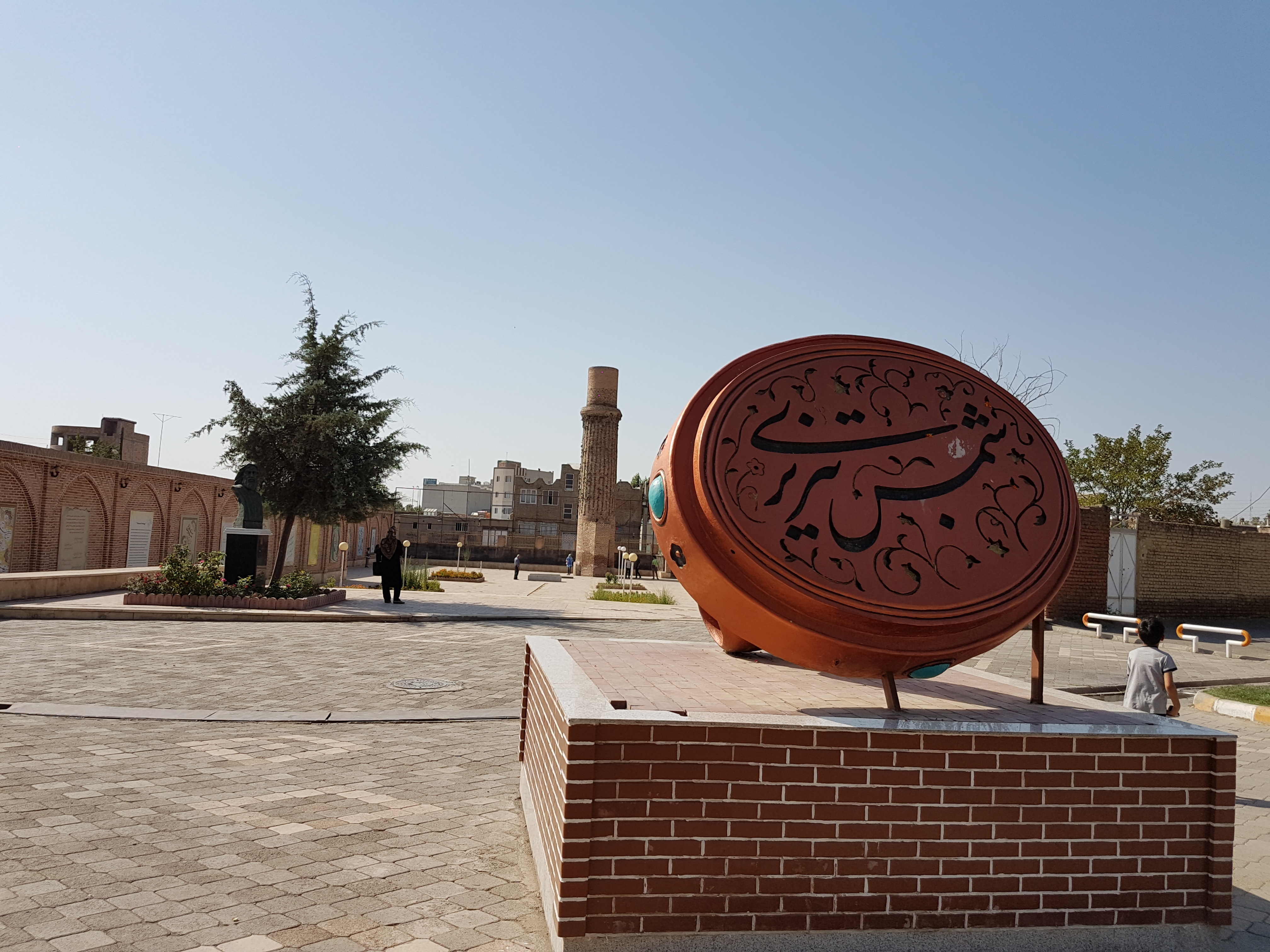
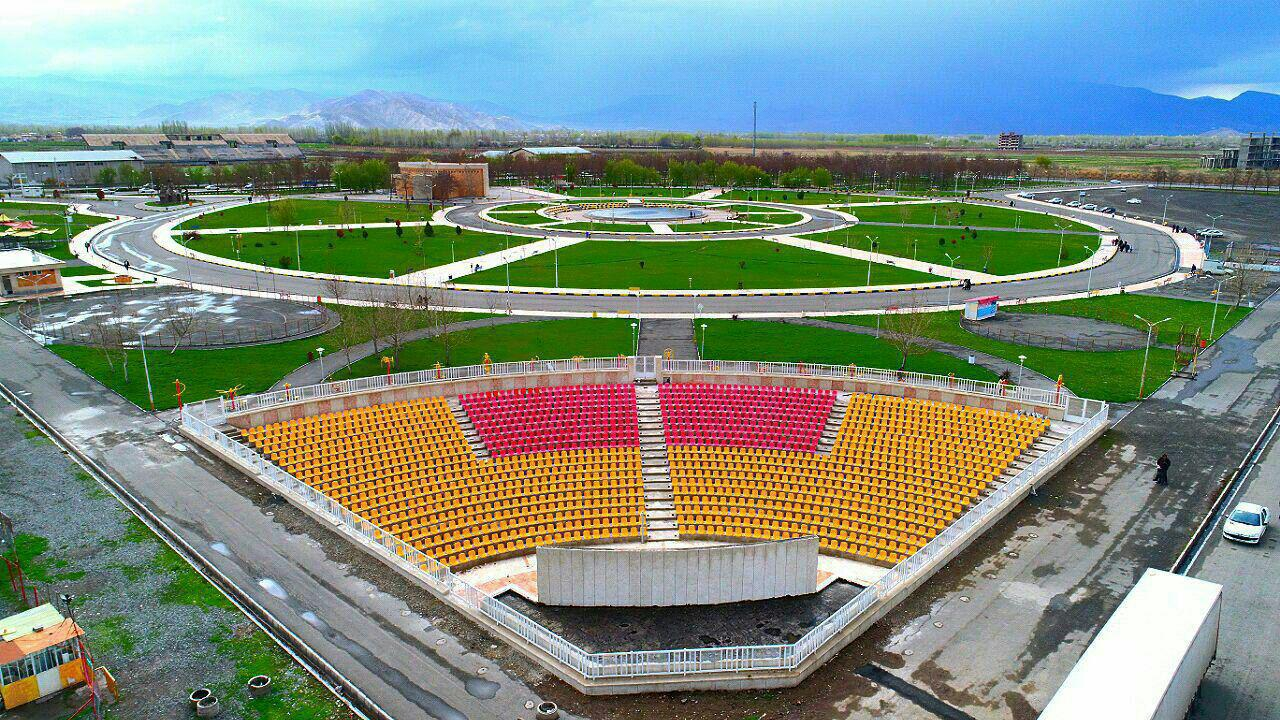
پارک ملت خوی
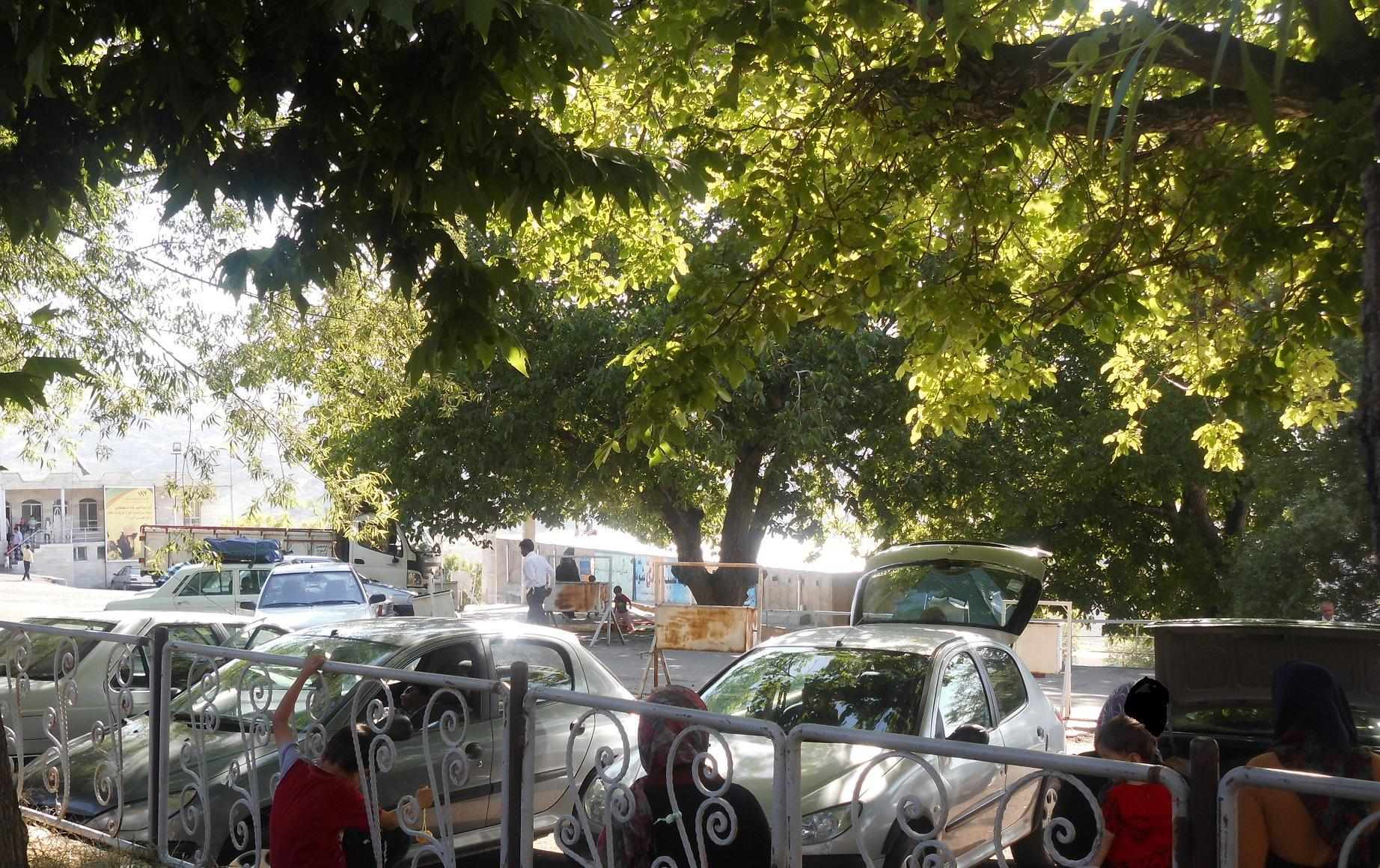
تکیه (حضرت) ابوالفضل
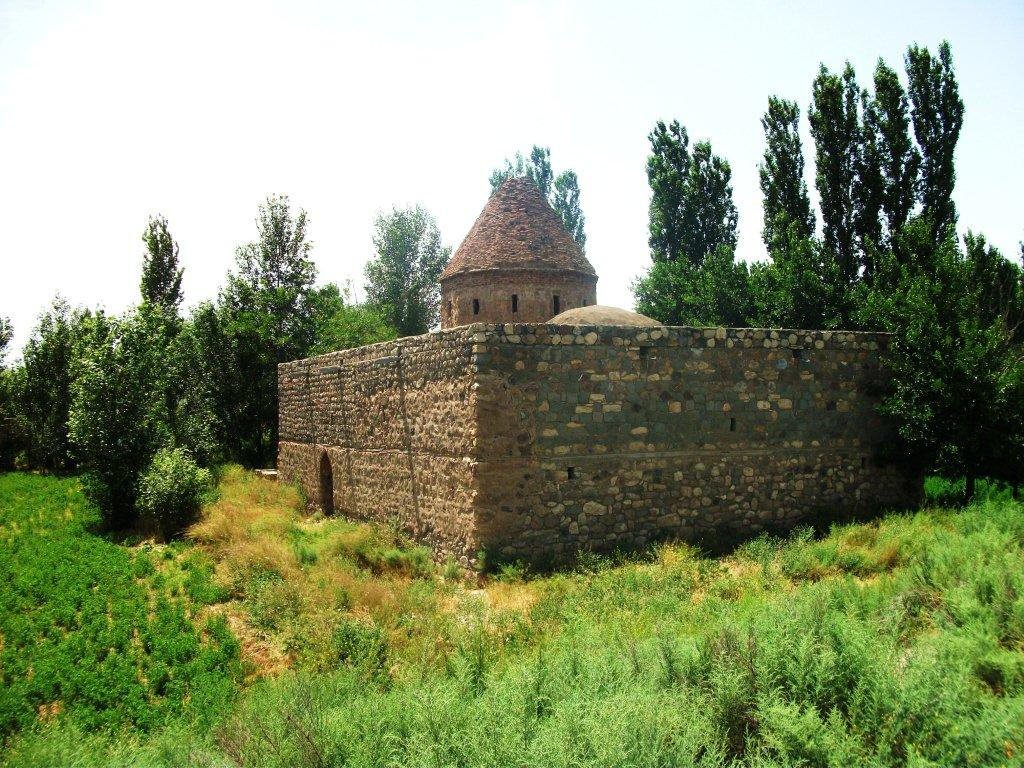
کلیسای قدیمی روستای مهلذان خوی
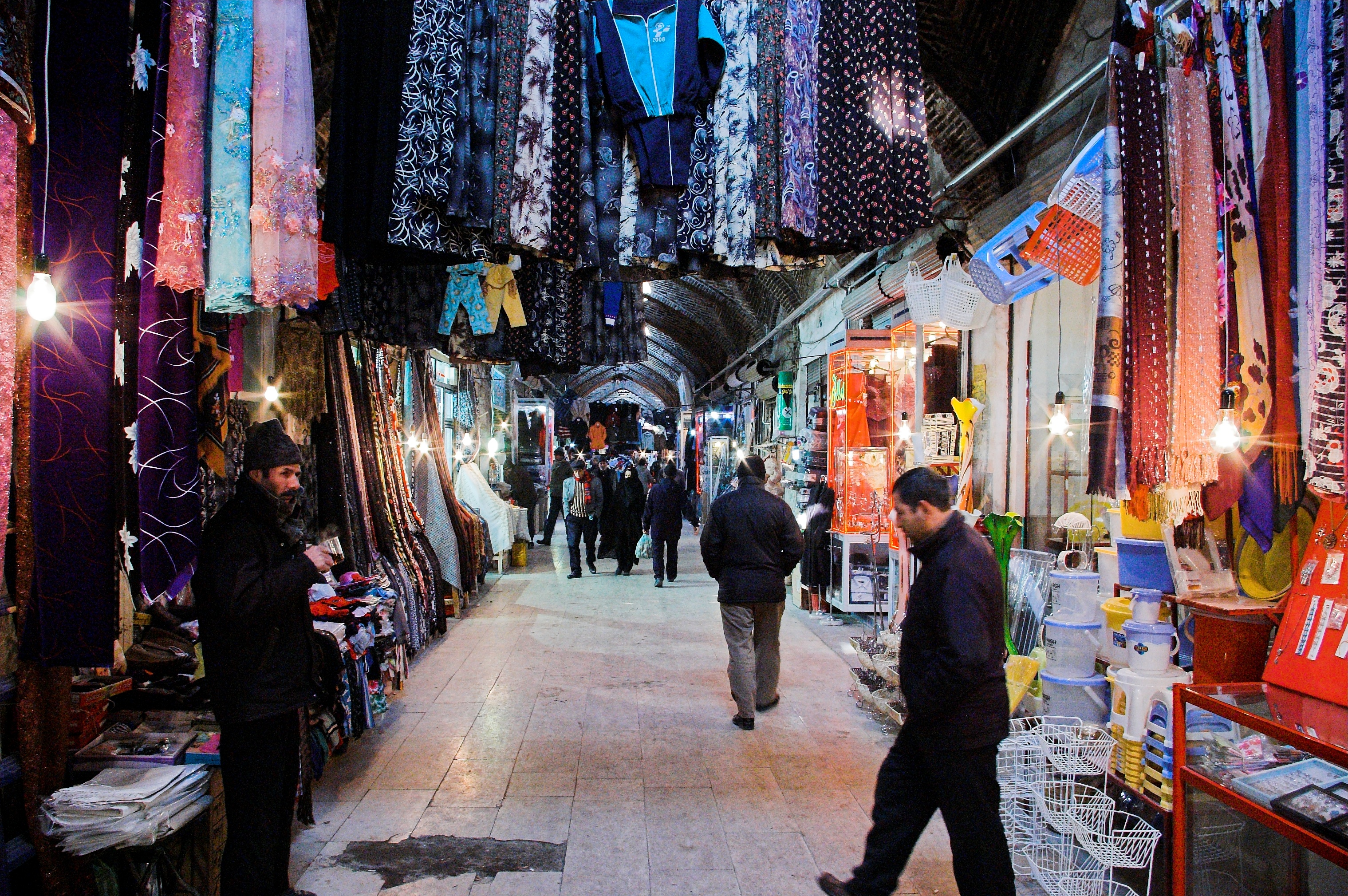
بازار تاریخی خوی
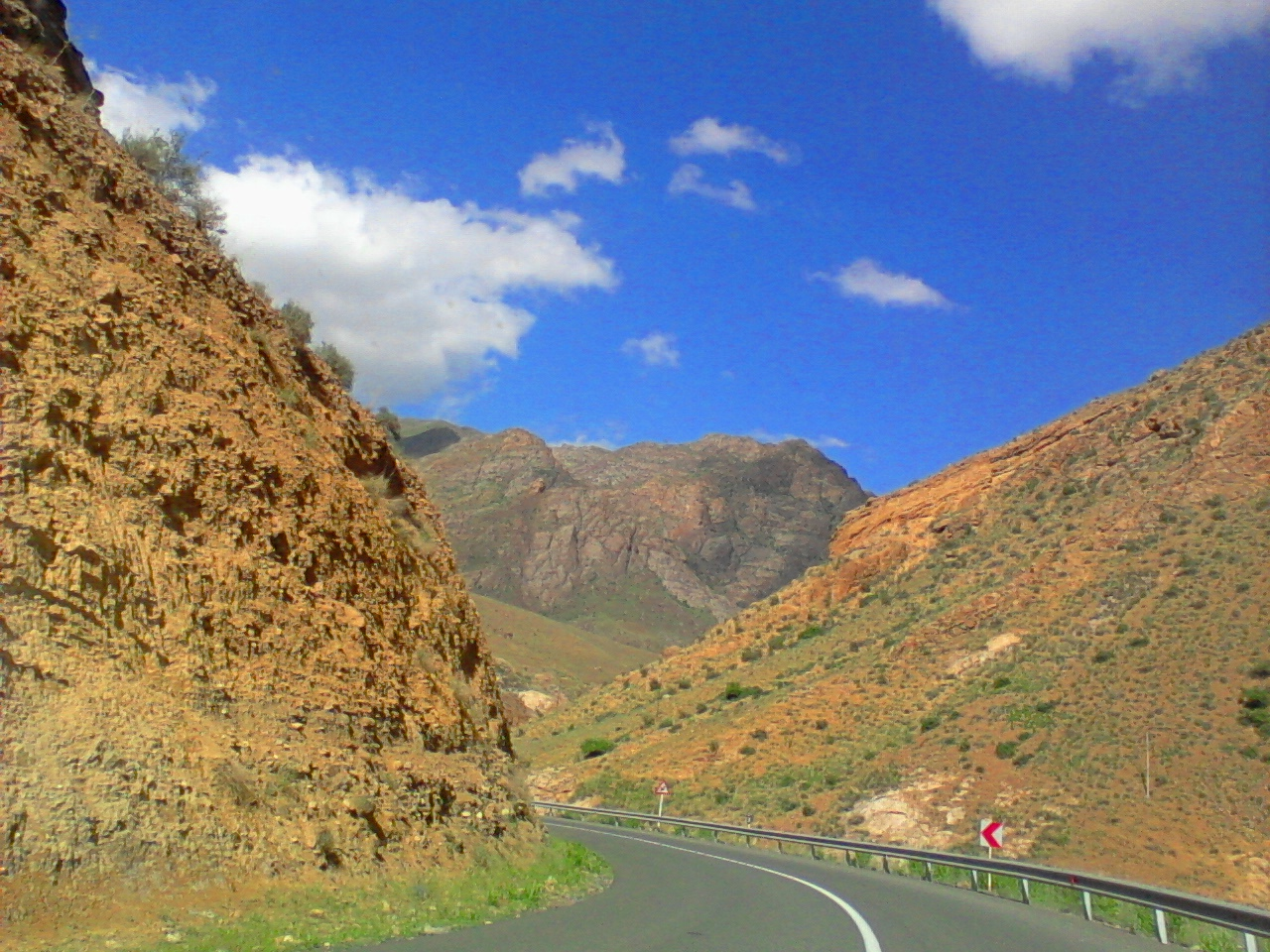
جاده قطور
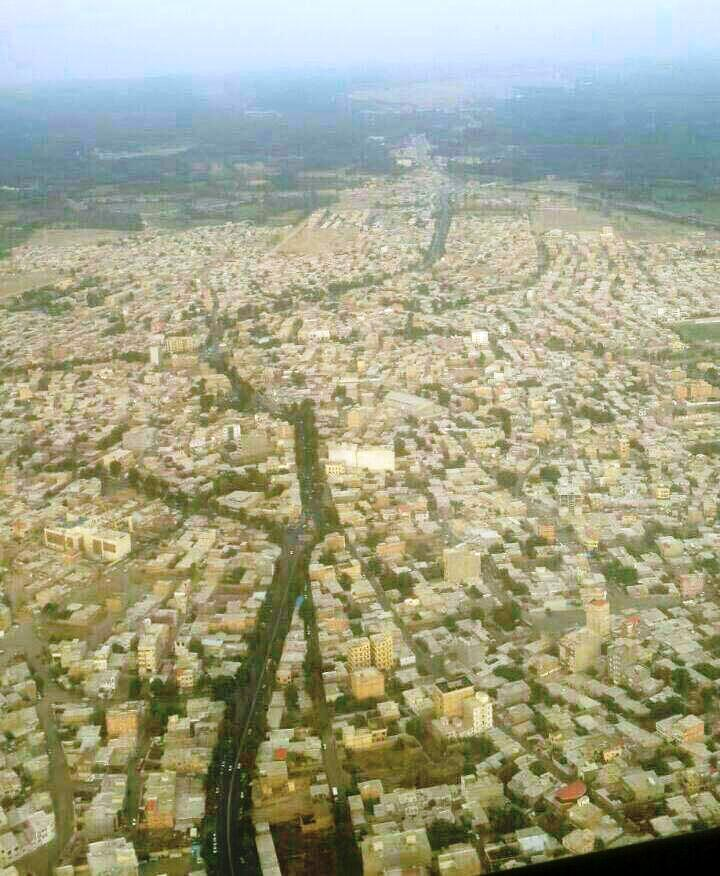
عکس هوایی شهر خوی
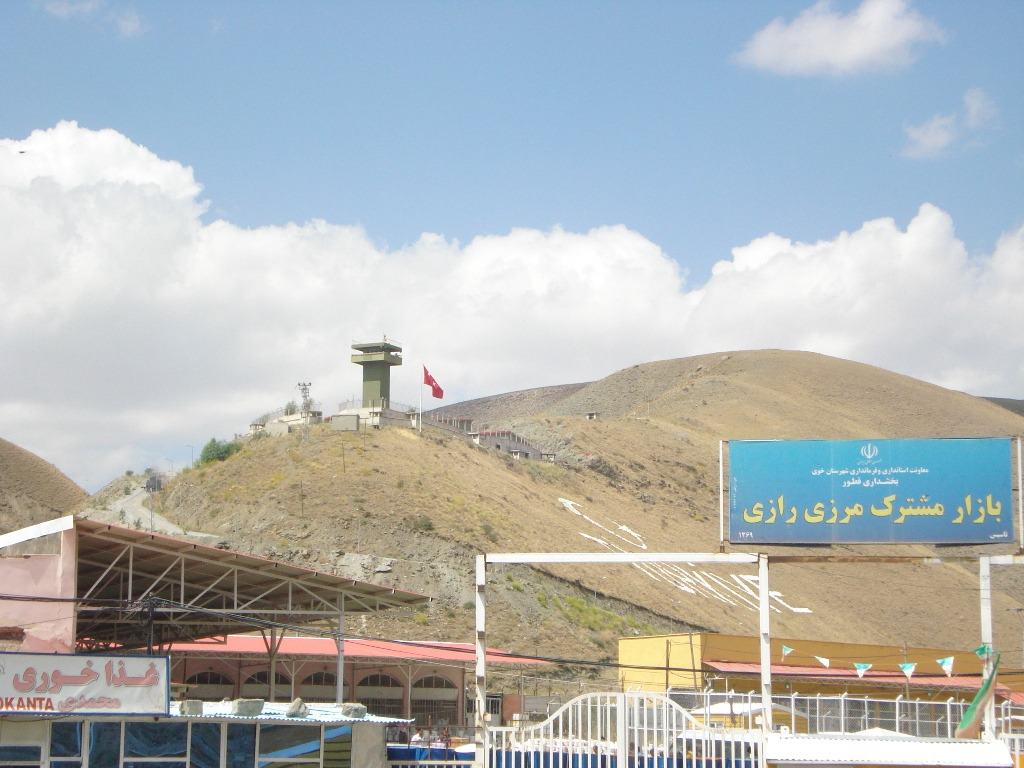
پایانه مرزی رازی
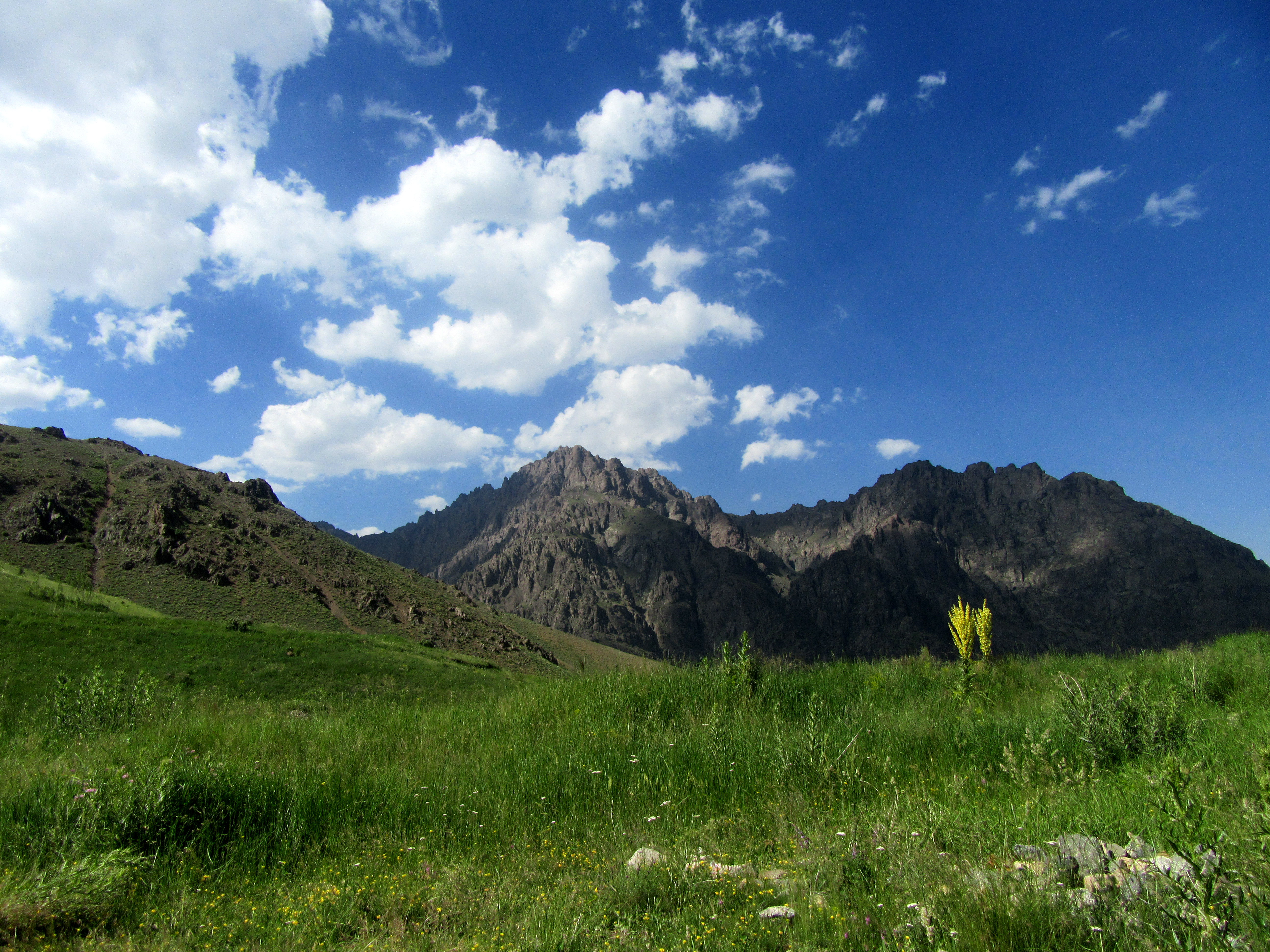
کوه اَورین خوی
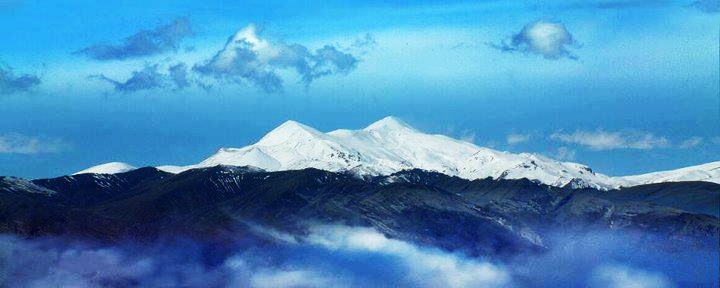
کوه اَورین خوی
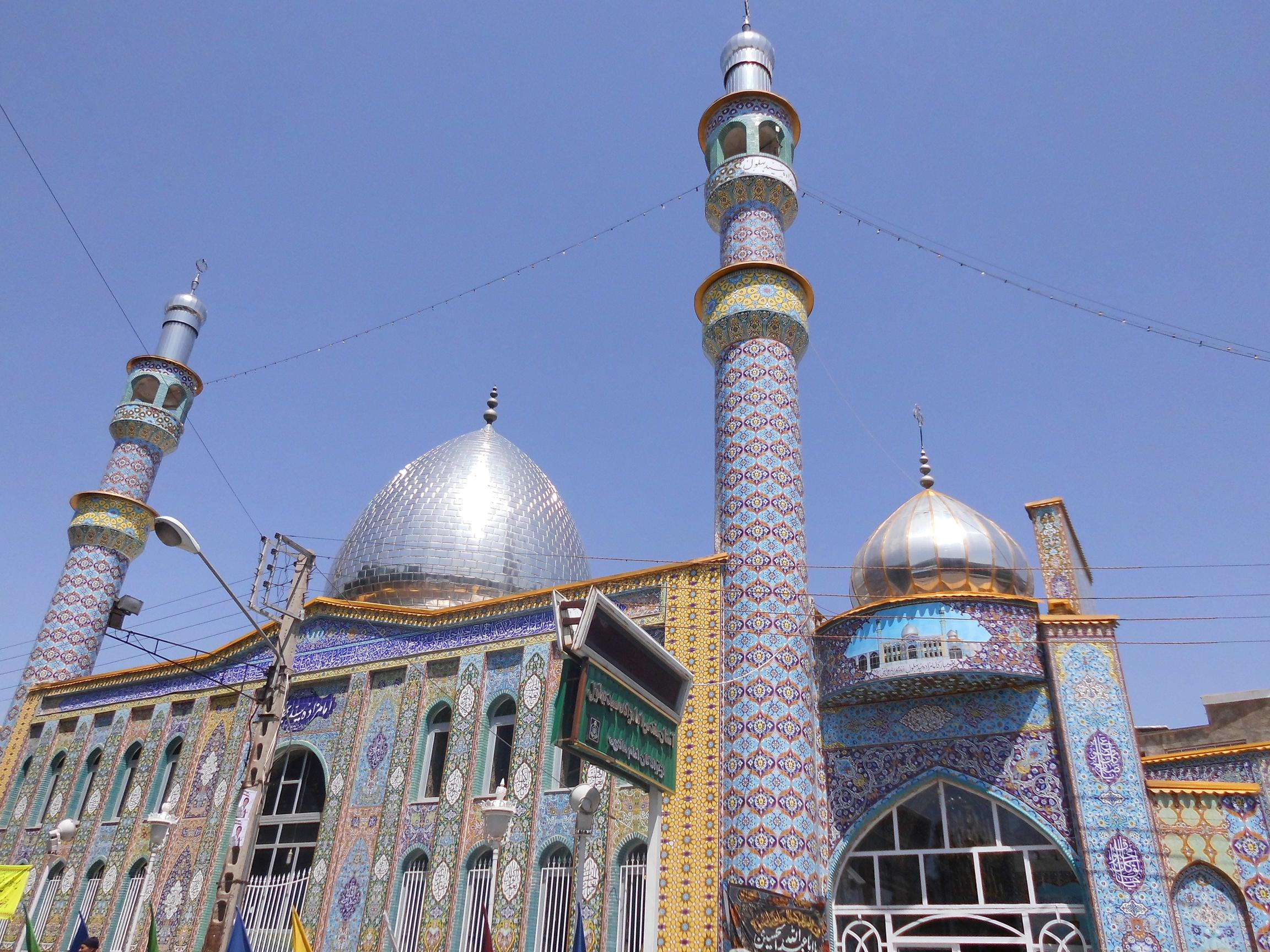
امامزاده (سید) بهلول خوی
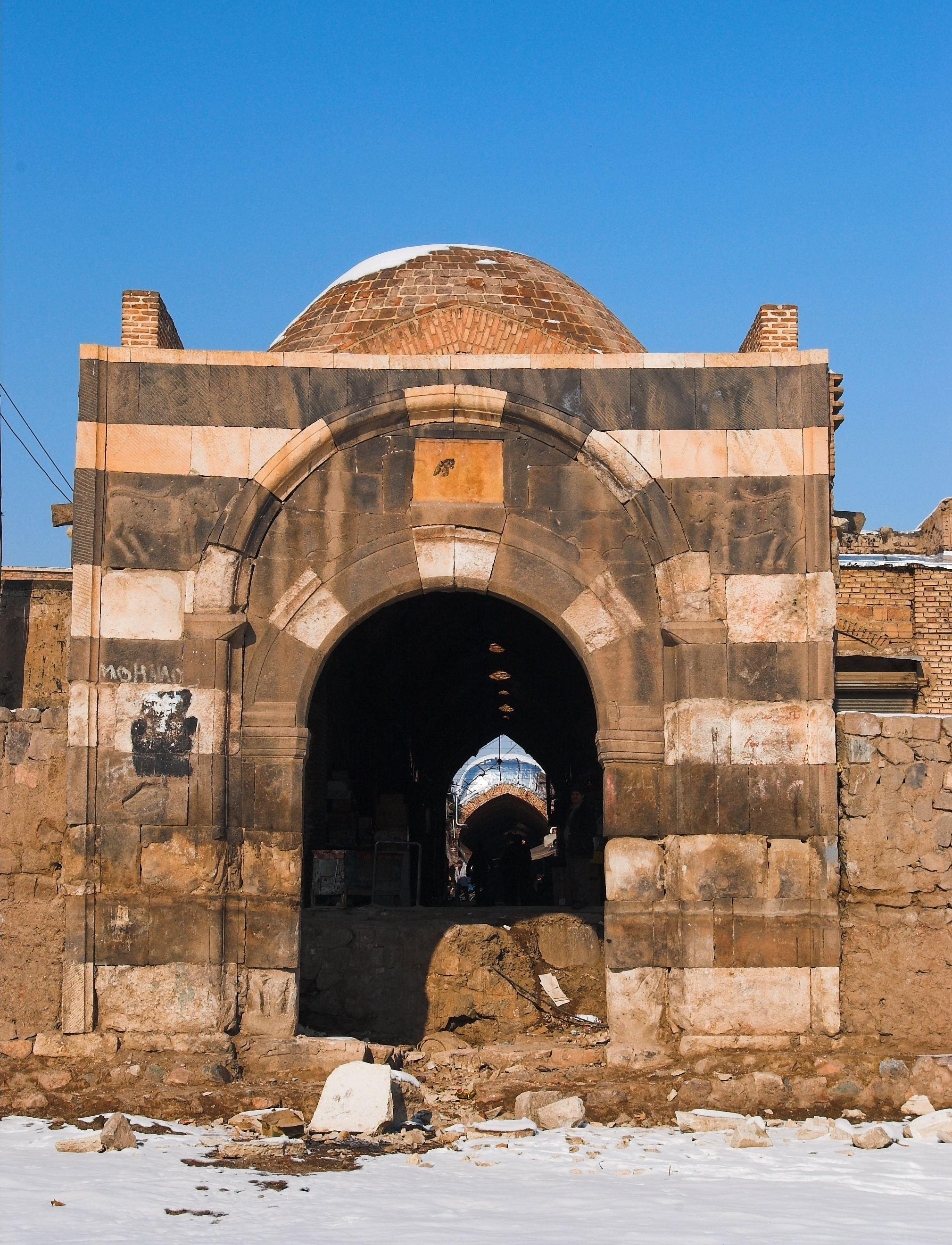
دروازه سنگی خوی
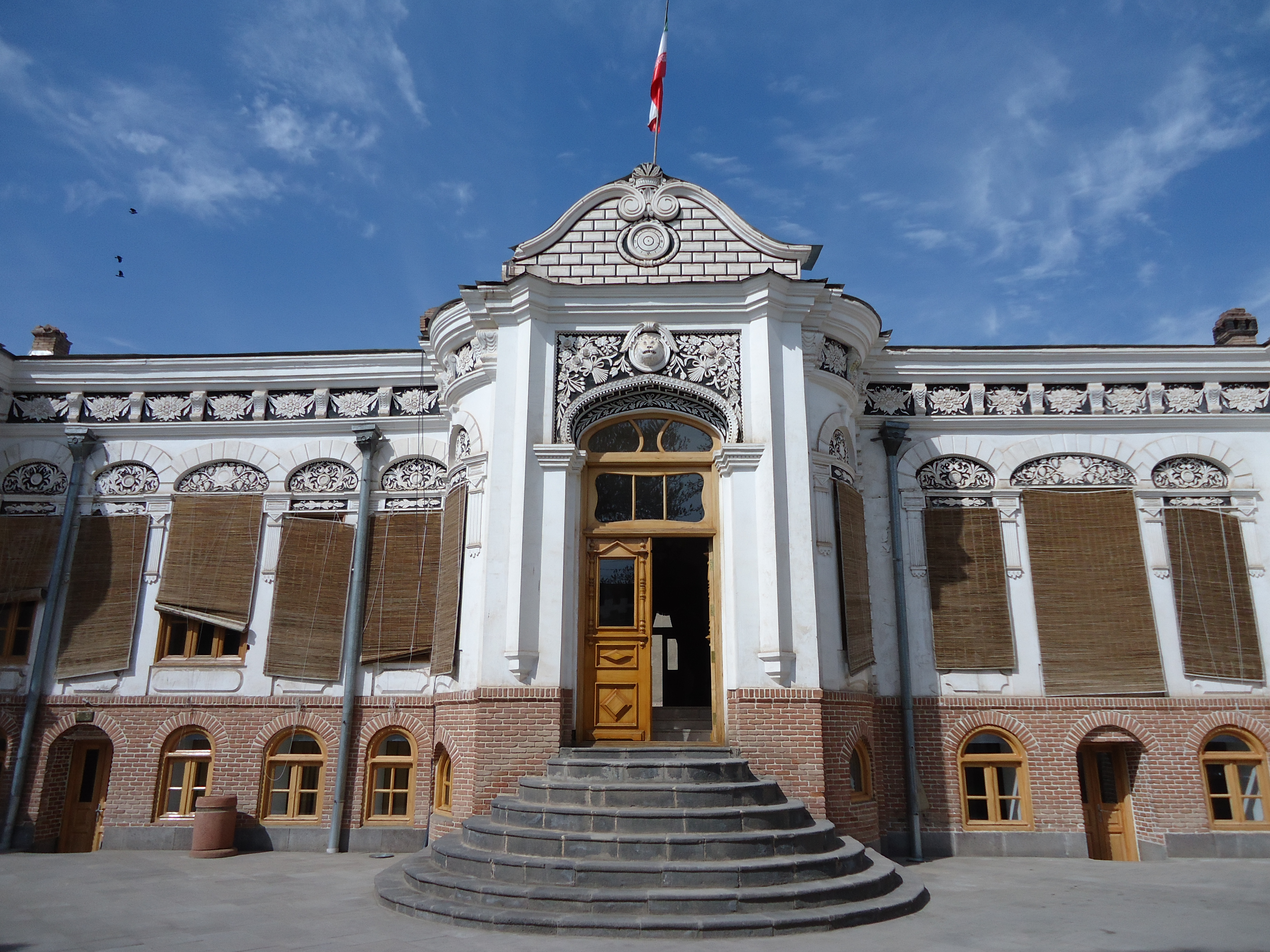
ساختمان قدیم شهرداری
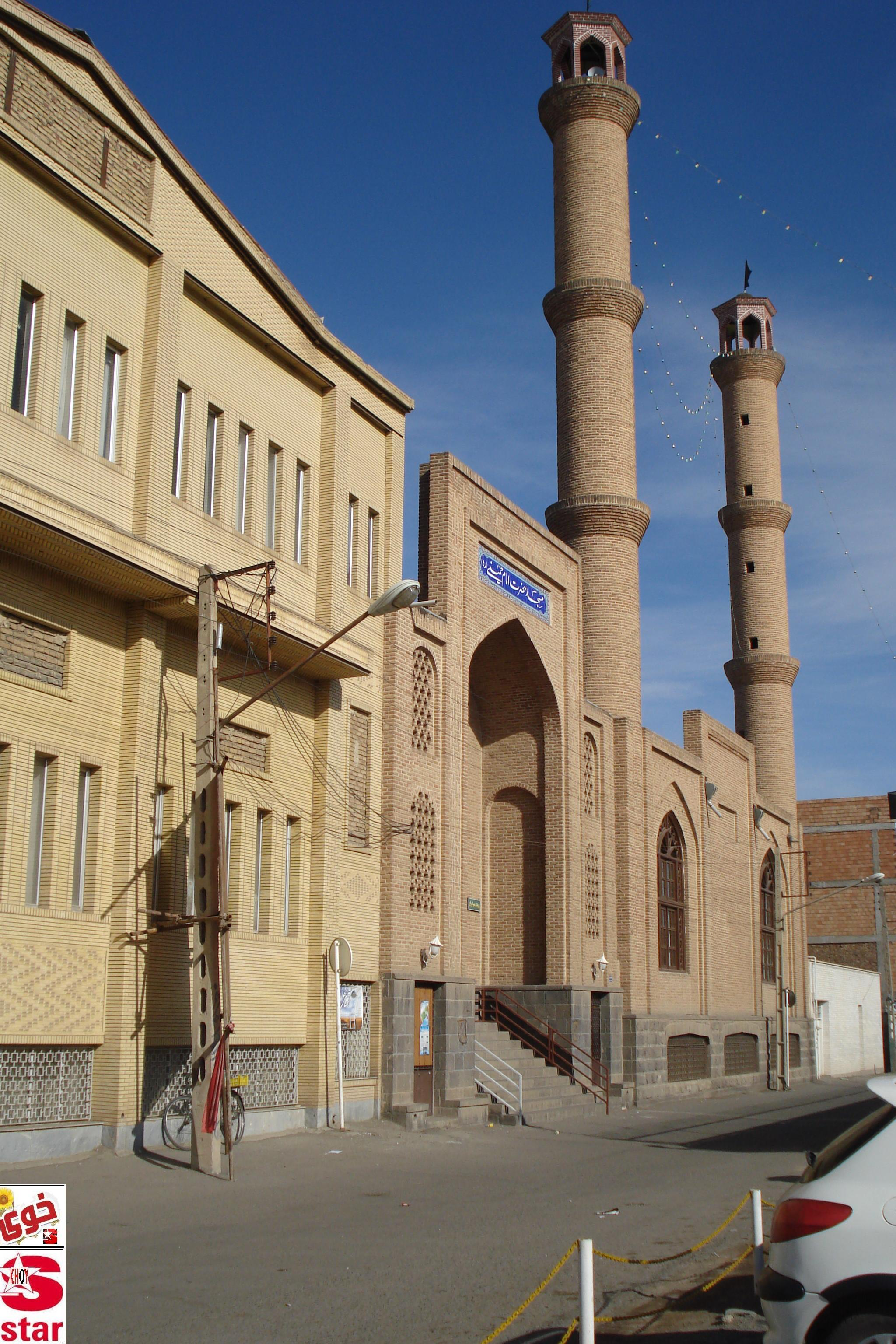
مسجد بزرگ امام-خمینی
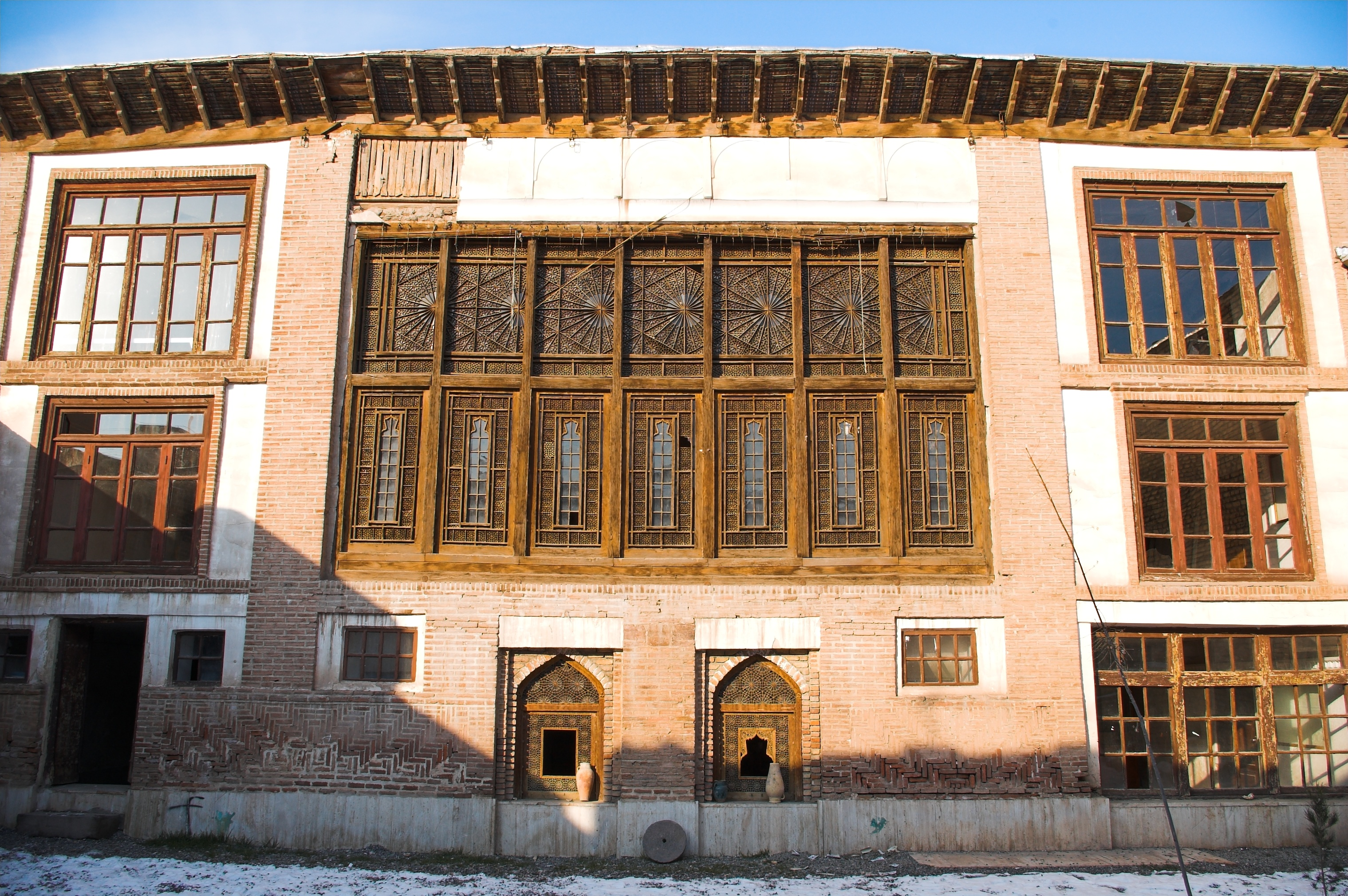
خانه کبیری
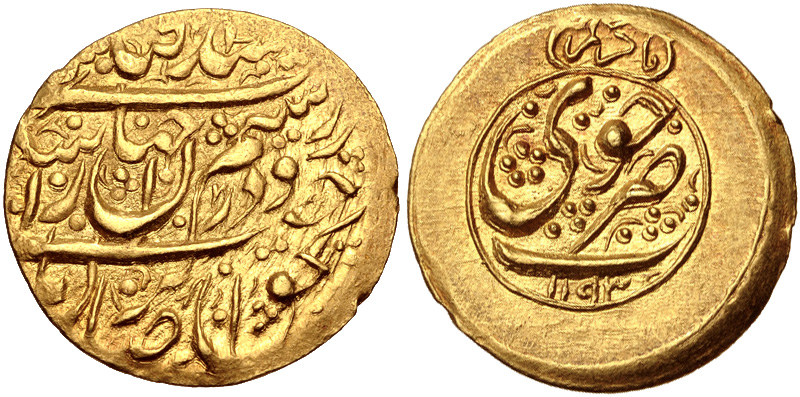
سکه دوره زندیه ضرب شده در خوی

## شهرهای خواهرخوانده و هم پیوند خوی
- قونیه، ترکیه از چهاردهم مهر ۱۳۹۰
- نیشابور، استان خراسان رضوی، ایران از چهاردهم مهر ۱۳۹۰[۵۴]
- شیراز، استان فارس، ایران از پانزدهم اردیبهشت ۱۳۹۲[۵۵]
- شهرهای یغگنادزور، وایک و جرموک، ارمنستان از بیست و پنجم خرداد ۱۳۹۴[۵۶]